# Canis lupus
Loup gris, Loup commun, Loup vulgaire
« Loup » redirige ici. Pour les autres significations, voir Loup (nom vernaculaire) et Loup (homonymie).
« Loup gris » redirige ici. Pour le mouvement nationaliste turc, voir Loups gris.
« Louve (animal) » et « Louveteau (animal) » redirigent ici. Pour les autres significations, voir Louve et Louveteau.
Cette page contient des caractères spéciaux ou non latins. S’ils s’affichent mal (▯, ?, etc.), consultez la page d’aide Unicode.
Espèce
Répartition géographique
Statut de conservation UICN

LC : Préoccupation mineure
Canis lupus est une espèce de canidés comprenant plusieurs sous-espèces sauvages, domestiques ou férales, toutes parfaitement interfécondes, comme le loup gris commun (Canis lupus lupus), le loup arctique (Canis lupus arctos), le chien (Canis lupus familiaris), le dingo (Canis lupus dingo), le loup des Indes (Canis lupus pallipes) ou encore le chien chanteur de Nouvelle-Guinée (Canis lupus hallstromi). Si les formes sauvages sont d'origine holarctique, la domestication et le marronnage ont permis à l'espèce de coloniser l'ensemble des écozones terrestres.
Sous ses formes sauvages, le loup gris a été peu à peu exterminé par l'homme dans plusieurs zones de son aire de répartition originelle, en particulier au XIXe siècle. Au XXIe siècle, il ne reste plus qu'environ 300 000 individus dans le monde, principalement dans des zones « de grands espaces » restées sauvages, telles que la taïga de Sibérie et du Canada ou les steppes et les massifs montagneux d'Europe et d'Asie centrale. Il est désormais protégé dans de nombreux pays occidentaux, où l'on tente de préserver les populations restantes. Quelques programmes de sauvegarde ont permis aux loups gris de revenir dans des zones où ils avaient disparu, en particulier en Amérique du Nord.
À l'inverse, le chien, sa sous-espèce domestique Canis lupus familiaris, le premier animal à avoir été domestiqué par l'homme il y a au moins 33 000 ans, s'est mondialement répandu. Avec environ 900 millions d'individus, il représente aujourd'hui la quasi-totalité de l'effectif mondial de l'espèce.
Du chien descendent à leur tour les sous-espèces retournées à la vie sauvage que sont le dingo et le chien chanteur, fruits de milliers d'années d'évolution séparée.
Parmi les canidés proches n'appartenant pas à l'espèce Canis lupus mais également appelés « loups », on peut citer le loup à crinière (Chrysocyon brachyurus), le loup des Malouines (Dusicyon australis), le loup de l'Est (Canis lycaon), le loup rouge (Canis rufus), le loup d'Abyssinie (Canis simensis), etc.
Les loups sauvages ont toujours fasciné l'espèce humaine au cours de l'histoire, alimentant tous les domaines de la culture : la mythologie, la littérature, les arts mais aussi les peurs et les fantasmes collectifs (contes et légendes). Le loup gris est ainsi l'un des animaux les plus connus et les plus étudiés au monde, avec probablement plus de livres écrits à son sujet que pour toute autre espèce sauvage. Il a été méprisé et chassé dans la plupart des communautés pastorales à cause de ses attaques contre le bétail, mais respecté dans certaines sociétés agraires ou de chasseurs-cueilleurs dans lesquelles il a noué des associations depuis longtemps. Bien que la peur du loup soit omniprésente dans de nombreuses sociétés, la majorité des attaques enregistrées contre des personnes ont été attribuées à des animaux souffrant de la rage. Les loups sains attaquent rarement l'homme : depuis le début du XXe siècle, on ne dénombre dans le monde entier qu'une ou deux attaques par an, les victimes étant principalement des enfants loin des agglomérations. La chasse au loup ayant fortement marqué le caractère de l'animal, il est en général craintif et méfiant vis-à-vis de l'homme.

## Étymologie
Le terme loup /lu/ provient d'une ancienne forme lou /lu/, de l'ancien français leu /lew/, et du latin lupus /ˈlu.pus/ qui est lui-même issu comme le grec λύκος / lúkos de l'indo-européen wĺ̥kʷos, probablement par déformation volontaire liée à un tabou des chasseurs. Le p final est un ajout savant récent, calqué sur l'étymon latin. Normalement, le mot devrait s'écrire louf, avec un f final qui se transforme en v s'il est suivi d'une voyelle (tel que d'autres couples de mots comme bœuf/bovin) ; ceci explique le fait que la femelle du loup est la louve, son petit le louveteau.
Le loup s'est appelé leu jusqu'au XIVe siècle. On retrouve cette forme de l'ancien français dans des toponymes comme Saint-Leu, dans des hagionymes comme Saint Leu, et dans l'expression à la queue leu-leu, qui désigne à l'origine le mode de déplacement d'une meute de loups en chasse.
Dans les langues germaniques, l'anglais wolf et l'allemand Wolf proviennent du proto-germanique *wulfaz. Le lupus latin est un mot emprunté au sabin. Les deux dérivent de la racine proto-indo-européenne *wlqwos/*lukwos.

## Dénominations
Dans le vocabulaire courant du français « loup » est un  mot ambigu qui peut désigner plusieurs espèces et de nombreuses sous-espèces de mammifères de la famille des Canidés, famille regroupant aussi les chacals, renards, etc. Sans autre précision, il ne correspond pas à un niveau exact de la classification scientifique des espèces.
L'espèce Canis lupus a plusieurs noms vernaculaires en français : loup gris,, loup commun, loup vulgaire ou encore loup tout court. On peut aussi ajouter les chiens, le chien chanteur de Nouvelle-Guinée et le dingo en tant que sous-espèces.
| Groupe ou zone linguistique | Nom autochtone                                                      |
| --------------------------- | ------------------------------------------------------------------- |
| Albanais                    | Ujku                                                                |
| Allemand                    | Wolf                                                                |
| Anglais                     | Grey wolf                                                           |
| Arabe                       | الذئب العربى (aldhiyb aleurbaa)                                     |
| Bulgare                     | Вълк (Valk)                                                         |
| Catalan                     | llop                                                                |
| Chinois                     | 狼 (Láng)                                                           |
| Danois                      | Ulv                                                                 |
| Espagnol                    | Lobo gris,                                                          |
| Finnois                     | Susi                                                                |
| Français                    | Loup gris                                                           |
| Grec moderne                | Λύκος, Lýkos                                                        |
| Hébreu                      | זאב אפור                                                            |
| Italien                     | Lupo comune                                                         |
| Japonais                    | タイリクオオカミ (tairikuōkami)                                     |
| Lituanien                   | Vilkas                                                              |
| Norvégien bokmål            | Ulv                                                                 |
| Norvégien nynorsk           | Ulv                                                                 |
| Néerlandais                 | Wolf                                                                |
| Occitan                     | Lop                                                                 |
| Ourdou                      | بھیڑیا bheṛiyā                                                      |
| Polonais                    | Wilk szary                                                          |
| Portugais                   | Lobo-cinzento,                                                      |
| Slovaque                    | Vlk dravý                                                           |
| Slovène                     | Volk                                                                |
| Suédois                     | Hundvarg                                                            |
| Roumain                     | Lup                                                                 |
| Russe                       | Волк обыкновенный обыкновенный серый волк (obyknovennyy seryy volk) |
| Turc                        | Kurt                                                                |
| Ukrainien                   | ВовкВовк сірий                                                      |

## Caractéristiques

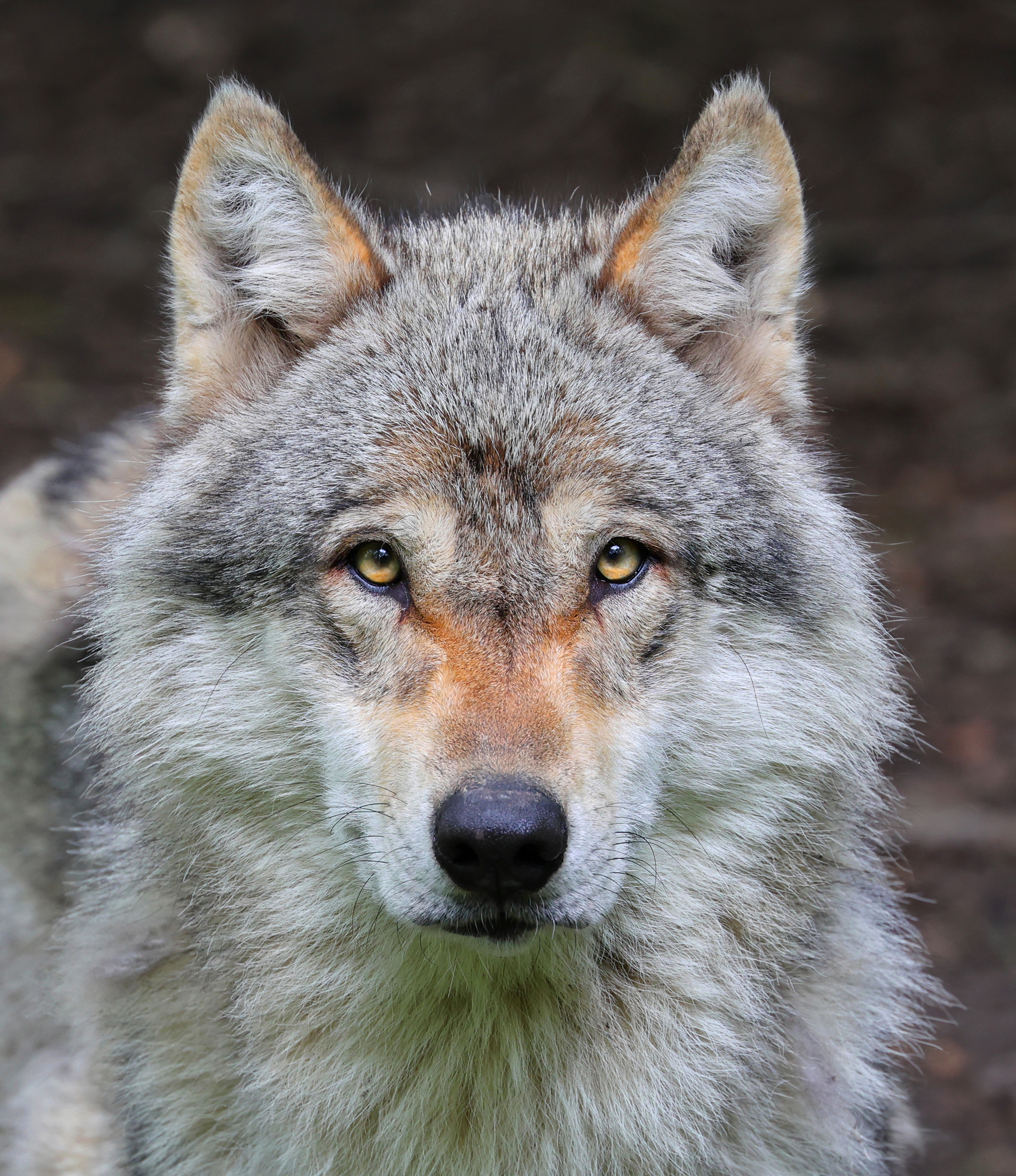
Canis lupus, portrait. Dans le domaine zoologique de Pescheray. Mai 2021.

L'espèce est connue pour avoir une variabilité intraspécifique notable selon les régions et les sous-espèces ; qu'il s'agisse de la taille, du poids, de la robe ou même de l'aspect du museau. Les sous-espèces sauvages sont régulièrement comparées à certaines races de chiens domestiques de morphologie lupoïde comme le berger allemand ou le husky (eux-mêmes appartenant à la sous-espèce Canis lupus familiaris). Le morphotype le plus rencontré possède des oreilles pointues dressées au-dessus d'une tête large avec un museau allongé terminé par une truffe, une gueule puissante, une poitrine étroite et profonde, des pattes longues en extension avec de larges pieds ainsi qu'une queue droite et touffue.
Le génome de l'espèce est composé de 78 chromosomes. Le premier génome de novo de référence (en) d'une sous-espèce naturelle du loup (Canis lupus lupus) a été révélé en 2017 et compte un total de 2,34 milliards de bases d'ADN assemblé.

### Corpulence
La sous-espèce la plus petite est Canis lupus arabs où les mâles pèsent en moyenne 18 kg. Empiriquement deux sous-populations du grand loup gris sont distinguées : celui des plaines d'Eurasie et le loup italien ou espagnol, de taille plus réduite.

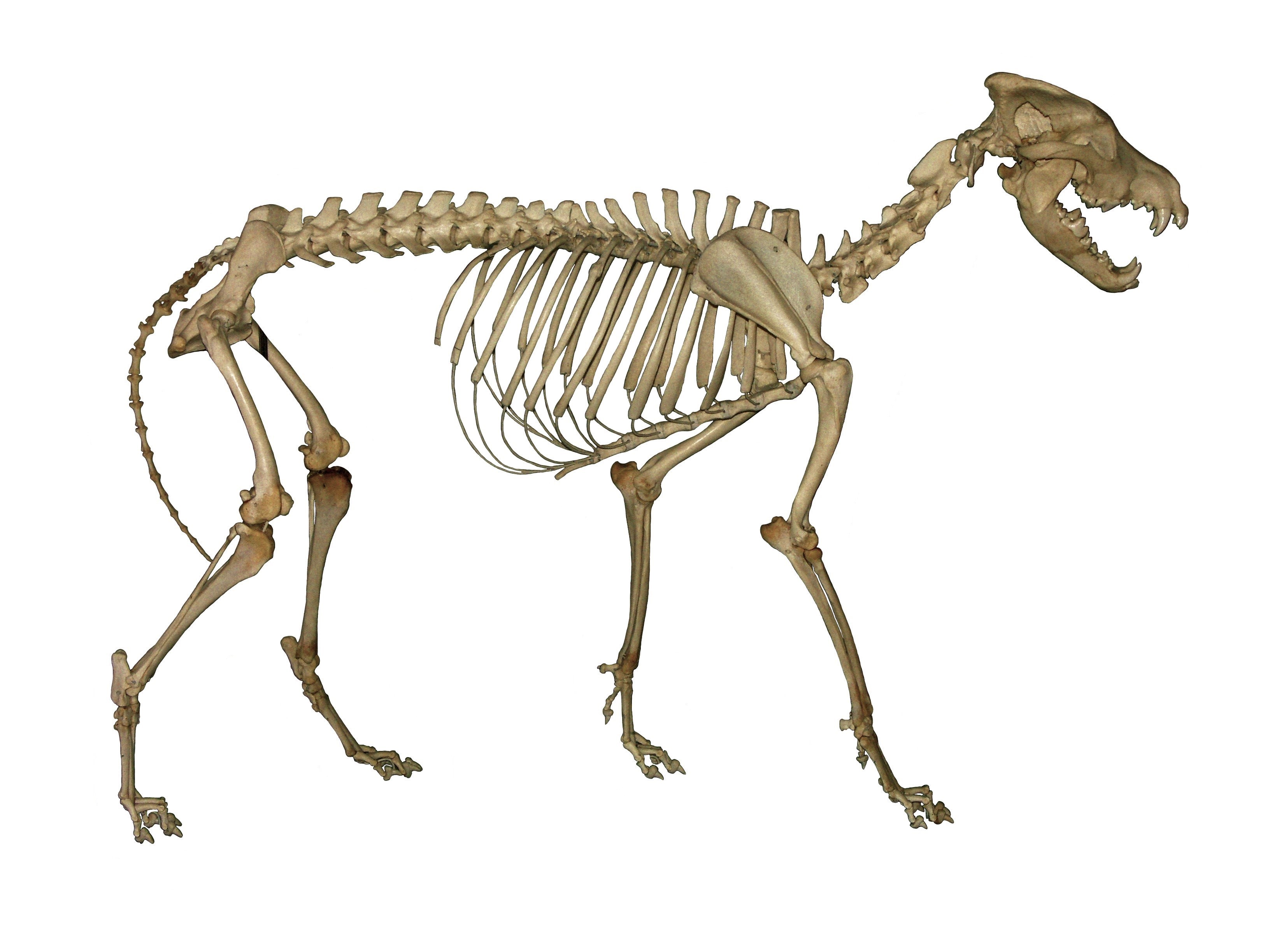
Squelette de loup gris.

Leur poids et leur taille peuvent varier considérablement dans le monde entier, ayant tendance à augmenter proportionnellement avec la latitude comme le prédisait la règle de Bergmann, avec des grands loups de l'Alaska et du Canada qui pèsent parfois de trois àsix  fois plus que leurs cousins du Moyen-Orient et d'Asie du Sud.

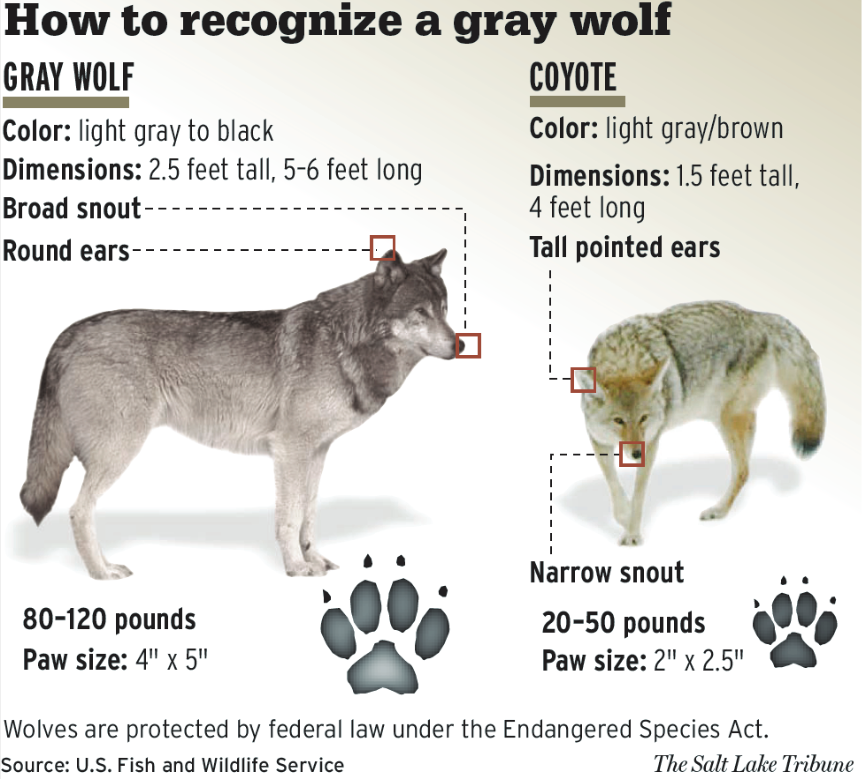
Différences entre le loup gris et le coyote.

Les loups adultes mesurent en moyenne de 105 à 160 cm de longueur et 66 à 85 cm de hauteur au garrot. Le mâle est plus grand que la femelle. La queue mesure 29 à 50 cm de long. Les oreilles ont une hauteur de 90 à 110 mm et les pattes postérieures de 220 à 250 mm. La masse corporelle moyenne du loup gris actuel est de 20 à 70 kg pour le mâle et 16 à 50 kg pour la femelle, le plus petit spécimen ayant été pesé à 12 kg et le plus grand à 80 kg,,,,,. Le poids du loup gris varie selon la région du monde ; en moyenne, les loups européens peuvent peser 38,5 kg, les loups nord-américains 36 kg, et les loups indiens et arabes 25 kg. Dans une population donnée de loups, les femelles pèsent en général de 2,3 à 4,5 kg de moins que les mâles. Les loups pesant plus de 54 kg sont rares, bien que des individus exceptionnellement grands aient été signalés en Alaska, au Canada et dans les forêts de l'Ouest de la Russie. Le loup gris le plus lourd en Amérique du Nord a été tué sur la rivière 70 Mile, dans le centre-est de l'Alaska, le 12 juillet 1939 ; il pesait 79,4 kg. Un spécimen plus lourd encore fut abattu dans les Carpates en 1942, il pesait 96 kg, ceci est cependant exceptionnel.
Comparé à ses cousins sauvages les plus proches (le coyote et le chacal doré), le loup gris est plus gros et plus lourd, avec un museau plus large, des oreilles plus courtes, un torse plus court et une queue plus longue,,. C'est le plus grand canidé sauvage. Le loup gris est un animal élancé et puissant avec une grande cage thoracique descendant profondément, un dos incliné et un cou très musclé. Les pattes du loup sont un peu plus longues que celles des autres canidés, ce qui permet à l'animal de se déplacer rapidement et de surmonter la neige profonde qui recouvre la majeure partie de son aire de répartition géographique. Les oreilles sont relativement petites et triangulaires. Les femelles ont tendance à avoir des museaux et des fronts plus étroits, des cous plus fins, des jambes légèrement plus courtes et des épaules moins massives que les mâles.

### Fourrure et robe

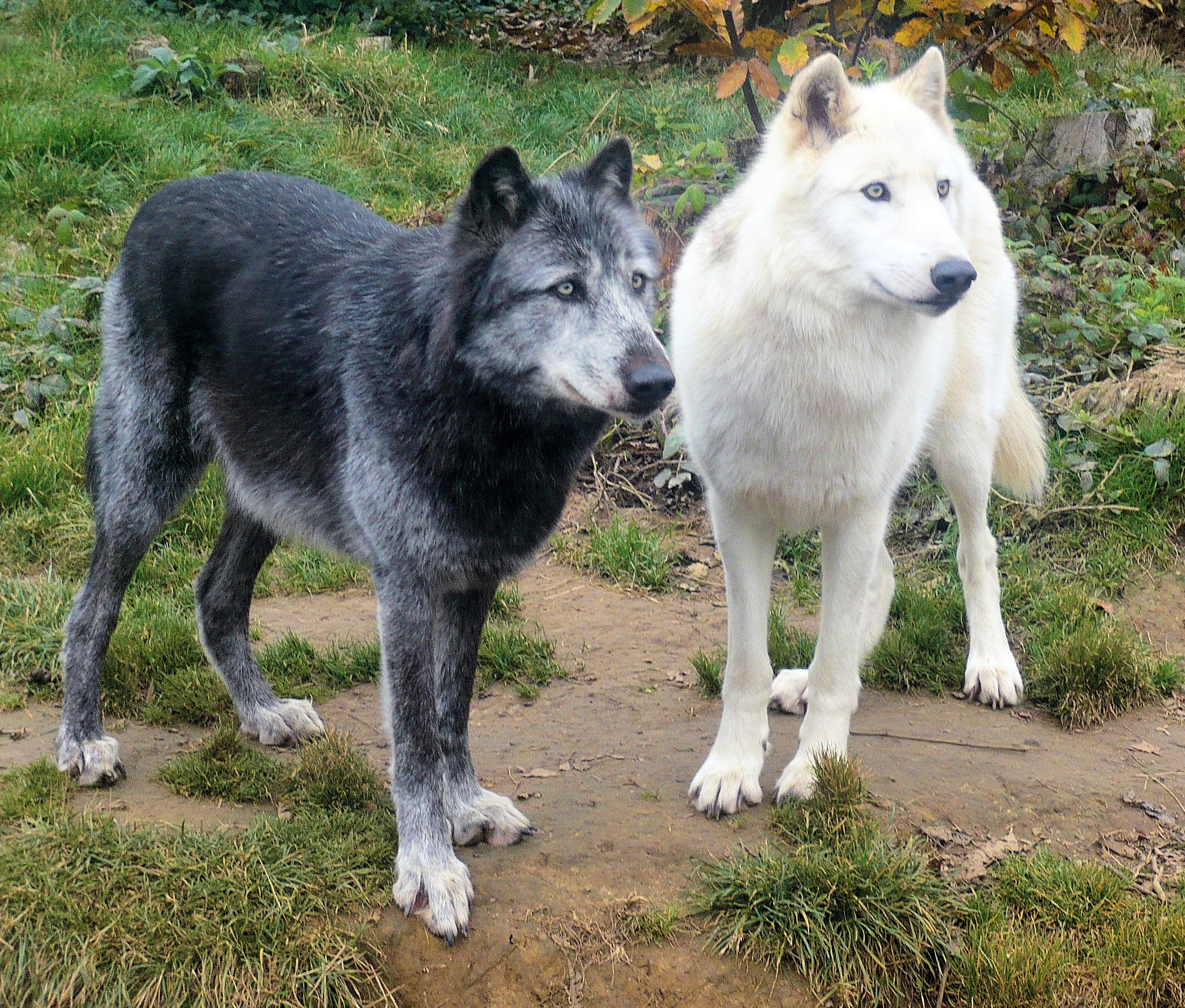
Loup gris noir et loup gris blanc. Zoo de La Boissière-du-Doré (Loire-Atlantique).

Le loup gris a une fourrure hivernale très dense et duveteuse, avec un sous-poil court et un poil de garde long et grossier. La plupart des sous-poils et une partie des poils de garde sont perdus au printemps et repoussent à l'automne. Les poils les plus longs se trouvent sur le dos, en particulier sur les quartiers avant et le cou. Les poils sont particulièrement longs sur les épaules et forment presque une crête sur la partie supérieure du cou. Les poils sur les joues sont allongés et forment des touffes. Les oreilles sont couvertes de poils courts qui dépassent fortement de la fourrure. Des poils courts, élastiques et étroitement adjacents sont présents sur les membres depuis les coudes jusqu'aux tendons d'Achille.

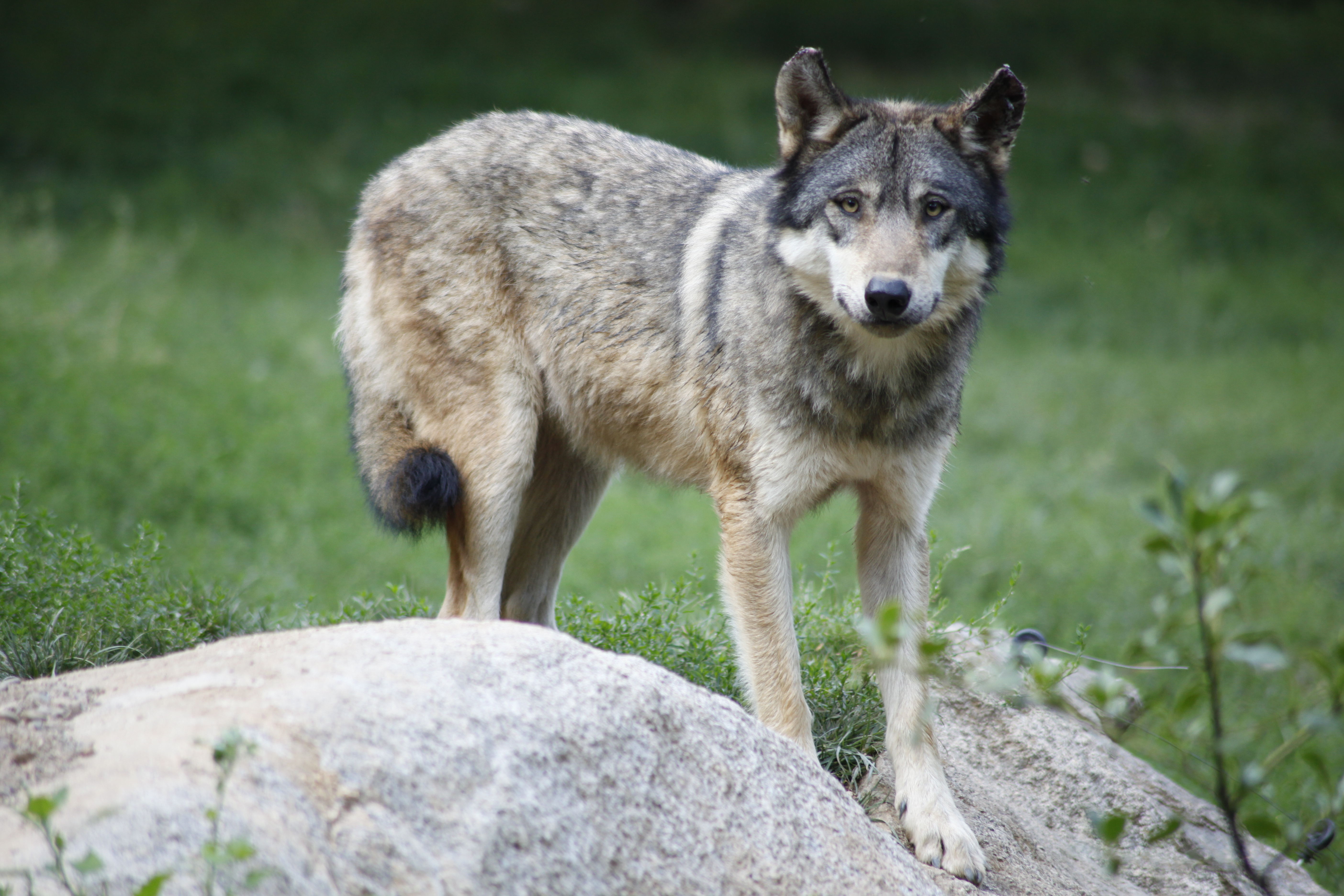
Loup gris commun.

La fourrure d'hiver est très résistante au froid ; les loups des climats nordiques peuvent se reposer confortablement dans des espaces ouverts à −40 °C en plaçant leur museau entre les pattes arrière et se recouvrant le visage de leur queue. La fourrure de loup offre une meilleure isolation que la fourrure de chien et ne récupère pas la glace lorsque l'haleine chaude se condense contre elle. Dans les climats chauds, la robe est plus grossière et plus rare que chez les loups du Nord. Les louves ont tendance à avoir des membres au poil plus lisse que les mâles, et développent en général une fourrure plus lisse au fur et à mesure qu'elles vieillissent. Les loups plus âgés ont souvent plus de poils blancs à l'extrémité de la queue, le long du nez et sur le front. À la fin du printemps, la mue laisse apparaître la fourrure d'été qui s'épaissira tout au long de l'année pour devenir le manteau d'hiver. La fourrure d'hiver est retenue le plus longtemps chez les femelles en lactation, bien qu'il y ait un peu de perte de poils autour des mamelons. La longueur des poils au milieu du dos est de 6 à 7 cm. La longueur des poils de garde sur les épaules ne dépasse généralement pas 9 cm, mais elle peut aussi atteindre 11 à 13 cm.
La couleur du pelage varie du blanc presque pur à diverses nuances de blond, de crème et d'ocre jusqu'aux variétés de gris, de bruns et de noirs. Ces variations de couleur de fourrure tendent à augmenter dans les latitudes plus élevées. Les différences de couleur de robe entre les sexes sont largement absentes, bien que les femelles puissent avoir des tons plus rouges. En Amérique du Nord, les loups de couleur noire ont hérité de l'allèle responsable du mélanisme Kb qui est issu de croisements passés avec des chiens alors que la mutation s'est avérée être naturellement présente chez les loups d'Iran. Les spécimens noirs sont plus fréquents en Amérique du Nord qu'en Eurasie, la moitié environ des loups du parc national de Yellowstone étant noirs.

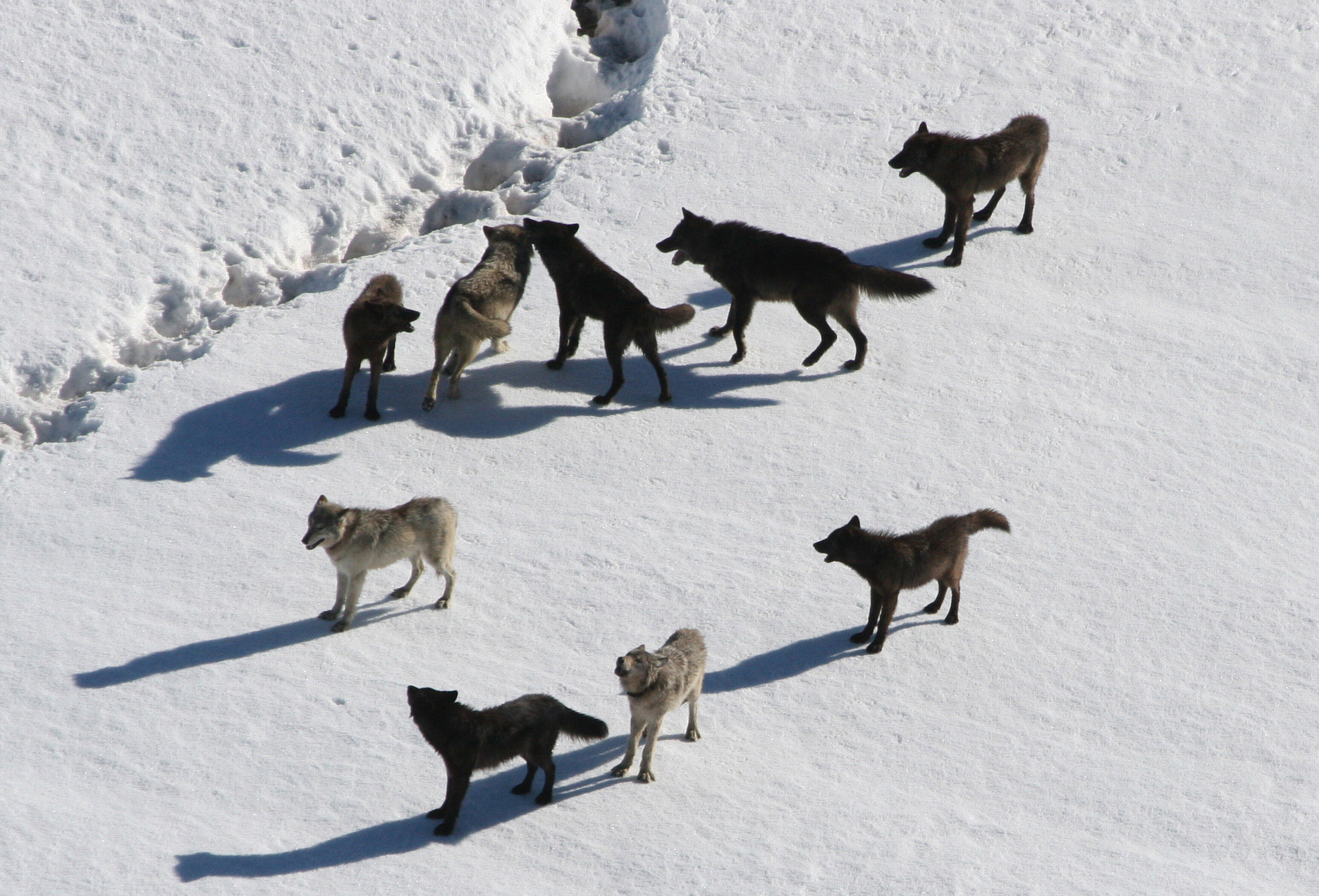
Variabilité de coloration dans une même meute.
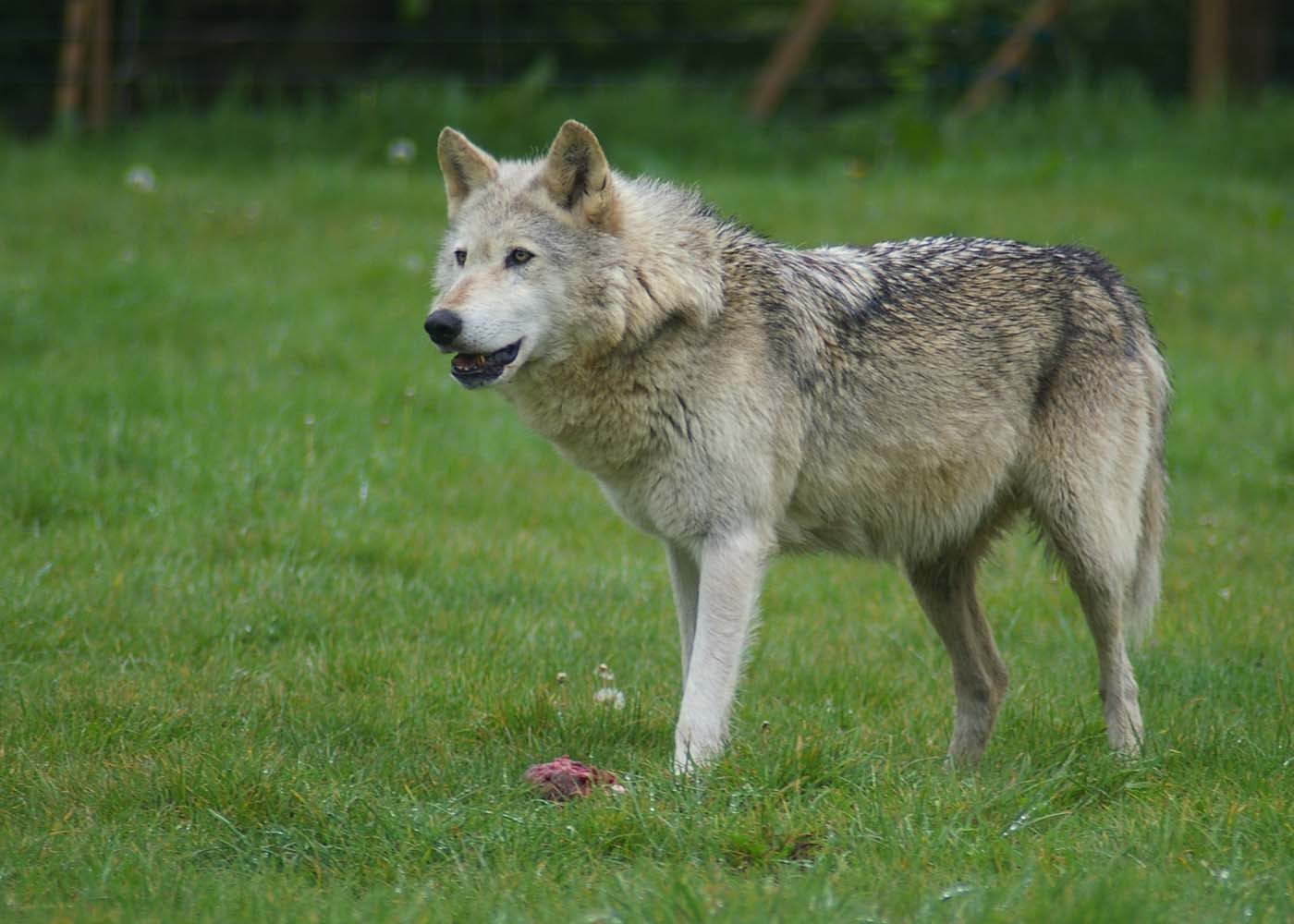
Forme la plus commune du Loup gris.
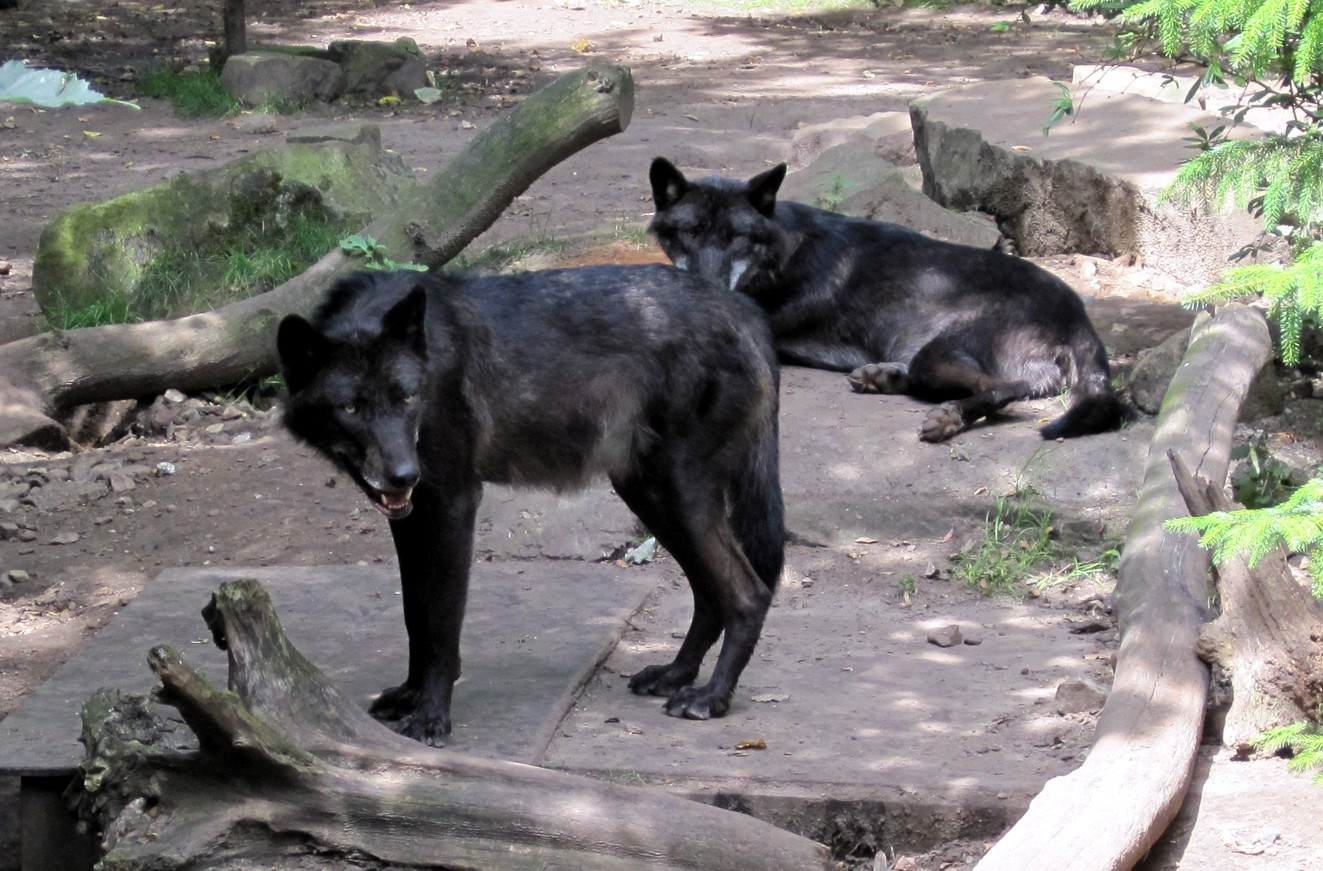
Forme noire de la sous-espèce Canis lupus occidentalis
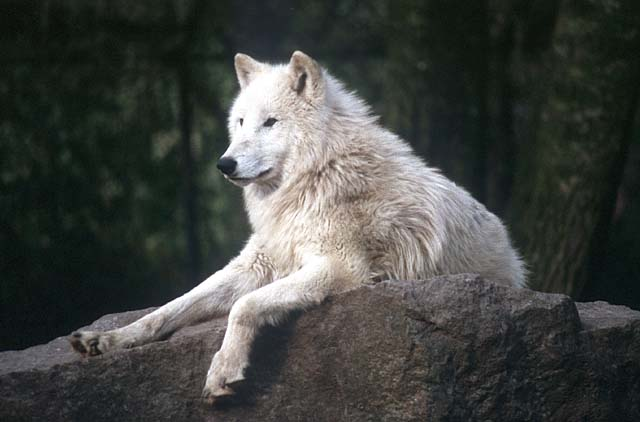
Forme blanche.

### Crâne et dentition

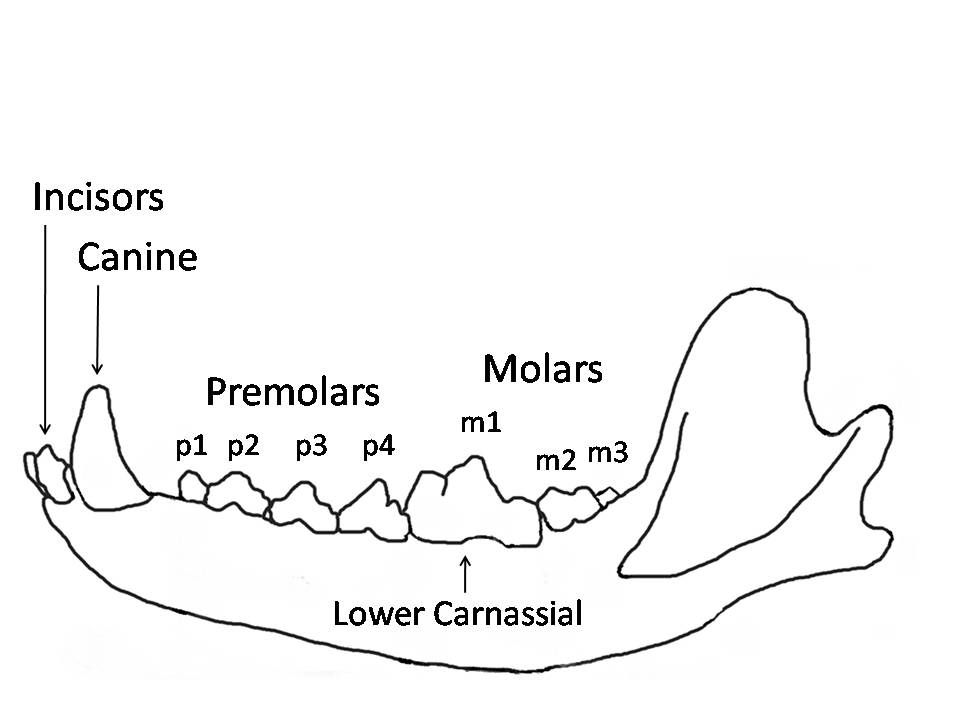
Diagramme d'une mandibule de loup indiquant le nom et la position des dents.

La tête du loup gris est large et lourde, avec un front large, des mâchoires fortes et un long museau arrondi. Le crâne mesure en moyenne de 230 à 280 mm de long et de 130 à 150 mm de large. Les dents sont lourdes et grandes, mieux adaptées au broyage des os que celles des autres canidés existants, mais pas aussi spécialisées que celles des hyènes,. Ses molaires ont une surface de mastication plate, mais pas autant que le coyote, dont le régime alimentaire contient plus de matières végétales.
La denture adulte est de 42 dents. Les jeunes ont 32 dents de lait, la denture définitive apparaissant à 7 mois. Les crocs des loups peuvent mesurer  6 à 7 cm dont 2 cm enchâssés dans la gencive[réf. nécessaire].

### Performance physique
Le loup gris est connu pour sa morsure puissante, sa nage plutôt aisée et son endurance à la course.

#### Morsure
La morsure du loup gris peut atteindre une pression de 150 kg/cm2 contre 60 à 65 kg/cm2 chez un Labrador. Le Bite Force Quotient (en) (BFQ) du loup gris est de 136, l'un des plus élevés parmi les carnivores actuels.
Les mâchoires du loup gris peuvent exercer une pression d'écrasement d'environ 10 340 kPa contre 5 200 kPa pour un berger allemand. Cette force est suffisante pour briser la plupart des os. Une étude sur un grand échantillon de prédateurs vivants et de mammifères fossiles, ajustée en fonction de la masse corporelle, a révélé chez les mammifères placentaires que la force de morsure aux canines (en Newton/kilogramme de poids corporel) était la plus forte chez le loup redoutable (163), suivie parmi les canidés existants par les quatre hypercarnivores qui s'attaquent souvent à des animaux plus gros qu'eux : le lycaon (142), le loup gris (136), le dhole (112) et le dingo (108). Une tendance similaire a été observée avec la force d'occlusion des carnassières, mais avec le loup redoutable et le loup gris mesurant tous les deux (141), suivis du lycaon (136), du dhole (114) et du dingo (113).

#### Course
Le loup gris est un excellent coureur parmi les prédateurs terrestres. Sa vitesse de pointe est d'environ 40 à 50 km/h et il peut parcourir 60 km en moyenne en une nuit. C'est le carnivore terrestre le plus endurant à la course avec son cousin africain le lycaon[réf. nécessaire].
Le loup gris porte habituellement sa tête au même niveau que le dos, la soulevant seulement lorsqu'il est en alerte. Il voyage habituellement à un rythme lopin (course bondissante), plaçant ses pattes les unes devant les autres. Cette démarche peut être maintenue pendant des heures à une vitesse de 8 à 9 km/h et permet au loup de parcourir de grandes distances. Sur les chemins dénudés, un loup peut atteindre rapidement des vitesses de 50 à 60 km/h. Le loup gris a une allure de course de 55 à 70 km/h, peut sauter 5 m de longueur en une seule fois et peut poursuivre rapidement pendant au moins 20 minutes.
Les battements cardiaques ont une fréquence de 90 pulsations par minute, jusqu'à 200 lors d'efforts importants. La fréquence respiratoire est de quinze à vingt inspirations par minute ; elle peut s'accroître jusqu'à 100 inspirations par minute lors du halètement.

### Sens

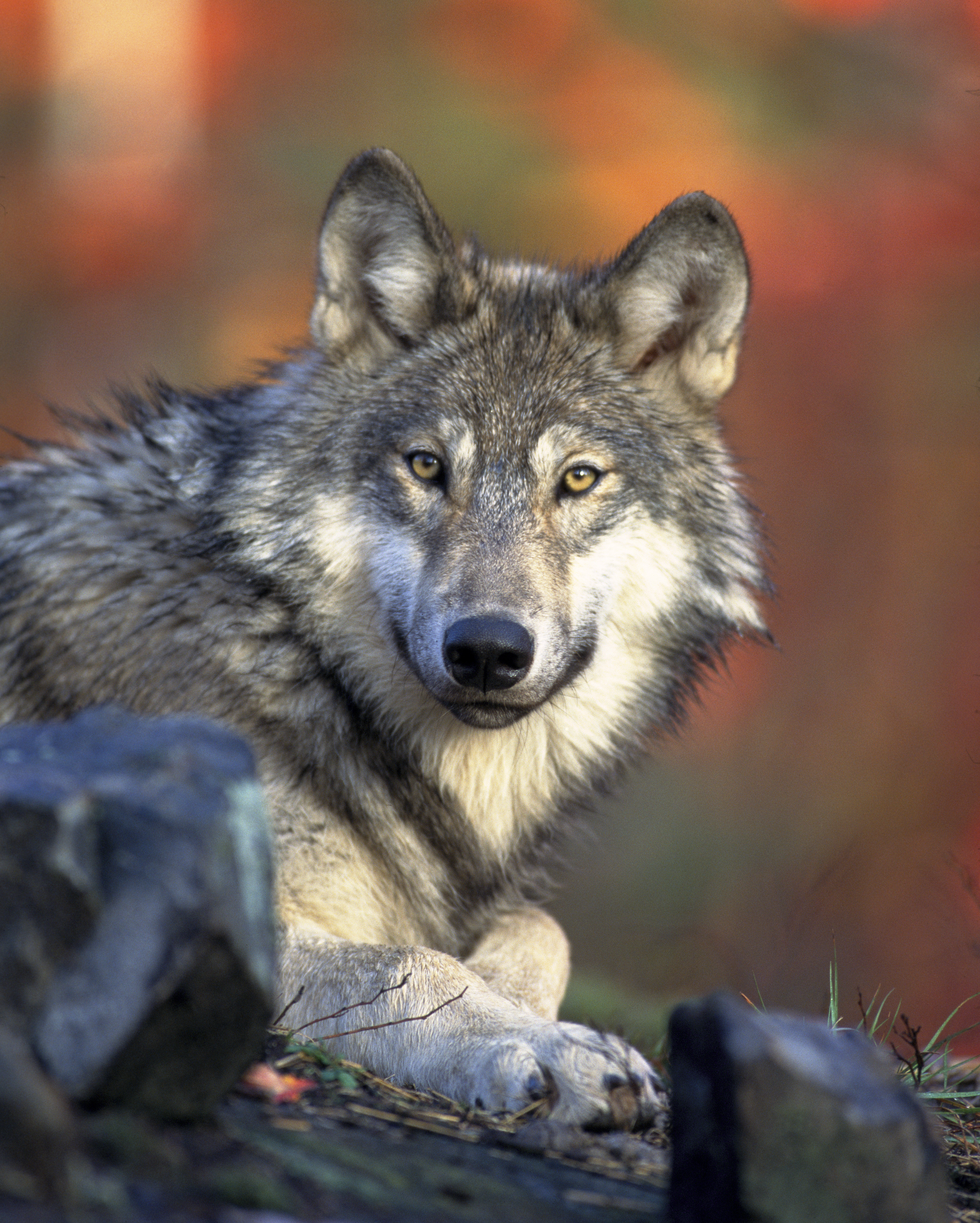
Un loup gris.

L'odorat est puissant et permet de détecter un animal à 270 m contre le vent. L'angle de vision atteint 250° contre 180° chez l'homme. La nuit, les yeux du loup paraissent phosphorescents car ils sont tapissés d'une couche de cellules, le tapetum lucidum, qui lui permettent d'augmenter leur sensibilité à la lumière.
L'audition du loup lui permet d'entendre des sons jusqu'à 40 kHz (20 kHz chez l'homme), il perçoit notamment d'autres loups hurler jusqu'à une distance de 6,4 à 9,6 km.

## Comportement

### Sociologie et comportements territoriaux

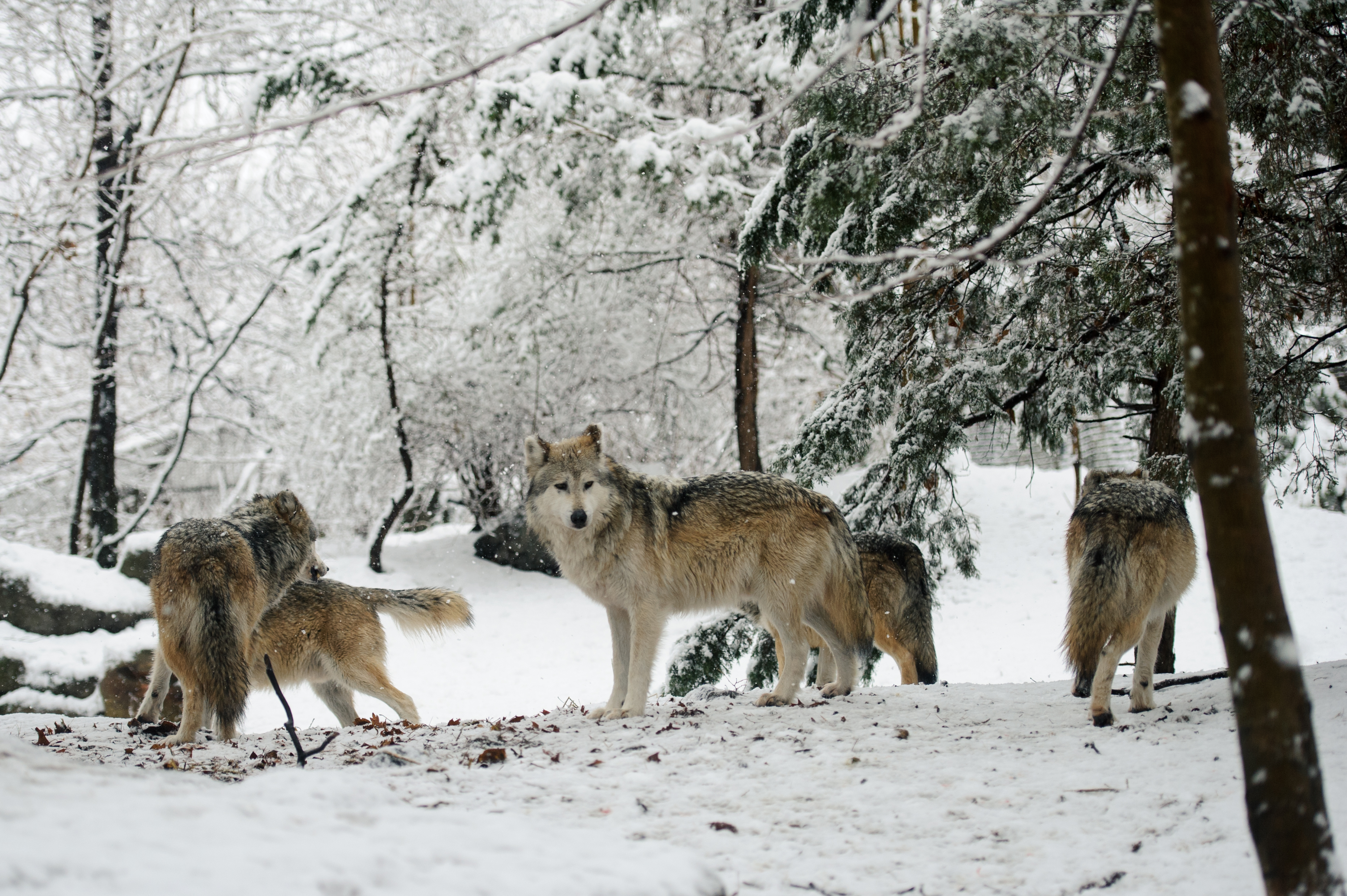
Meute de loups (Mexique).

Le loup gris est un animal social, dont l'unité sociale de base est constituée d'un couple reproducteur accompagné de sa progéniture et d'adultes parfois non apparentés. La meute moyenne se compose de 5 à 11 animaux , voire parfois deux ou trois familles de ce genre, avec des meutes exceptionnellement grandes comprenant jusqu'à 42 loups connus. Dans des conditions idéales, le couple reproducteur élève des louveteaux chaque année, et cette progéniture reste généralement dans la meute pendant 10 à 54 mois avant de se disperser. Les facteurs déclencheurs de la dispersion sont notamment le début de la maturité sexuelle et la concurrence pour la nourriture. La distance parcourue par les loups qui se dispersent varie considérablement ; certains restent à proximité du groupe d'origine, tandis que de grandes distances de parcours ont été mesurées pour d'autres, comme 206 km, 390 km, ou encore 670 km depuis leurs meutes natales. Une nouvelle meute est habituellement fondée par un mâle et une femelle non apparentés qui se dispersent et voyagent ensemble à la recherche d'une région sans autre meute hostile. Les meutes de loups adoptent parfois d'autres semblables parmi les leurs. Dans certains cas, un loup solitaire est adopté dans une meute pour remplacer un reproducteur mort. Pendant les périodes d'abondance d'ongulés (migration, vêlage, etc.), différentes meutes de loups peuvent s'unir temporairement.

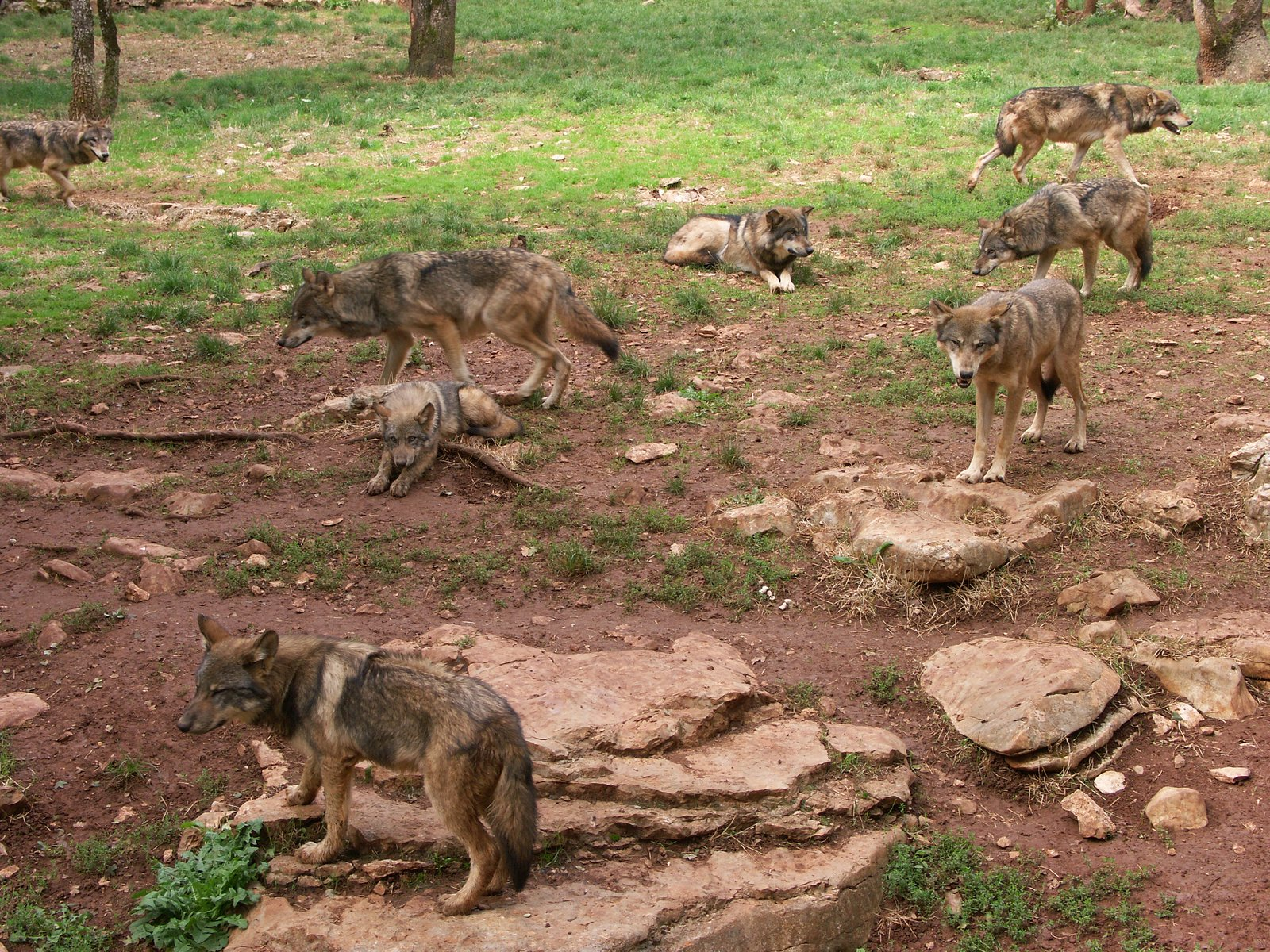
Meute de loups au parc animalier de Gramat (Lot, France).

Les loups sont des animaux territoriaux qui établissent souvent des territoires beaucoup plus grands qu'ils n'en ont besoin pour survivre s'assurant ainsi un approvisionnement régulier de proies. La taille du territoire dépend en grande partie de la quantité de proies disponibles et de l'âge des louveteaux de la meute et il a tendance à augmenter en taille dans les zones où la population de proies est faible ou lorsque les louveteaux atteignent l'âge de 6 mois et ont donc les mêmes besoins nutritionnels que les adultes. Les meutes de loups se déplacent constamment à la recherche de proies et couvrent environ 9 % de leur territoire par jour (25 km/j en moyenne). Le cœur de leur territoire, là où ils passent la moitié de leur temps, est en moyenne de 35 km2. La densité des proies a tendance à être beaucoup plus élevée dans les environs du territoire, bien que les loups tendent à éviter de chasser en marge de leur aire de répartition à moins d'être désespérés, à cause de la possibilité de rencontres fatales avec les meutes voisines. Le plus petit territoire enregistré était détenu par une meute de six loups dans le nord-est du Minnesota, qui occupait une superficie estimée à 33 km2, tandis que le plus grand territoire était détenu par une meute de dix loups de l'Alaska couvrant une superficie de 6 272 km2. Les meutes de loups sont habituellement bien établies et ne quittent en général leur aire de répartition habituelle que lors de graves pénuries alimentaires.
Les loups défendent leur territoire contre d'autres meutes par une combinaison de marques odorantes, d'attaques directes et de hurlements (voir Communication). Le marquage olfactif est utilisé pour la signalisation territoriale et fait appel à la miction, à la défécation et au grattage du sol,,,,. Les marques odorantes sont généralement laissées tous les 240 m sur l'ensemble du territoire sur des passages et des carrefours réguliers. Ces marqueurs peuvent durer de 2 à 3 semaines et sont habituellement placés près de rochers, de blocs, d'arbres ou de squelettes de gros animaux. Les luttes territoriales sont pourtant une rare cause de mortalité chez les loups. En effet, il est rare lors de ces confrontations qu'un des combattants y perde la vie.

### Reproduction et développement

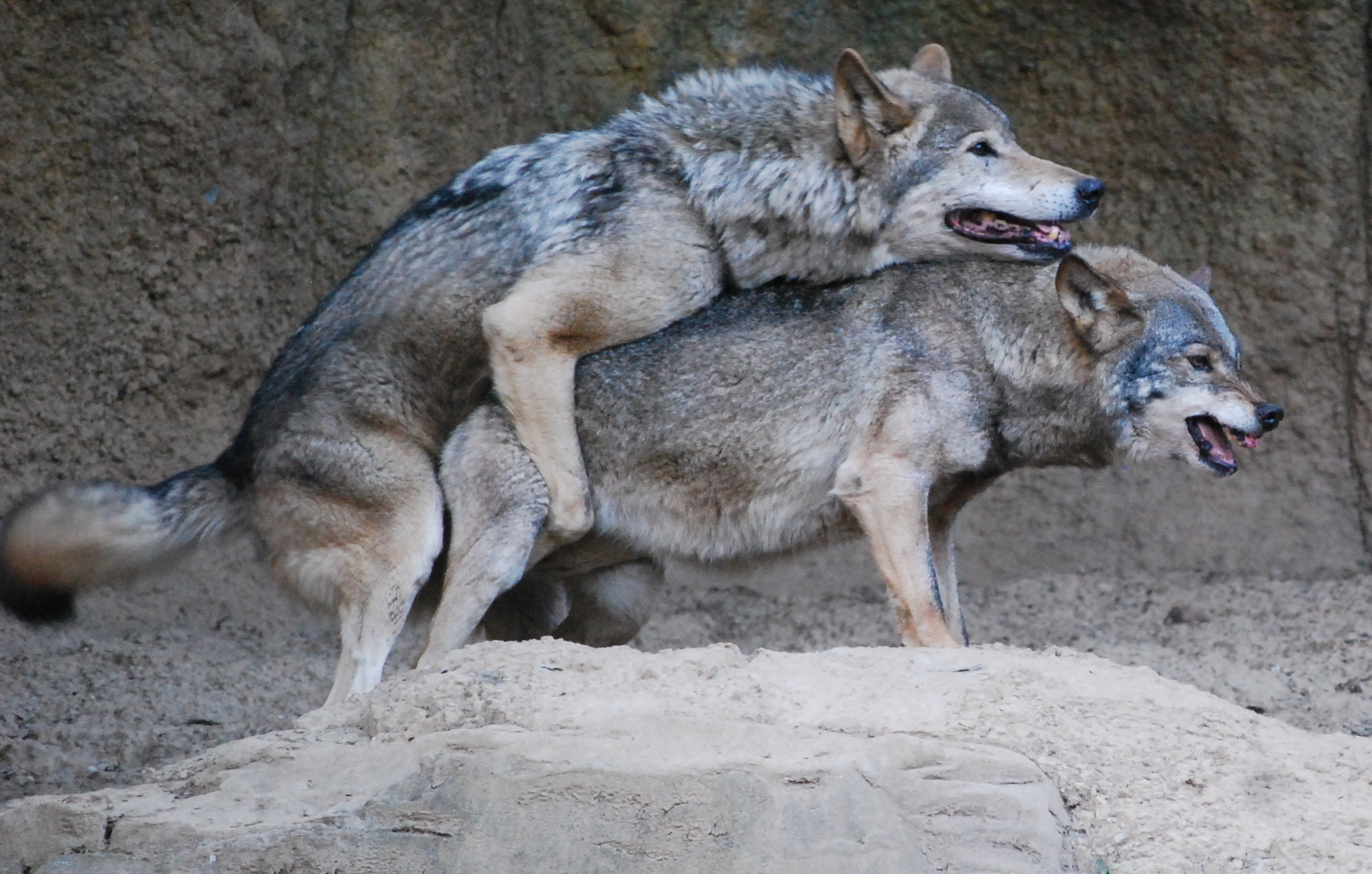
Loups gris en train de s'accoupler.

Le loup gris est  monogame, avec des couples appariés qui restent généralement ensemble pour la vie. À la mort d'un des partenaires, le ou la restante reforme rapidement un couple. Certaines meutes de loups gris peuvent ainsi avoir plusieurs couples reproducteurs, comme c'est le cas dans le parc national de Yellowstone (en). Les loups gris pratiquent également la garde alloparentale (en), où un couple de loups peut adopter le ou les louveteaux d'un autre. Cela peut se produire si les parents d'origine meurent ou sont séparés d'eux pour toute autre raison,.

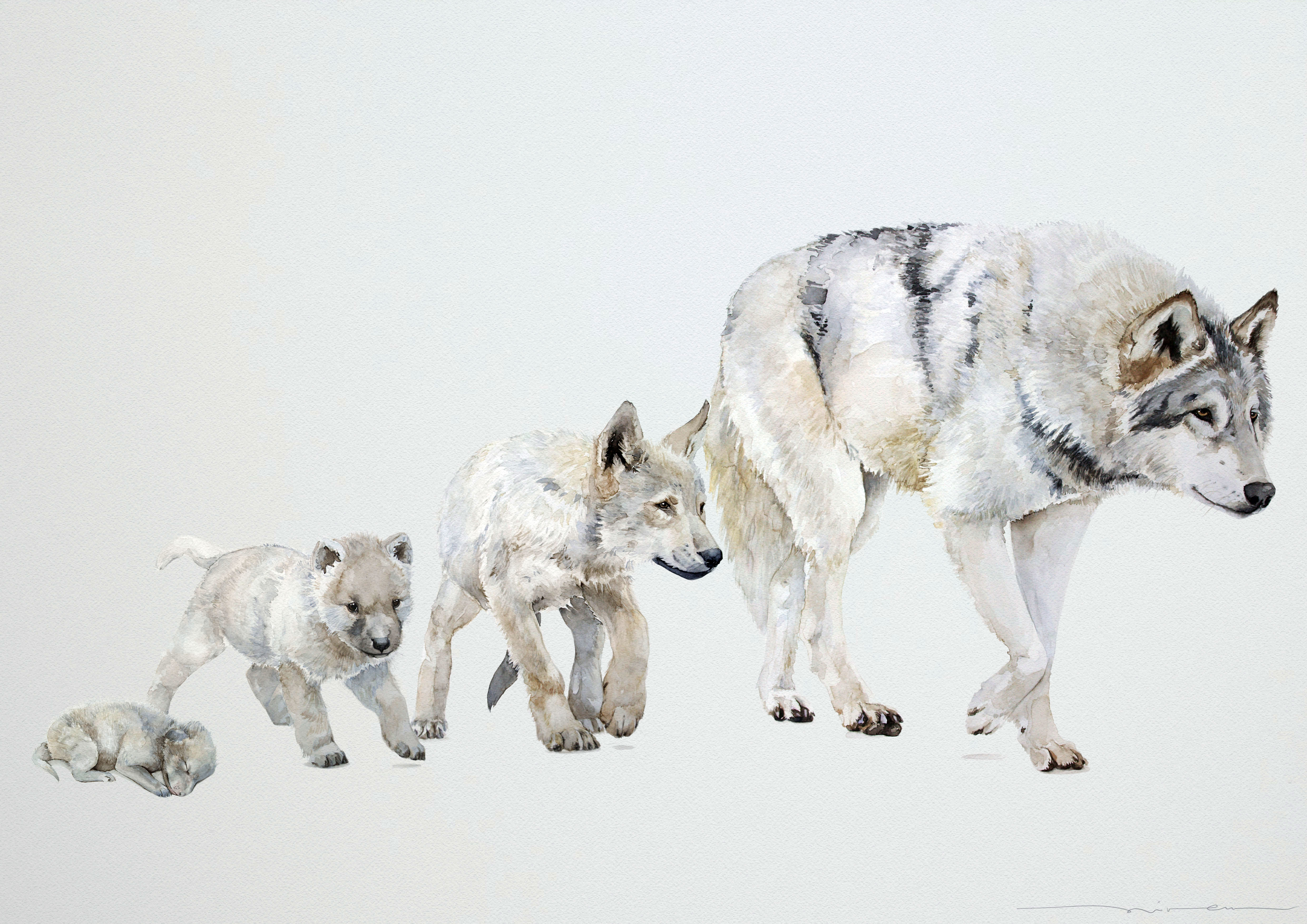
Illustration des différents stades de croissance du loup gris.

L'âge de la première reproduction chez le loup gris dépend en grande partie de facteurs environnementaux : quand la nourriture est abondante ou quand les effectifs de l'espèce sont fortement encadrés, les loups peuvent devenir matures et élever des petits à un plus jeune âge afin de mieux exploiter les ressources abondantes. Ceci est démontré par le fait que les loups en captivité se reproduisent dès l'âge de 9 à 10 mois, alors que les plus jeunes loups nicheurs enregistrés dans la nature étaient âgés de 2 ans (22 mois). Les louves sont capables de produire des petits chaque année, une portée par an étant la moyenne. Contrairement au coyote, le loup gris n'atteint jamais la sénescence reproductrice,. Les jeunes louves ont des premières portées de 1 à 3 petits, avant de voir leur fertilité augmenter.
L'œstrus se produit en général à la fin de l'hiver, de janvier à mars, les femelles multipares plus âgées entrant dans l'œstrus 2 à 3 semaines plus tôt que les femelles plus jeunes. Pendant la gestation, les louves restent dans une tanière située loin de la zone périphérique de leur territoire où les rencontres violentes avec d'autres meutes sont plus probables. Les femelles âgées mettent habituellement bas dans la tanière de leur portée précédente, tandis que les plus jeunes s'installent souvent près de leur lieu de naissance. La période de gestation (en) dure 62 à 75 jours, les petits naissant en général pendant la période estivale.
Les loups portent des petits relativement gros dans de petites portées par rapport à d'autres espèces de canidés. Une portée moyenne est composée de 5 à 6 petits, sa taille ayant tendance à augmenter dans les zones où les proies sont abondantes, des portées exceptionnellement grandes de 14 à 17 petits ne se produisent que 1 % du temps. Les louveteaux naissent le plus souvent au printemps, ce qui correspond à une augmentation des populations de proies. Les petits naissent aveugles et sourds, et sont recouverts d'une fourrure courte et douce de couleur gris-brun. Ils pèsent 300 à 500 g à la naissance et commencent à voir après 9 à 12 jours. Les canines de lait poussent au bout d'un mois. Les louveteaux quittent la tanière après 3 semaines. À un mois et demi, ils sont assez agiles pour fuir le danger. Les mères ne quittent pas la tanière pendant les premières semaines, comptant sur les pères pour leur fournir de la nourriture à elles et à leurs petits,. La mère allaite ses louveteaux grâce à cinq paires de mamelles jusqu'à ce qu'ils commencent à manger des aliments solides vers 3 à 4 semaines. Les louveteaux ont un taux de croissance rapide pendant les quatre premiers mois de leur vie : pendant cette période, le poids d'un louveteau peut augmenter de près de 30 fois,. Les petits commencent à jouer au combat à l'âge de 3 semaines ; contrairement aux jeunes renards et coyotes, leurs morsures sont inhibées. Les combats pour établir une hiérarchie se déroulent habituellement vers l'âge de 5 à 8 semaines. Il en va différemment des jeunes renards et des coyotes, qui peuvent commencer à se battre avant même le début de leur comportement de jeu. À l'automne, les louveteaux sont assez mûrs pour accompagner les adultes à la chasse aux grandes proies.
À l'état sauvage, la durée de vie typique du loup gris se situe entre cinq et six années, jusqu'à 13,7 ans pour une louve,. Les causes habituelles de la mort sont la vieillesse ou des blessures causées soit pendant la chasse, soit par d'autres loups. Il peut vivre jusqu'à 15 ans en captivité, et un individu mâle a réussi à atteindre l'âge de 20,6 ans.

### Chasse et alimentation

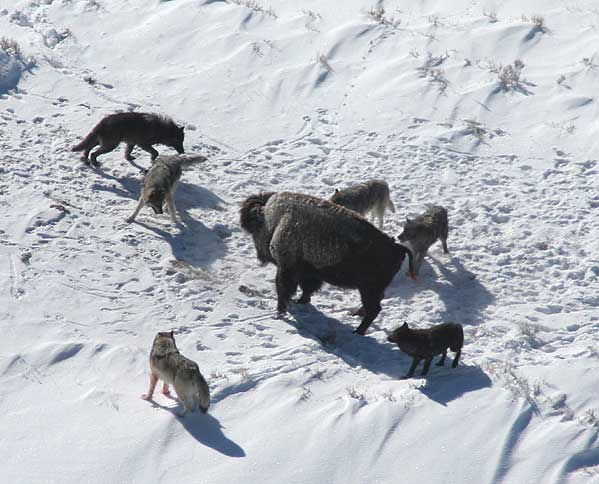
Bison d'Amérique du Nord se maintenant debout, augmentant ainsi ses chances de survie.

Bien qu'animaux sociaux, les loups célibataires ou les couples établis ont plutôt des taux de réussite plus élevés dans la chasse que les grandes meutes ; les loups célibataires ont parfois été observés en train de tuer sans aide de grandes proies comme l'orignal, le bison et le bœuf musqué. L'odorat du loup gris est relativement peu développé par rapport à celui de certaines races de chiens de chasse, ce qui le rend incapable de repérer l'odeur de charogne contre le vent à plus de 2 ou 3 kilomètres. Par conséquent, il réussit assez rarement à attraper des oiseaux et des lièvres cachés, alors qu'il peut aisément suivre la piste fraîche d'une proie. Son ouïe, assez aigüe, le rend capable d'entendre jusqu'à une fréquence de 26 kHz ce qui est suffisant pour remarquer la chute des feuilles à l'automne. La chasse du loup gris peut être décomposée en cinq étapes :
- Localisation d'une proie : le loup se met en quête d'une proie en comptant sur son odorat, le hasard et sa capacité au pistage. Les loups localisent leur proie à l'odorat, mais ils ont besoin d'être directement sous le vent par rapport à elle. Quand ils localisent une odeur de cette façon, les loups s'arrêtent et dirigent yeux, oreilles et nez en direction de leur cible. En terrain découvert, les loups commencent parfois la chasse après une cérémonie de groupe qui inclut le fait de se tenir nez contre nez et de frétiller de la queue. Une fois ce rituel achevé, les loups se dirigent vers leur proie[82].
- La traque : les loups tentent de dissimuler leur approche[83]. Plus les loups se rapprochent de leur proie, plus ils accélèrent leur rythme, remuent la queue et fixent intensément leur cible, tentant de gagner autant de terrain que possible sur leur gibier sans le faire fuir[84].
- La rencontre : une fois que la proie a repéré les loups, elle peut soit les charger, soit garder sa position, soit fuir. Les grosses proies, comme les élans, les wapitis et les bœufs musqués tiennent généralement leur position. Dans ce cas les loups restent en retrait, ayant besoin de la stimulation d'un animal fuyant pour se mettre à attaquer[85]. Les loups ignorent ensuite la proie définitivement ou bien tentent de l'inciter à courir[80].
- L'assaut : si la proie tente de fuir, les loups la poursuivent immédiatement. C'est l'un des points critiques de la chasse, car il se peut que les loups ne rattrapent jamais leur proie si elle court à sa vitesse maximale[86]. Si la proie se déplace avec un groupe de semblables, les loups tentent soit de séparer le troupeau, soit d'en isoler un ou deux membres[83].
- La poursuite : dans la continuité de l'assaut, les loups tentent de rattraper leur proie et de la tuer[87]. Quand ils chassent une petite proie, les loups tentent de la rejoindre le plus vite possible, tandis qu'avec des animaux plus grands, la poursuite est volontairement prolongée pour les épuiser. En général, les loups abandonnent la poursuite après 1 ou 2 kilomètres, même si un individu a déjà été observé à la poursuite d'un cerf sur 21 km[80]. Les loups, à la fois en Russie et en Amérique du Nord, ont aussi été observés en train de conduire leur proie vers des croûtes de glace, vers des précipices, des ravins, des pentes et des escarpements afin de la ralentir[88].

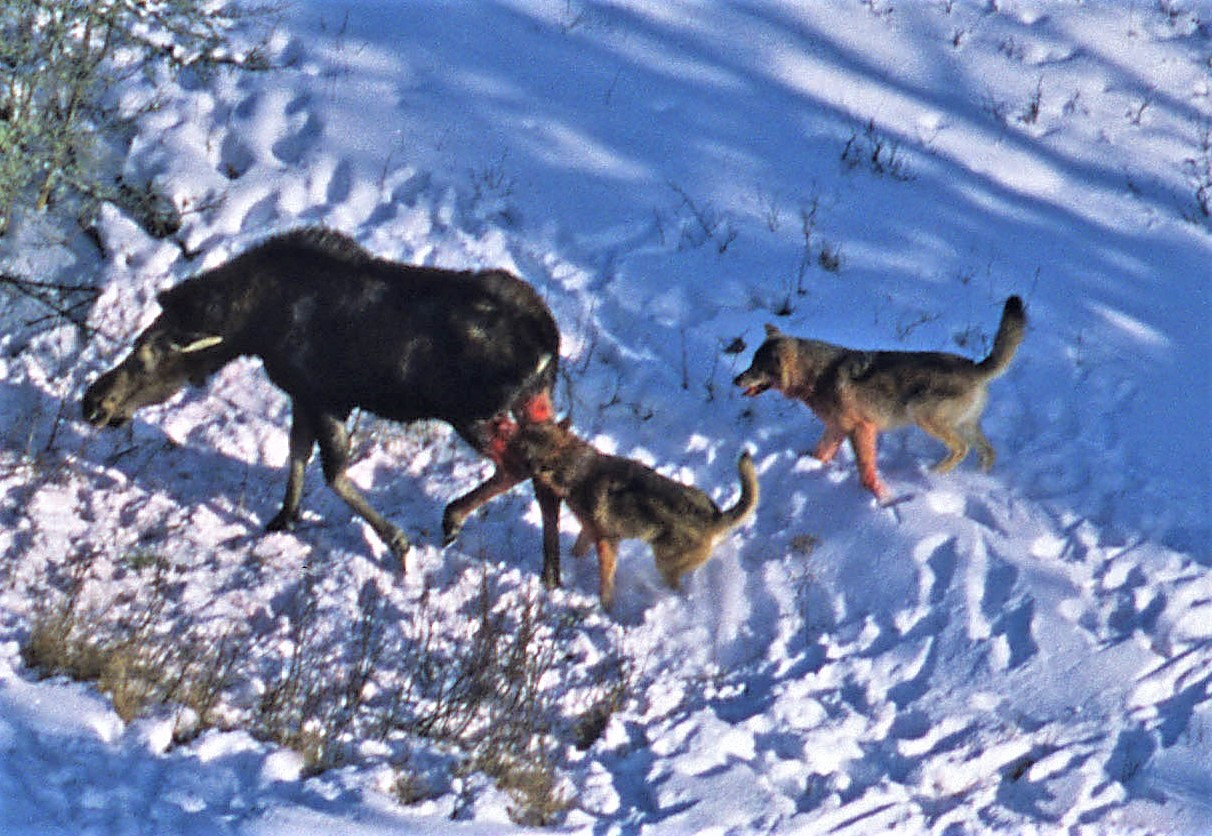
Loup tuant un orignal de manière typique : en lui mordant les cuissots.

La manière de tuer varie en fonction de l'espèce de la proie. Avec les gros animaux, les loups adultes évitent d'habitude l'assaut frontal et se concentrent sur l'arrière et les flancs de la proie. Les grosses proies comme les élans sont abattus par de larges morsures dans la zone molle du périnée, ce qui cause une hémorragie massive. Trois grandes morsures sont généralement suffisantes pour abattre un grand cerf en bonne santé. Pour les proies de taille moyenne comme le chevreuil ou le mouton, les loups attaquent à la gorge, ce qui endommage les terminaisons nerveuses et l'artère carotide et provoque la mort de l'animal entre quelques secondes et une minute après la morsure. Avec les petits animaux, comme ceux du genre Mus, les loups bondissent et les capturent entre leurs pattes avant. Quand les proies sont vulnérables et abondantes, les loups tuent parfois plus que nécessaire. Ce genre de comportement, commun chez les animaux domestiques, est rare à l'état sauvage, et se trouve généralement à la fin de l'hiver ou au printemps, quand la neige est inhabituellement profonde (et entrave les mouvements des proies) ou quand les loups se retirent dans leur tanière et ont besoin d'un surplus de viande prêt à l'emploi. Les proies de taille moyenne sont particulièrement vulnérables à ces abattages surnuméraires, la morsure à la gorge permettant à un loup de rapidement passer d'un animal à un autre.

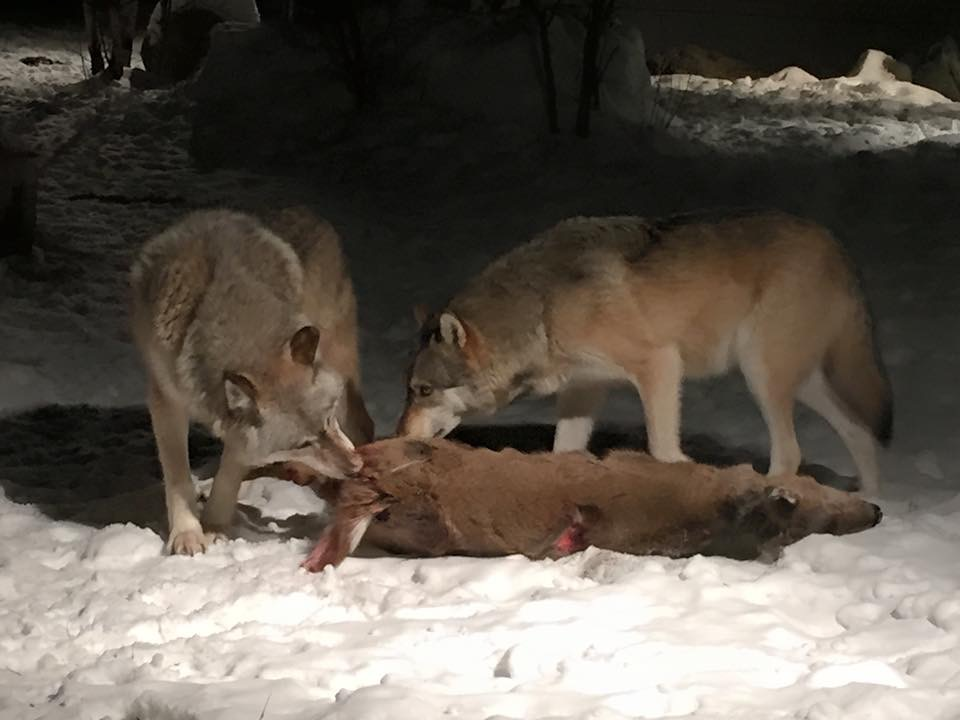
Deux loups gris dévorant un cerf de Virginie.

Une fois que la proie est abattue, les loups commencent à manger avec excitation, déchirant et traînant la carcasse dans toutes les directions et arrachant de gros morceaux. Le couple reproducteur a la priorité pour la nourriture ce qui lui permet de continuer à produire des petits. Quand la nourriture manque, c'est automatiquement au détriment d'autres membres de la famille, en particulier des adultes. Le couple reproducteur mange donc habituellement en premier ; comme il fournit la majeure partie du travail de chasse, il doit parfois se reposer et laisse les autres membres de la famille manger. Une fois le couple reproducteur repu, le reste de la famille réduit la carcasse en pièces et la transporte dans des zones tranquilles où ils peuvent manger en paix. Les loups commencent typiquement leur repas en consommant les gros organes internes de la proie comme le cœur, le foie, les poumons et l'estomac. Les reins et la rate sont mangés une fois sortis, suivis par les muscles. Un loup seul peut manger 15 à 19 % de son poids en un seul repas.

### Communication

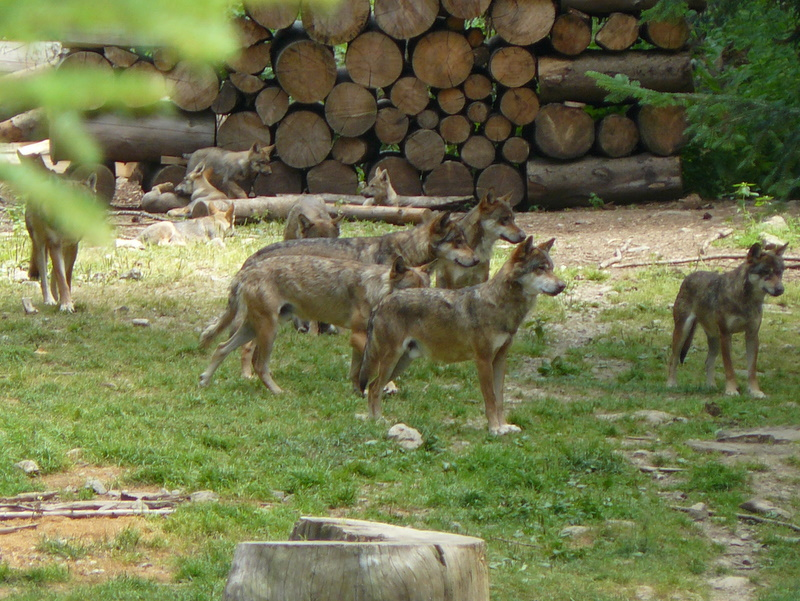
Meute de loups et louveteaux au parc Alpha de Saint-Martin-Vésubie.

#### Visuelle
Le comportement expressif du loup gris est plus complexe que celui du coyote et du chacal doré, comme l'exigent ses habitudes de vie et de chasse en groupe. Alors que les canidés moins grégaires possèdent souvent des répertoires de signaux visuels simples, les loups ont des signaux plus variés dont l'intensité s'interclasse[Quoi ?] subtilement,. En position neutre, les jambes ne sont pas raidies, la queue pend librement, la face est lisse, les lèvres ne sont pas tendues et les oreilles ne pointent pas dans une direction particulière. La communication par la posture chez le loup consiste en une variété d'expressions faciales, de positions de la queue et de la piloérection. Les loups agressifs ou qui s'affirment se caractérisent par des mouvements lents et délibérés, une posture corporelle élevée et des poils du dos hérissés, tandis que les loups soumis portent leur corps vers le bas, lissent leur fourrure et baissent les oreilles et la queue. Lorsqu'un mâle reproducteur rencontre un membre subalterne de sa famille, il peut le regarder fixement, debout, droit et toujours avec la queue horizontale (dans le prolongement de la colonne vertébrale). Deux formes de comportement de soumission sont reconnues : passive et active. La soumission passive se produit habituellement en réaction à l'approche d'un individu dominant, : le loup soumis se trouve en partie sur son dos et laisse le loup dominant lui renifler le périnée. La soumission active se produit souvent comme une forme de salutation où le loup soumis s'approche d'un autre dans une posture basse et lèche le visage de l'autre loup. Lorsque les loups sont ensemble, ils s'adonnent généralement à des comportements comme la poussée du nez, la lutte à la mâchoire, le frottement des joues et le léchage facial. Mordiller le museau de l'autre est un geste amical, tandis que serrer le museau avec des dents nues est un signe de domination.
Comme chez les humains, le loup gris a des motifs de couleur faciale où la direction du regard peut être facilement identifiée, bien que ce ne soit souvent pas le cas chez d'autres espèces canidés. En 2014, une étude a comparé le modèle de couleur faciale chez 25 espèces de canidés. Les résultats suggèrent que le modèle de couleur faciale des espèces canidés est lié à leur communication du regard, et que les loups gris en particulier utilisent le signal du regard dans la communication interne à l'espèce.

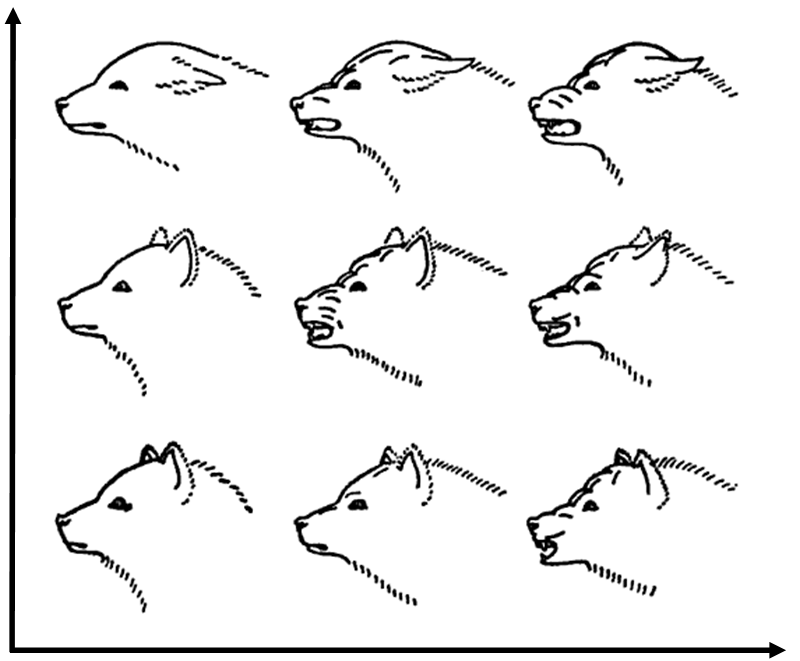
Expression faciales (Konrad Lorenz, 1952). De bas en haut : peur croissante (oreilles en arrière) ; gauche à droite : agression croissante (froncement) ; haut à droite : maximum des deux.

| Trait    | Agressif                                        | Apeuré                                             |
| -------- | ----------------------------------------------- | -------------------------------------------------- |
| Yeux     | Fixation directe Grands ouverts                 | Regard détourné Fermés en fentes                   |
| Oreilles | Dressées et avancées                            | Aplaties et tournées sur le côté                   |
| Lèvres   | Contraction horizontale (« fronçage agoniste ») | Rétraction horizontale (« sourire de soumission ») |
| Bouche   | Ouverte                                         | Fermée                                             |
| Dents    | Canines découvertes                             | Canines couvertes                                  |
| Langue   | Rétractée                                       | Étendue (« intention de léchage »)                 |
| Nez      | Raccourci (peau froncée)                        | Allongé (peau lisse)                               |
| Front    | Contracté (gonflement au-dessus des yeux)       | Étiré (lisse)                                      |
| Tête     | Tenue haute                                     | Abaissée                                           |
| Cou      | Arqué                                           | Étendu                                             |
| Poil     | Dressé (hérissée)                               | Lisse                                              |
| Corps    | Dressé, haut                                    | Accroupi, bas                                      |
| Queue    | Tenue haute Tremblante                          | Cachée sous le corps Remuante                      |

#### Auditive
Les vocalisations suivantes sont poussées par le loup gris : glapir, gémir, geindre, geindre plaintivement, lancer une plainte, gronder plaintivement, gronder, grogner, japper, aboyer et hurler. 
Ces vocalisations sont liées aux contextes comme glapir de douleur ou de peur, ou encore gronder lors d'action de dominance, d'attaque, de mise en garde, de défense, de protestation ou de jeu.

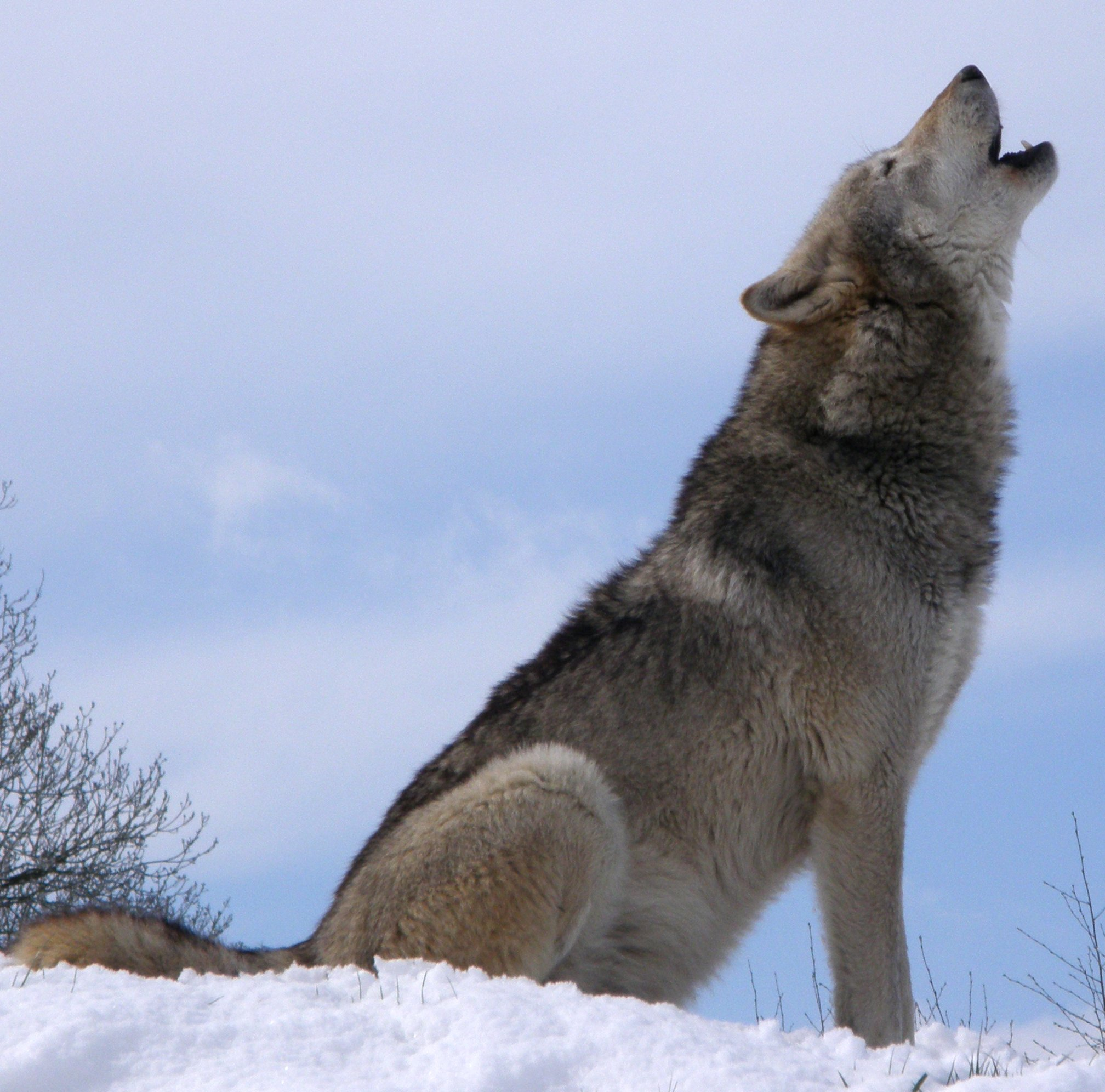
Loup gris en train de hurler.

Le loup gris hurle pour assembler la meute (en général avant et après la chasse), pour transmettre une alarme (en particulier dans un site de tanière), pour se localiser pendant une tempête ou dans un territoire inconnu et aussi pour communiquer sur de grandes distances. Les hurlements de loups peuvent, dans certaines conditions, être entendus dans des espaces allant jusqu'à 130 km2. Il est en général impossible de les distinguer de ceux des grands chiens. Les loups mâles donnent de la voix à travers une octave, passant à une basse profonde avec un accent sur le « O », tandis que les femelles produisent un baryton nasal modulé avec un accent sur « U ». Les louveteaux ne hurlent presque jamais, tandis que les loups d'un an produisent des hurlements qui se terminent par une série de jappements. Le hurlement se compose d'une fréquence fondamentale qui peut se situer entre 150 et 780 Hz et comprendre jusqu'à 12 harmoniques. En général, le ton reste constant ou varie doucement, et peut changer de direction jusqu'à quatre ou cinq fois. Les hurlements utilisés pour appeler les compagnons de meute vers une proie mise à mort sont des sons longs et doux semblables au début du cri d'un hibou à cornes. Lorsqu'ils poursuivent une proie, ils émettent un hurlement plus aigu, vibrant sur deux notes. Lorsqu'ils se rapprochent de leur proie, ils émettent une combinaison d'aboiement court et de hurlement. Lorsqu'ils hurlent ensemble, les loups s'harmonisent plutôt que de chanter en chœur sur la même note, créant ainsi l'illusion qu'il y a plus de loups qu'il n' y en a effectivement. Les loups solitaires évitent généralement de hurler dans les endroits où d'autres meutes sont présentes. Les loups de différentes régions géographiques peuvent hurler différemment : les hurlements des loups d'Europe sont beaucoup plus longs et mélodieux que ceux des loups d'Amérique du Nord[réf. souhaitée], dont les hurlements sont plus forts et mettent davantage l'accent sur la première syllabe. Les deux sont mutuellement intelligibles, puisque les loups d'Amérique du Nord ont été enregistrés en train de répondre aux hurlements de type européen réalisés par des biologistes.
D'autres vocalisations de loups ont été divisées en trois catégories par Lopez : grognements, aboiement et gémissements. L'aboiement a une fréquence fondamentale comprise entre 320 et 904 Hz, et est habituellement émis par les loups surpris. Les loups n'aboient pas aussi bruyamment ou continuellement que les chiens, ils aboient plusieurs fois avant de se mettre en retrait du danger perçu. Le grognement a une fréquence fondamentale de 380 à 450 Hz, et est généralement émis pendant des défis pour de la nourriture. Les louveteaux grognent souvent en jouant. Une variante du hurlement est accompagnée d'un gémissement aigu et précède une attaque démarrée par un bond. Les gémissements sont associés à des situations d'anxiété, de curiosité, d'enquête et d'intimité comme l'accueil, l'alimentation des louveteaux et le jeu.

#### Olfactive

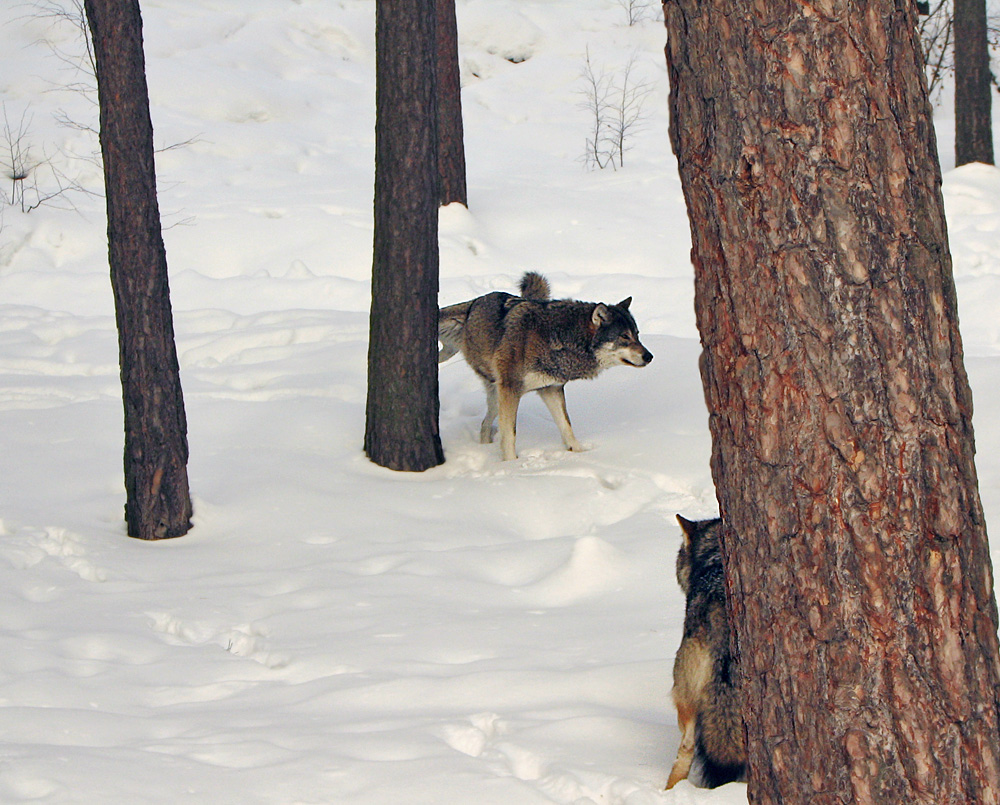
Loup gris marquant son territoire avec son urine.

L'odorat est probablement le sens le plus aiguisé du loup et joue un rôle essentiel dans la communication. Le loup a un grand nombre de glandes sudoripares apocrines sur la face, les lèvres, le dos et entre les orteils. 
L'odeur produite par ces glandes varie selon la microflore et le régime alimentaire de chaque loup, ce qui donne à chacun une « empreinte odorante » distincte. Une combinaison de glandes sudoripares apocrines et eccrines sur les pieds permet au loup de déposer son odeur lorsqu'il gratte le sol, ce qui se produit en général après le marquage à l'urine et la défécation pendant la saison de reproduction (en). Les follicules présents sur les poils de garde du dos du loup ont des amas de glandes apocrines et sébacées à leur base. Comme la peau du dos est d'habitude pliée, cela crée un microclimat pour la propagation bactérienne autour des glandes. Pendant la piloérection, les poils de garde du dos sont relevés et les plis cutanés s'étendent, ce qui libère une odeur.
Les glandes odorantes précaudales peuvent jouer un rôle dans l'expression de l'agressivité car les loups combatifs lèvent la base de leur queue tout en baissant l'extrémité, positionnant ainsi les glandes odorantes au point le plus élevé. Le loup possède une paire de sacs anaux sous le rectum, qui contiennent des glandes apocrines et sébacées. Les composantes des sécrétions des sacs anaux varient selon la saison et le sexe, ce qui indique que les sécrétions fournissent des informations sur le sexe et l'état reproductif. Les sécrétions des glandes prépuciales peuvent annoncer l'état hormonal ou la position sociale car on a observé que les loups dominants se tiennent au-dessus des subalternes et semblent présenter la région génitale pour investigation, ce qui peut inclure le léchage génital. Pendant la saison de reproduction, les louves sécrètent des substances du vagin qui communiquent l'état reproducteur des femelles et peuvent être détectées par les mâles sur de longues distances.
Le marquage urinaire est le moyen de communication olfactive le mieux étudié chez le loup. Sa fonction exacte est débattue, bien que la plupart des chercheurs s'accordent à dire que son premier but est d'établir des limites. L'urine des loups marque plus fréquemment et vigoureusement dans les zones inconnues, ou les zones d'intrusion, où l'odeur des autres loups ou canidés est présente. La miction avec pattes surélevées (MPS) est plus fréquente chez les loups mâles que chez les femelles, et peut servir à maximiser la possibilité de détection par les congénères, ainsi qu'à refléter la hauteur du loup marqueur. Seuls les loups dominants utilisent habituellement la MPS, les mâles subalternes continuant d'utiliser la posture debout juvénile à l'âge adulte. La MPS est considérée comme l'une des formes les plus importantes de communication olfactive chez le loup et représente 60 à 80 % de toutes les marques olfactives observées.

## Écologie des sous-espèces sauvages

### Habitat

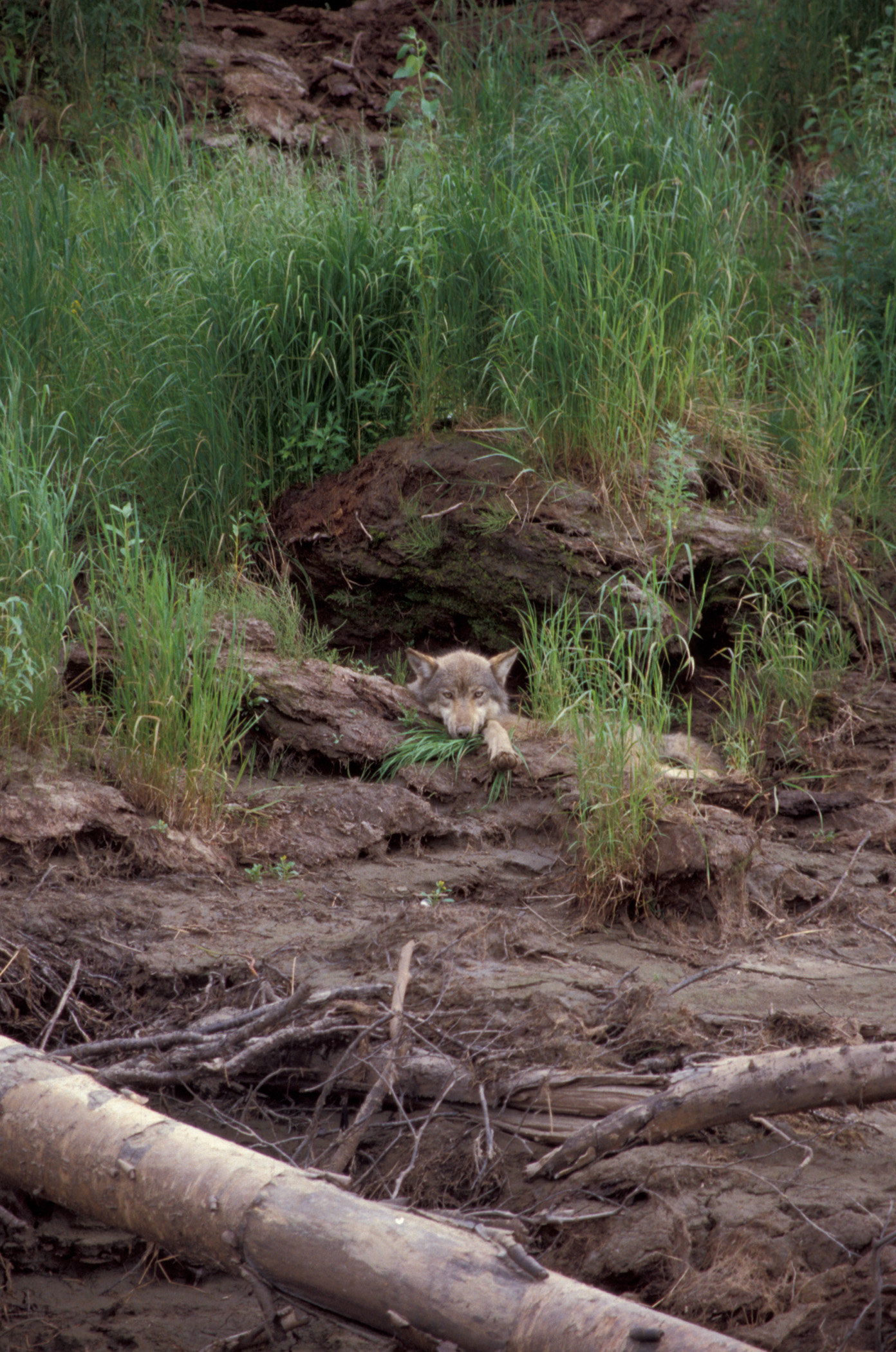
Loup gris se reposant devant la tanière.

Le loup gris est un généraliste qui peut être présent dans les déserts, les prairies, les forêts et les toundras. L'utilisation de l'habitat par les loups gris est très liée à l'abondance des proies, aux conditions de neige, à l'absence ou à la faible densité du bétail, aux densités des routes, à la présence humaine et à la topographie.
Dans les climats froids, le loup gris peut réduire le flux sanguin près de sa peau pour conserver la chaleur corporelle. La chaleur des coussinets est régulée indépendamment du reste du corps et est maintenue juste au-dessus du point de congélation des tissus, où les coussinets entrent en contact avec la glace et la neige. Les loups gris utilisent différents endroits pour leur repos diurne : les endroits couverts sont préférés par temps froid, humide et venteux, tandis que les loups se reposent facilement à l'air libre par temps sec, calme et chaud. Pendant la période automne-printemps, lorsque les loups sont plus actifs, ils s'allongent volontiers à l'air libre, quel que soit leur emplacement.
Les tanières sont habituellement construites pour les louveteaux pendant la période estivale. Lorsqu'elles construisent des tanières, les femelles se servent d'abris naturels tels que des fissures dans les rochers, des falaises surplombant les berges et des trous recouverts de végétation. Parfois, le loup s'approprie le terrier d'animaux plus petits comme les renards, les blaireaux ou les marmottes. Un repaire approprié est souvent élargi et en partie refait. En de rares occasions, les louves creusent leur propre terrier, habituellement petit et court avec 1 à 3 ouvertures. La tanière est habituellement construite à une distance maximale de 500 m d'un point d'eau, et elle est généralement orientée vers le sud, ce qui assure une exposition suffisante à la lumière du soleil, ce qui permet de garder la surface relativement libre de neige. Des aires de repos, des aires de jeux pour les louveteaux et des restes de nourriture sont couramment trouvées autour des tanières à loups. L'odeur de l'urine et de la nourriture en décomposition provenant de la tanière attire souvent les oiseaux charognards comme les pies et les corbeaux. Comme il y a peu d'endroits commodes pour creuser des terriers, les tanières de loups sont souvent occupées par des individus de la même famille. Bien qu'ils évitent le plus souvent les zones visibles aux humains, les loups sont connus pour nicher près des domiciles, des routes revêtues et des voies ferrées.

### Régime alimentaire

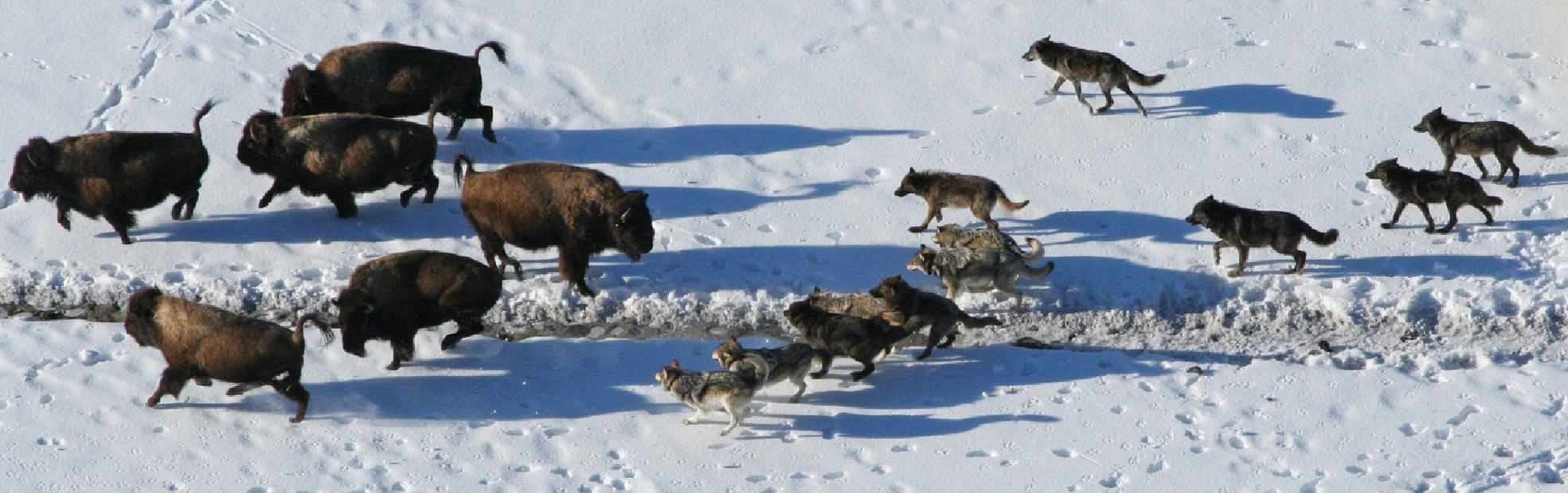
Une meute de loups chassant des bisons américains.

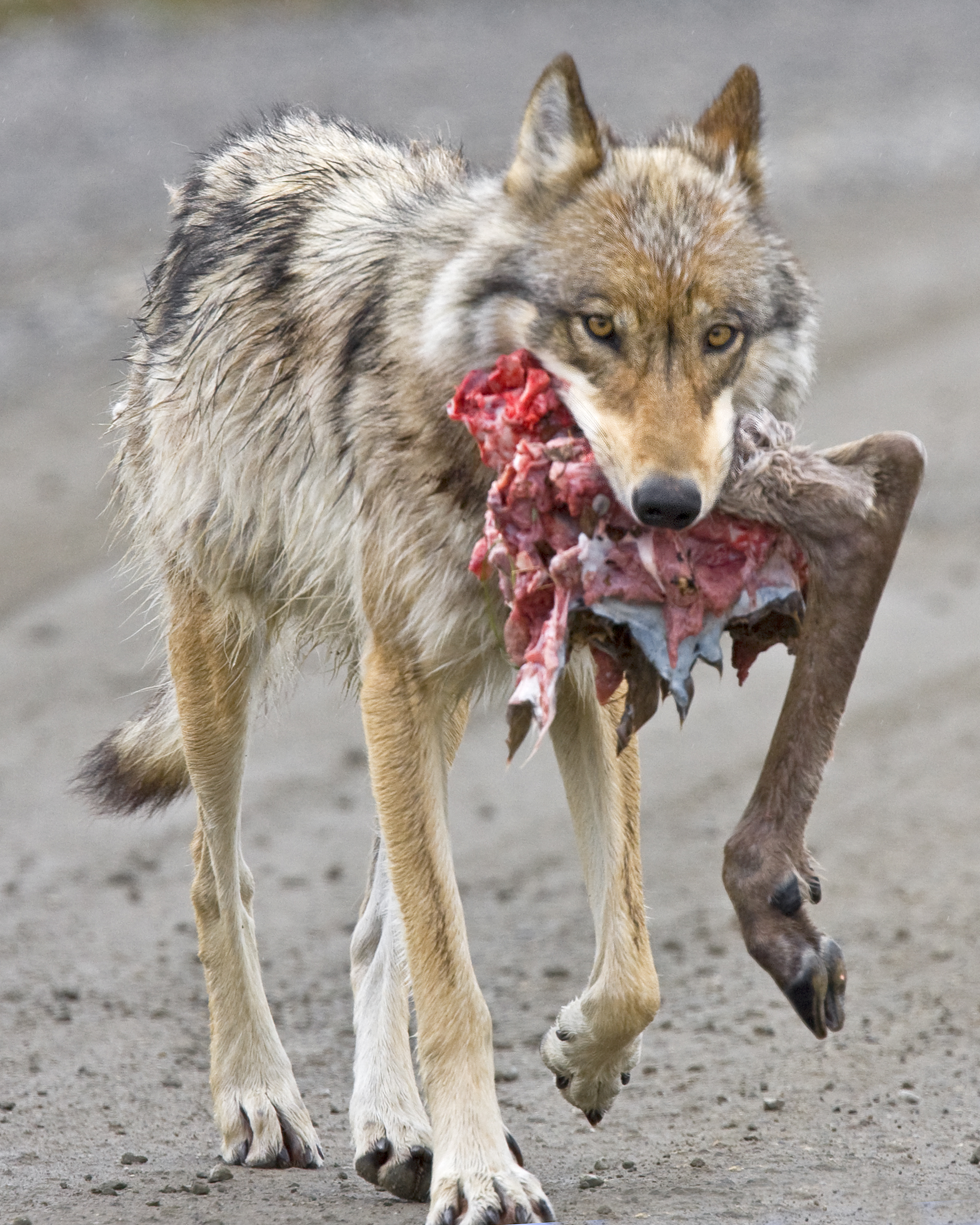
Loup gris en train de transporter la patte d'un caribou, dans le parc national et réserve de Denali.

La meute poursuit les troupeaux d'herbivores tels que les cerfs de Virginie, élans, mouflons, rennes, cerfs wapitis, bisons Américain en Amérique du Nord et les mouflons, chevreuils, cerfs élaphes, daims, chamois, bisons d'Europe, sangliers, en Europe. Sur ces deux continents où les loups existent, les brouteurs constituent la base de leur alimentation. Pour chasser, ils poursuivent leur proie sur plusieurs kilomètres, jusqu'à l'épuisement de celle-ci. Solitaire, il se contente de petites proies, comme les petits mammifères (rongeurs) et les oiseaux.
Les loups ont un régime alimentaire carnivore. Certains loups sont équipés de collier GPS/GSM/VHF pour nous permettre d'étudier leurs déplacements et de comprendre comment ils sélectionnent leurs proies sauvages. L'espèce se nourrit de cervidés, volailles, renardeaux, marcassins, ânes, reptiles, charognes… et fruits blets (exemple : le raisin). Ils peuvent aussi parfois chasser le bœuf musqué et l'orignal. Dans le Grand Nord, les loups préfèrent manger des petits rongeurs, les lemmings, plutôt que les rennes, pourtant plus charnus. Les loups traquent les rongeurs parce qu'ils sont proportionnellement beaucoup plus gras que les rennes. Cette graisse stockée par l'organisme des loups les protège du froid. Les loups sont aussi friands de raisin, qui leur apporte du sucre et des vitamines[réf. souhaitée]. Lorsque les proies sont rares, ils peuvent aussi manger des insectes ou des champignons[réf. nécessaire]. Capables d'avaler plus de 4,5 kg de viande d'un coup, les loups peuvent rester plus d'une semaine sans nourriture.
En automne, les loups modifient leur régime alimentaire et consomment de grandes quantités de saumons qui sont alors en pleine montaison. La pêche au saumon est en effet nettement moins dangereuse que la chasse au cerf. De plus, le saumon, à l’approche de l’hiver, offre une meilleure qualité nutritive en termes de matières grasses et d’énergie.
Le loup peut attaquer les troupeaux de moutons. Si le reste du troupeau ne fuit pas, le loup va continuer à chasser, ce qu'on appelle le « surplus killing » ou over-killing. Un loup peut alors tuer plusieurs bêtes sans les manger. Selon une étude de la fondation Kora sur 350 excréments de loups récoltés en Suisse, ses proies sont à 83 % des animaux sauvages (dont 36 % cerf, 20 % chamois et 18 % chevreuil) et 17 % des animaux de rente (dont 11 % de mouton).

### Maladies et parasites

#### Infections virales et bactériennes
Les maladies virales transmises par le loup gris sont notamment la rage, la maladie de Carré, le parvovirus canin, l'hépatite contagieuse canine, la papillomatose, le coronavirus canin.
Le loup est un hôte important de la rage en Russie, en Iran, en Afghanistan, en Irak et en Inde. Chez le loup, la période d'incubation est de 8 à 21 jours, ce qui provoque l'agitation de l'hôte, l'abandon de sa meute et des déplacements pouvant atteindre 80 km par jour, augmentant ainsi le risque d'infection des autres individus. Les loups infectés ne montrent aucune crainte des humains ; d'ailleurs la plupart des attaques de loups documentées contre des personnes sont  attribuées à des animaux enragés.
Bien que la maladie de Carré soit mortelle chez le chien, elle n'a pas été signalée pour des morts de loups, sauf au Canada et en Alaska. Le parvovirus canin, qui cause la mort par déshydratation, déséquilibre électrolytique et choc ou septicémie endotoxique, est largement survivable chez les loups, mais peut être mortel pour les louveteaux. Les loups peuvent attraper l'hépatite contagieuse canine à partir des chiens, bien qu'il n'y ait aucune trace de loups qui en meurent. La papillomatose n'a été signalée qu'une seule fois chez le loup et ne cause probablement pas de maladie grave ou la mort, bien qu'elle puisse modifier les comportements alimentaires. Le coronavirus canin a été signalé chez des loups d'Alaska, les infections étant les plus répandues pendant les mois d'hiver.
Quant aux maladies bactériennes transmises par le loup gris, il s'agit notamment de la brucellose, la maladie de Lyme, la leptospirose, la tularémie, la tuberculose bovine, la listériose, l'anthrax. Les loups peuvent attraper Brucella suis (en) des rennes sauvages et domestiques. En général, les loups adultes ne présentent pas de signes cliniques, mais ils peuvent affaiblir gravement les louveteaux des femelles infectées. Bien que la maladie de Lyme puisse affaiblir certains loups, elle ne semble pas avoir d'effet significatif sur les populations. La leptospirose peut être contractée par contact avec des proies ou de l'urine infectées et causer de la fièvre, de l'anorexie, des vomissements, une anémie, une hématurie, un ictère et la mort. Les loups qui vivent près des fermes sont plus vulnérables à la maladie que ceux qui vivent dans la nature, probablement en raison d'un contact prolongé avec des déchets infectés d'animaux domestiques. Les loups peuvent attraper la tularémie d'une proie lagomorphe, mais son effet sur les loups est inconnu. Bien que la tuberculose bovine ne soit pas considérée comme une menace majeure pour les loups, on a signalé qu'elle a déjà tué deux louveteaux au Canada.

### Espèces concurrentes et prédateurs

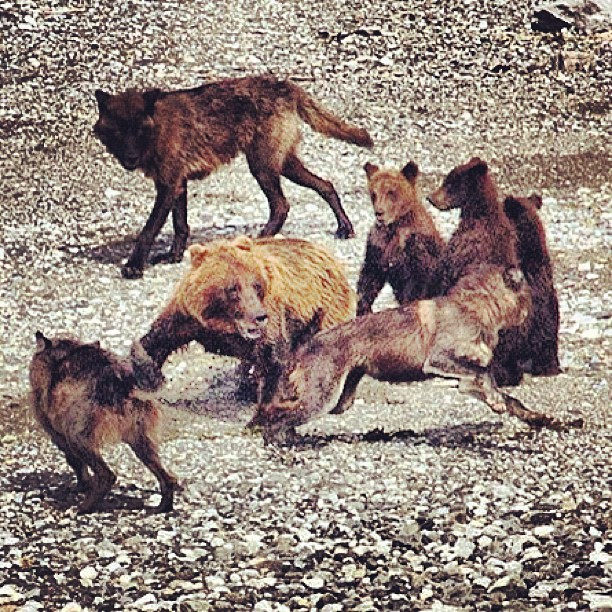
Des loups gris attaquent une ourse brune avec des oursons. Elle arrivera à s'échapper.

En général, le loup gris domine les autres espèces de canidés dans les régions où elles sont présentes. En Amérique du Nord, les incidents où des loups gris tuent des coyotes sont fréquents, particulièrement en hiver, lorsque les coyotes se nourrissent de loups tués. Les loups peuvent attaquer les sites de tanière des coyotes, en creusant et en tuant leurs petits, bien qu'ils les mangent rarement. Il n'existe aucune trace de coyotes tuant les loups, même si les coyotes peuvent poursuivre les loups s'ils sont plus nombreux qu'eux,. Des interactions quasi identiques ont été observées en Eurasie entre loups gris et chacals dorés, le nombre de ces derniers étant relativement faible dans les zones à densité élevée de loups. Le loup gris est le prédateur le plus important des chiens viverrins, tuant un grand nombre d'entre eux au printemps et en été. Les loups tuent aussi les renards roux, polaires et corsacs, d'habitude dans des conflits au sujet des carcasses, parfois en les mangeant,. En Asie, ils peuvent rivaliser avec les dholes, bien qu'il existe au moins une mention d'un loup solitaire s'associant à une paire de dholes dans le Sanctuaire faunique de Debrigarh (en).

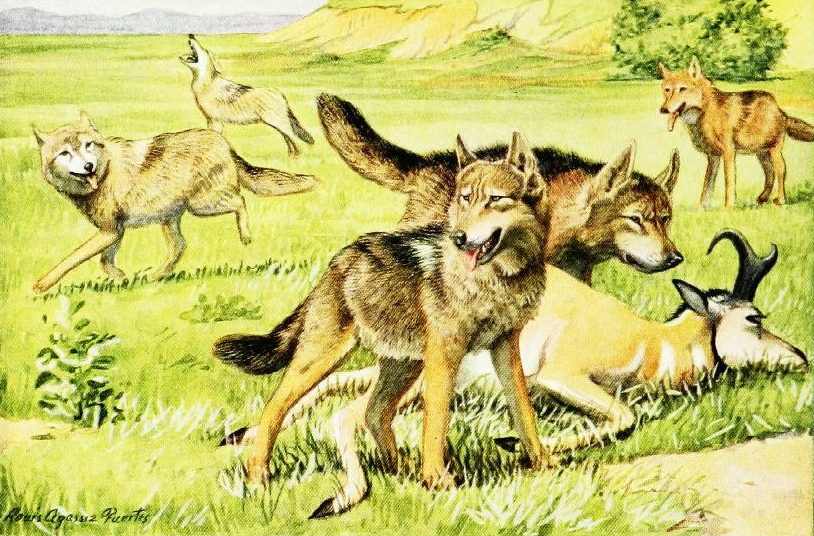
Illustration de loups gris confrontant des coyotes sur une carcasse de pronghorn (1919), par Louis Agassiz Fuertes.

Les ours bruns dominent généralement les meutes de loups dans les conflits au sujet des carcasses, tandis que les meutes de loups prévalent surtout contre les ours lorsqu'il s'agit de défendre leurs tanières. Les deux espèces tuent les petits de l'autre. Les loups mangent les ours bruns adultes qu'ils tuent, tandis que les ours bruns semblent ne manger que de jeunes loups. Les interactions des loups avec les ours noirs d'Amérique sont beaucoup plus rares qu'avec les ours brun ms, à cause des différences d'habitats. La plupart des rencontres de l'ours noir avec le loup se produisent dans l'aire de répartition nordique de l'espèce, et aucune interaction n'a été notée au Mexique. Les loups ont été remarqués à de nombreuses reprises pour rechercher activement les ours noirs dans leur tanière et les tuer sans les manger. Contrairement aux ours bruns, les ours noirs perdent souvent contre les loups dans les disputes pour des carcasses. Bien que les rencontres avec des ours bruns et noirs semblent être courantes, les ours blancs sont rarement rencontrés par les loups et il n'existe que deux cas connus de meutes de loups tuant des oursons blancs. Les loups tuent aussi les ours noirs d'Asie.
Les loups peuvent rencontrer des hyènes rayées au Proche Orient, en Asie centrale et en Inde, en particulier lors de disputes au sujet des carcasses. Les hyènes rayées se nourrissent abondamment de carcasses tuées par des loups dans les zones où les deux espèces interagissent. À un contre un, la hyène domine le loup et peut en faire une proie. Les meutes de loups peuvent chasser des hyènes seules ou s'ils sont en plus grand nombre qu'elles,. Le cas d'une hyène rayée femelle dominant douze loups d'Arabie est relaté. Deux cas sont connus également dans le sud d'Israël, où les loups et les hyènes rayées sont étroitement liés entre eux d'une manière apparemment amicale.
Les grandes populations de loups limitent le nombre de félins de tailles petite à moyenne. Les loups rencontrent des pumas le long de certaines parties des Rocheuses et des chaînes de montagnes à proximité. En général, les loups et les pumas évitent de se rencontrer en chassant à des altitudes différentes. En hiver, lorsque l'accumulation de neige force leurs proies dans les vallées, les rencontres entre les deux espèces deviennent plus probables. Les loups en meutes ont le plus souvent le dessus sur le puma et peuvent voler les animaux tués. Certains ont tué des mères et leurs petits,. Les loups chassent le chat de Pallas et peuvent se nourrir des carcasses des proies tuées par la panthère des neiges,. Les loups peuvent aussi réduire les populations de lynx boréal. Les loups peuvent tuer les lynx en les épuisant ou en les tuant avant qu'ils ne puissent s'échapper dans les arbres. Des rencontres du même type entre le loup et le lynx roux ont été signalées.
Les restes de gibier du loup sont parfois récupérées par le carcajou. Les carcajous attendent d'habitude que les loups aient fini de se nourrir, mais il arrive qu'ils chassent les loups de leurs carcasses. À l'inverse, il y a eu des signalements confirmant que des meutes de loups ont tué des carcajous.
À part l'homme, le tigre et l'aigle royal semblent être les seuls prédateurs sérieux des loups,,,,. Les interactions entre le loup et le tigre sont bien documentées dans le Sikhote-Alin, où les tigres réduisent le nombre de loups, soit au point d'extinction localisée, soit à un nombre si faible qu'ils deviennent une composante insignifiante dans le fonctionnement de l'écosystème. Les loups semblent capables d'échapper à l'exclusion compétitive des tigres seulement lorsque la persécution humaine diminue le nombre de tigres. Les cas avérés de tigres tuant des loups sont rares et les attaques semblent être de nature compétitive plutôt que prédatrice, avec au moins quatre cas avérés de tigres tuant des loups sans les consommer. De son côté l'aigle royal observe et attaque régulièrement les louveteaux à leur naissance, réduisant ainsi les portées des louves.

### Impact sur l'environnement
En Mongolie, le loup servait à assurer la pérennité de la steppe dans les années 1950. Leur prédation sur les gazelles, les marmottes voire les rats évitait la désertification de la steppe.
En Amérique, au parc national de Yellowstone, survivent encore aujourd'hui quelque 3 000 loups qui côtoient les bisons et les lynx. Ils sont remarquables pour leur technique de chasse en groupe unique. Une fois la proie repérée, ils s'élancent et utilisent la technique de l'encerclement dite « technique catapulte » pour ensuite faire la course et semble-t-il gagner l'estime de leurs congénères. L’histoire des loups de Yellowstone (en) montre l'impact écologique positif du loup, dispersant les ongulés qui ont tendance à surpâturer certaines espèces d'arbres ripisylves, stabilisant les populations de cervidés qui mangent les jeunes pousses et arbustes, diminuant les populations de coyotes au profit de petits mammifères.
En Europe et en Suisse ou en France notamment, l’abondance de cervidés empêche la régénération des jeunes arbres et favorise le compactage des sols en forêt. La végétation des sous-bois hébergeant de nombreux invertébrés (qui constituent l'alimentation de nombreux vertébrés), sa dégradation a un impact important sur la biodiversité. La prédation, par les loups en particulier, régule le nombre de cervidés et les oblige à limiter/sélectionner les végétaux qu'ils mangent et contraint leurs lieux de vie à des espaces hors des forêts où la prédation est moins risquée,.

## Répartition et conservation des sous-espèces sauvages

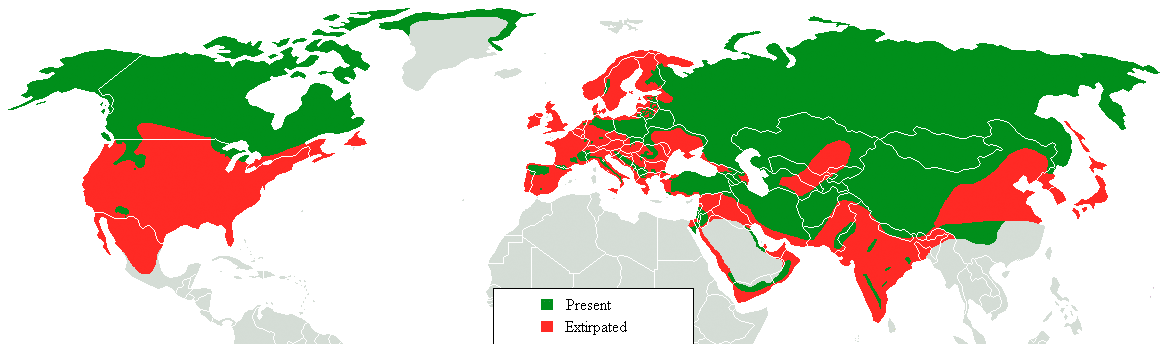
Répartition des sous-espèces sauvages de Canis lupus.
Répartition actuelle
Répartition historique

Même si l'espèce Canis lupus n'est pas menacée de disparition dans sa globalité au regard de sa large aire de répartition à travers le globe, sa situation est plus préoccupante quand on considère les grandes populations une à une. En fait, seules les populations vivant dans les Carpathes et les Balkans-Dinara sont hors de danger au début du XXIe siècle tandis que l'espèce est par exemple classée vulnérable sur la liste rouge française.
Dans de nombreux pays, les loups bénéficient à présent d'un statut d'espèce protégée, ce qui implique également un suivi des individus et populations, facilité par des méthodes de surveillance moins invasives pour le loup et son territoire, via l'analyse génétique des poils ou excréments par exemple.
Des mesures dérogatoires au statut de protection peuvent être mises en œuvre lorsque des troupeaux sont soumis à des attaques répétées : effarouchement (lumineux, sonore ou tir non létal), tir de défense de l'éleveur ou du berger, tir de prélèvement.

### Europe

#### Déclin des sous-espèces sauvages

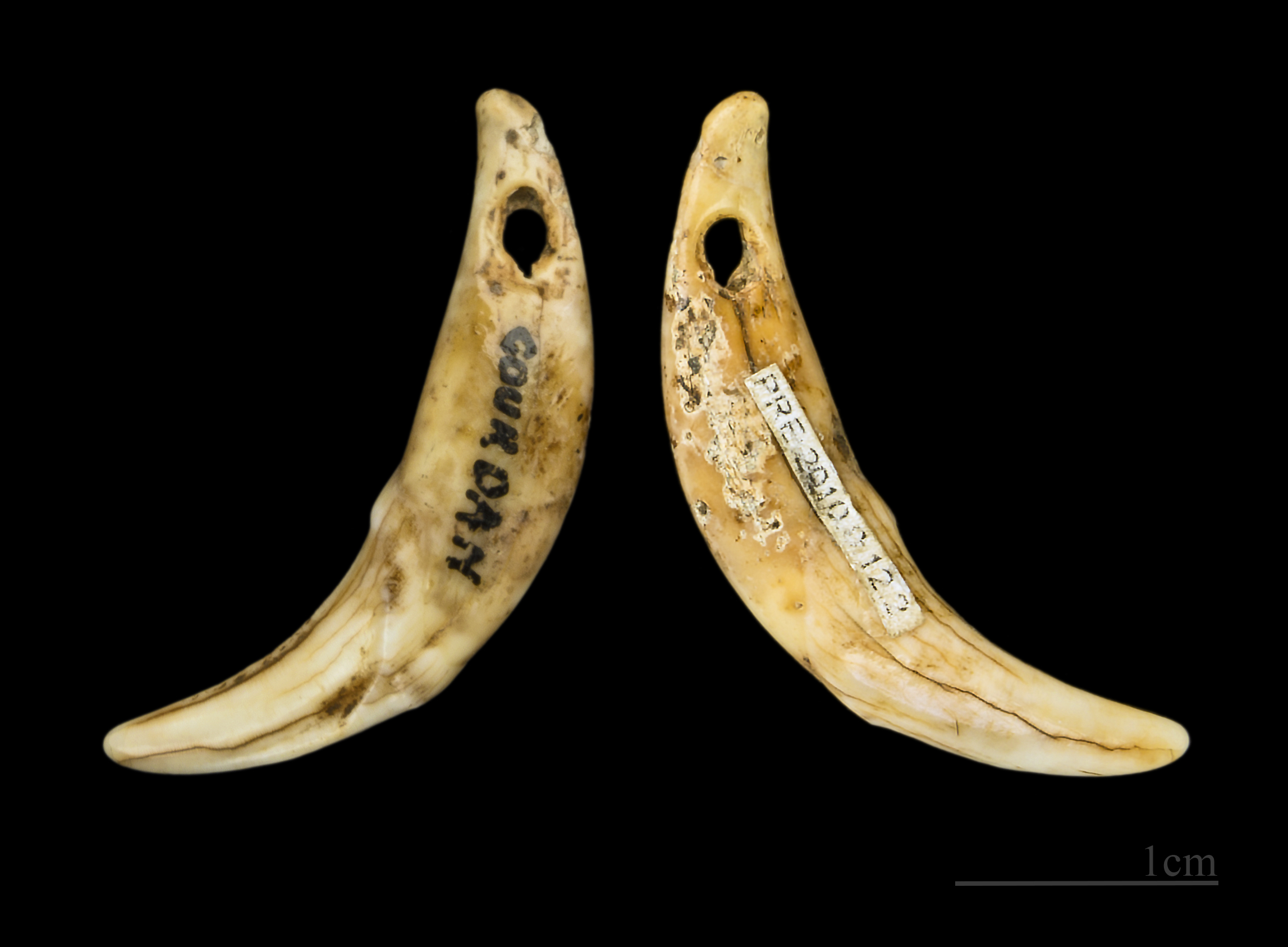
Dent de loup du Magdalénien exposée au Muséum de Toulouse.

Parallèlement à la domestication du chien, il y eut des rapports de concurrence difficiles entre le loup gris et l'homme.
Environ douze mille attaques de loups contre des humains sont statistiquement recensées en France, entre le XVIe et le XVIIIe siècle, d'après les travaux de Jean-Marc Moriceau. La région du Val de Loire est particulièrement touchée.
En France, les loups enragés continuent à faire des dizaines de victimes, les deux dernières mourant en 1883, en Dordogne.
En 1957 et en 1959, quatre petits garçons sont attaqués par une louve, en Galice.
Le 1er août 2025, un enfant de six ans est attaqué par un loup, dans la région d'Utrecht. Des adultes présents mettent l'animal en fuite.
Bien que l'hybridation entre loups et chiens en Europe ait suscité des inquiétudes parmi les groupes de conservation craignant pour la pureté génétique du loup gris, les tests génétiques montrent que l'introgression des gènes canins dans les populations européennes de loups gris ne représente pas une menace significative. De plus, comme les saisons de reproduction (en) des loups et des chiens ne coïncident pas entièrement, la probabilité que les loups et les chiens sauvages s'accouplent et produisent des descendants survivants est faible.
La chasse au loup est pratiquée dès le Néolithique. Dès le Magdalénien, les dents de loup sont utilisées dans de nombreuses parures.

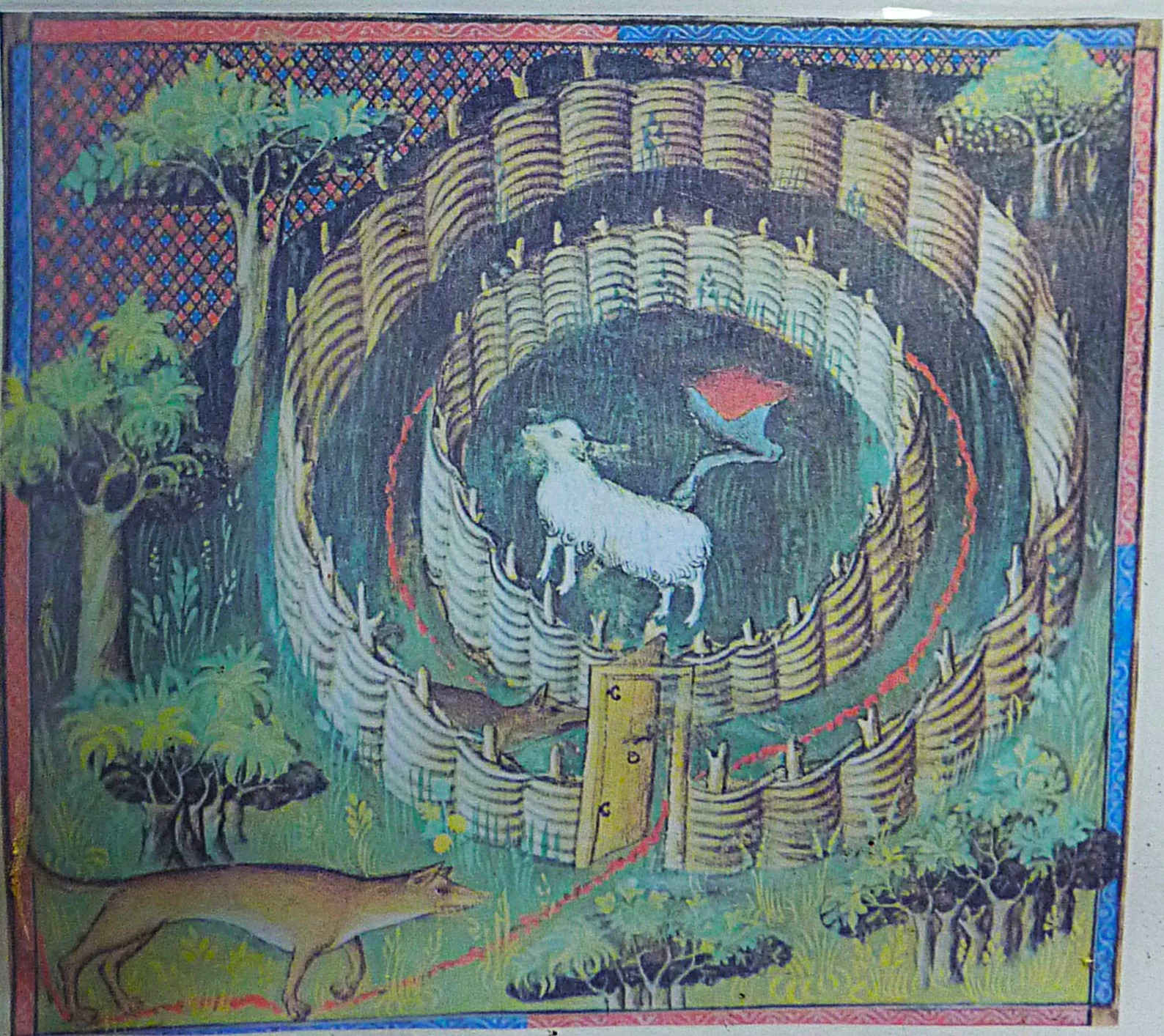
Miniature du Moyen-Âge représentant un piège à loup.

L'extermination des loups d'Europe du Nord est d'abord devenue un effort organisé au Moyen Âge et s'est poursuivie jusqu'à la fin des années 1800. En Angleterre, la persécution du loup a été imposée par la législation et le dernier spécimen a été tué au début du XVIe siècle sous le règne d'Henri VII. Les loups ont duré plus longtemps en Écosse, où ils se sont abrités dans de vastes étendues de forêt, qui ont ensuite été incendiées. Les loups ont réussi à survivre dans les forêts de Braemar et du Sutherland jusqu'en 1684. L'extirpation des loups en Irlande a suivi une voie similaire, le dernier loup étant censé avoir été tué en 1786. Une prime au loup a été introduite en Suède en 1647, après que l'extermination de l'orignal et du renne eut forcé les loups à se nourrir de bétail. Les Samis ont extirpé les loups du nord de la Suède par des campagnes organisées. En 1960, il restait peu de loups en Suède à cause de l'utilisation de motoneiges pour les chasser, le dernier spécimen ayant été tué en 1966. Le loup gris a été exterminé au Danemark en 1772 et le dernier loup de Norvège a été tué en 1973. L'espèce a été décimée en Finlande au XXe siècle, malgré des dispersions régulières en provenance de Russie. Le loup gris n'était présent que dans l'Est et le Nord de la Finlande en 1900, bien que son nombre ait augmenté après la Seconde Guerre mondiale.
En Europe centrale, le nombre de loups a considérablement diminué au début du XIXe siècle à cause de la chasse organisée et de la réduction des populations d'ongulés. En Bavière, le dernier loup a été tué en 1847 et avait disparu des régions du Rhin en 1899. En Suisse, les loups ont disparu au XXe siècle ; ils reviennent naturellement d'Italie depuis les années 1990. En 1934, l'Allemagne nazie devint le premier État de l'histoire moderne à protéger les loups, bien que l'espèce avait déjà été extirpée d'Allemagne à ce moment-là. Le dernier loup vivant à être tué sur le sol de l'Allemagne avant 1945 fut le « Tigre de Sabrodt (en) », qui fut abattu près de Hoyerswerda, en Lusace (alors Basse-Silésie) en 1904. Les loups sont depuis revenus dans la région.

En Europe de l'Ouest, la chasse aux loups en France a d'abord été institutionnalisée par Charlemagne entre 800 et 813, lorsqu'il a créé la louveterie, un corps spécial de chasseurs de loups. La louveterie fut abolie après la Révolution française en 1789 et rétablie en 1814. En 1883, jusqu'à 1 386 loups furent tués et beaucoup d'autres empoisonnés.

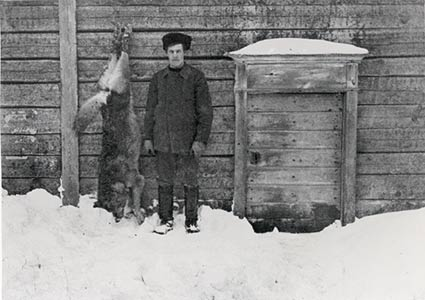
Dernier loup à avoir été tué dans le centre de la Finlande (Karstula, 1911).

En Europe de l'Est, les loups n'ont jamais été complètement exterminés en raison de la contiguïté de la région avec l'Asie et ses vastes zones boisées. Les populations de loups d'Europe de l'Est ont été réduites à un nombre très faible à la fin du XIXe siècle. Les loups ont été extirpés de Slovaquie au cours de la première décennie du XXe siècle et vers le milieu du XXe siècle, on ne pouvait les trouver que dans quelques zones forestières de l'Est de la Pologne. Les loups des Balkans orientaux ont bénéficié de la contiguïté de la région avec l'ex-Union soviétique (en) et de vastes étendues de plaines, de montagnes et de terres agricoles. En Hongrie, les loups n'étaient présents que dans la moitié du pays vers le début du XXe siècle et se limitaient en grande partie au bassin des Carpates. Les populations de loups en Roumanie sont restées importantes, avec une moyenne de 2 800 loups tués chaque année sur une population de 4 600 de 1955 à 1965. Un creux historique a été atteint en 1967, lorsque la population a été réduite à 1 550 animaux. L'extermination des loups en Bulgarie était relativement récente, car une population antérieure d'environ 1 000 individus en 1955 a été réduite à environ 100 à 200 en 1964. En Grèce, l'espèce a disparu du sud du Péloponnèse en 1930. Malgré des périodes de chasse intense au XVIIIe siècle, les loups n'ont jamais disparu dans les Balkans occidentaux, de l'Albanie à l'ex-Yougoslavie. La persécution organisée des loups a commencé en Yougoslavie en 1923, avec la création du Comité d'extermination des loups (CEL) à Kocevje (en), en Slovénie. Le CEL a réussi à réduire le nombre de loups dans les Alpes dinariques.

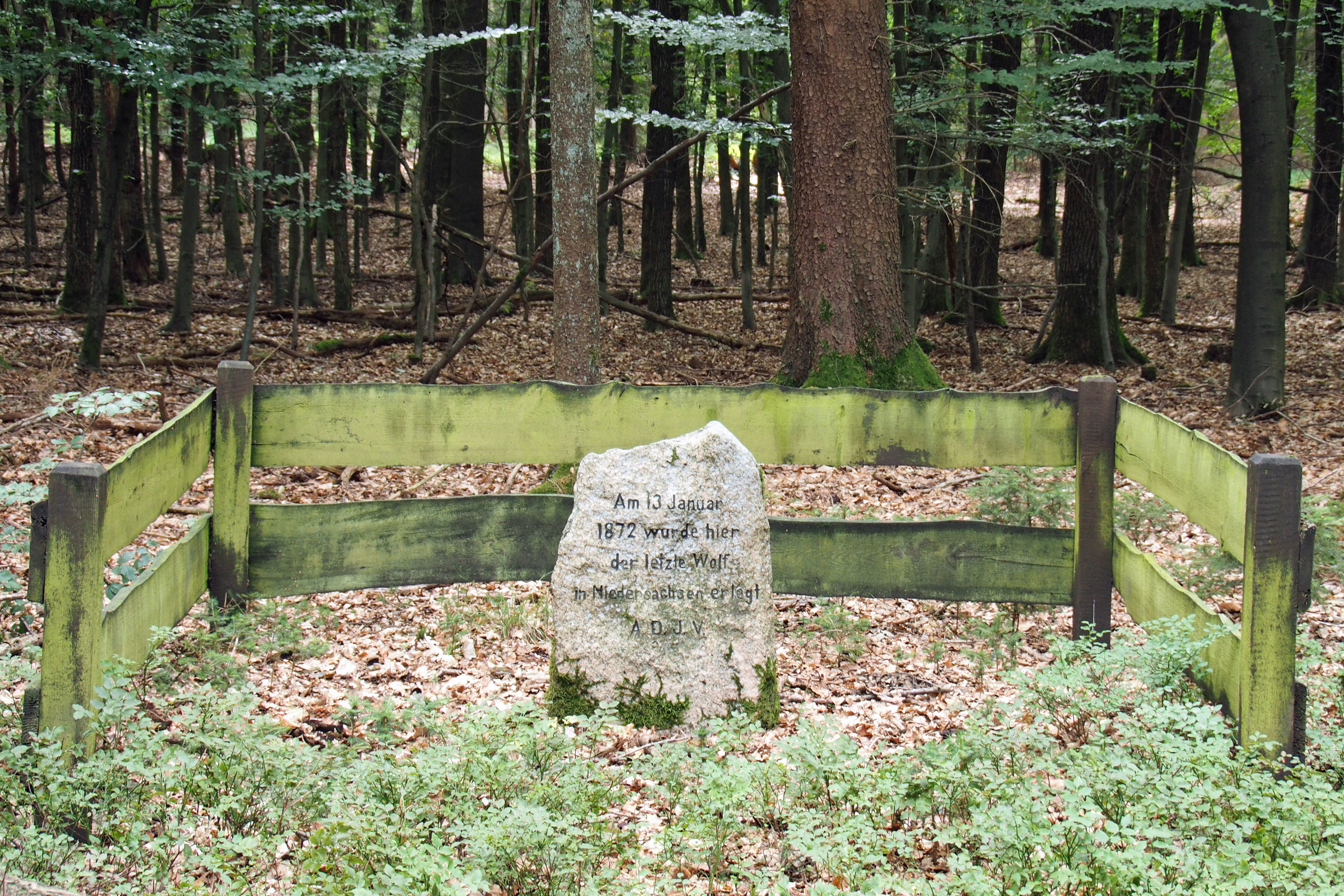
Monument au tireur d'un des derniers loups en Basse-Saxe 1872

En Europe du Sud, l'extermination des loups n'était pas aussi complète qu'en Europe du Nord à cause d'une plus grande tolérance culturelle[réf. nécessaire] envers l'espèce. Les populations de loups ont commencé à décliner dans la péninsule Ibérique au début du XIXe siècle et ont été réduites de moitié en 1900. Les primes au loup ont été régulièrement versées en Italie jusqu'en 1950. Les loups ont commencé à être exterminés dans les Alpes vers 1800 et on n'en comptait plus que cent en 1973 qui n'habitaient que 3 à 5 % de leur ancienne aire de répartition italienne.
En Allemagne, le dernier loup de la lande de Lunebourg a été aperçu et abattu en 1872 dans le bois de Becklingen.

#### Rétablissement

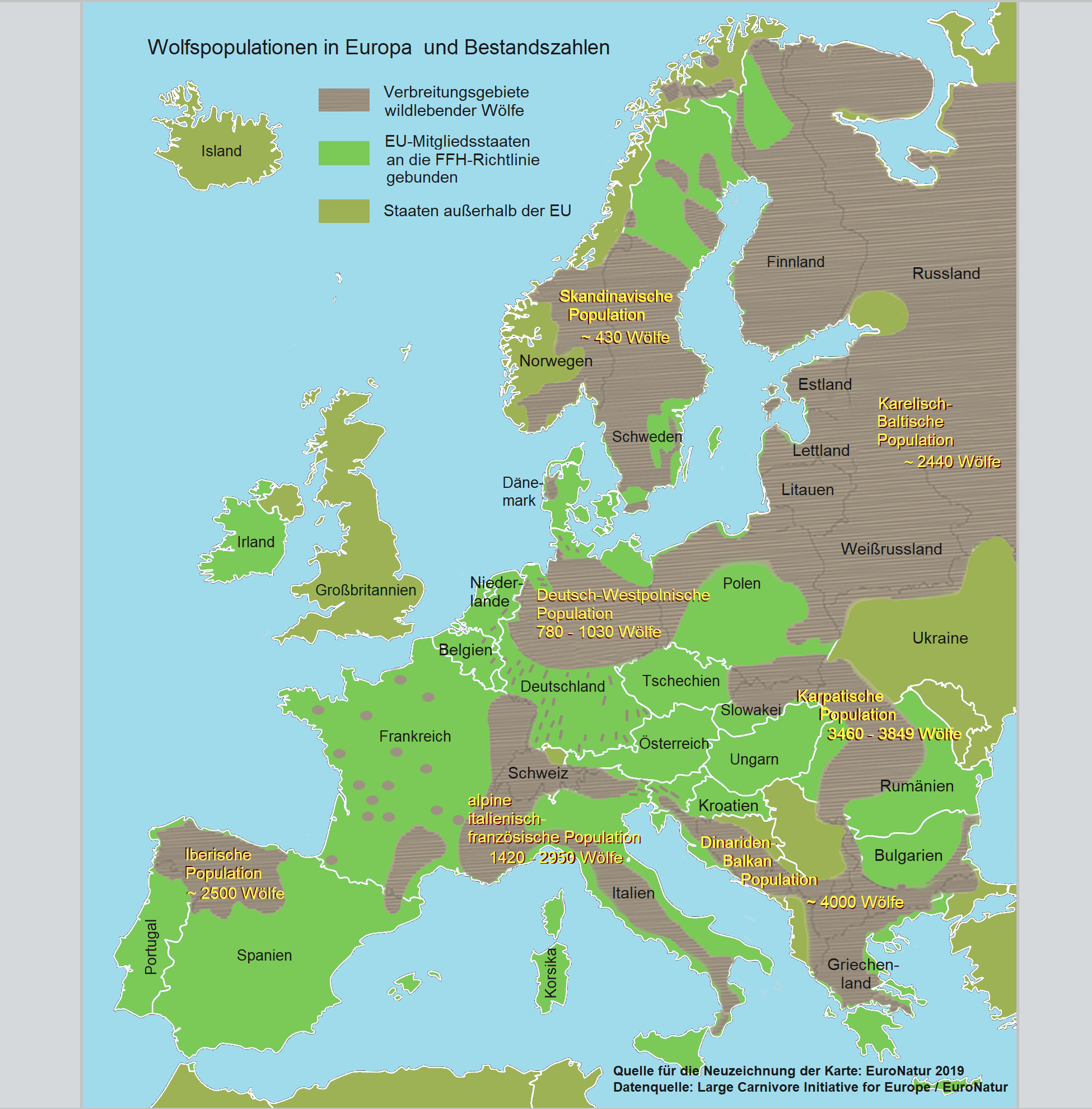
Carte de distribution des populations de loups en Europe avec estimation des effectifs

En Italie survivent environ 3300 loups, dont 950 dans les régions alpines et 2400 dans le reste du pays.
C'est officiellement le 5 novembre 1992 que les deux premiers loups sont aperçus dans les Alpes-Maritimes, dans le parc national du Mercantour, formant la meute Vésubie-Tinée, meute historique du retour du loup en France. 
Des analyses ADN de loups installés en France et en Italie ont montré qu'il s'agissait d'individus appartenant à la même sous-espèce. Ainsi la population qui s'étendait déjà en Italie, a fait sa réapparition dans le nord de l'Italie, puis en France, non par l'intermédiaire des Abruzzes mais par les Alpes ligures et le Nord des Apennins. Sa réinsertion est donc naturelle et non volontaire, favorisée par l'exode rural qui a permis la reforestation et par la création d'espaces protégés. On parle de Zone de Présence Permanente (ZPP) lorsqu'un territoire précis est occupé durant au moins deux hivers consécutifs, soit par une meute soit par un loup solitaire. On compte en France dix ZPP en 2002, vingt-neuf 2012 et quatre-vingts dix en 2018, qui cumulent successivement cent, puis deux cents et cinq cents loups environ. En 2023 le nombre des loups en France est estimé à 1104. Le nombre de leurs victimes (moutons, chèvres, vaches, chevaux) est estimé à 1 500 en 2000, 6 195 en 2013 et 11 105 en 2019.
Un loup a par ailleurs été vraisemblablement observé à Gedinne, dans les Ardennes belges, à proximité de la frontière française, en juillet et août 2011,, ainsi qu'à Duiven aux Pays-Bas, à la même époque, en provenance d'Allemagne. Sa présence est confirmée depuis 2018 dans les Hautes Fagnes.
Un loup, venu d’Europe orientale, a par ailleurs été observé et filmé en mars 2015 aux Pays-Bas pour la première fois depuis 150 ans à Kolham, une localité proche de la frontière allemande et de la réserve naturelle des marais de Bourtange (province de Groningue). Les observations de ce loup s'étendent en fait sur trois jours, du lundi 9 au mercredi 11 et ont fait l'objet de plusieurs photos et films. D'autres observations ont également été effectuées quelques jours plus tôt à peu de distance, à Emmen, et Meppen (Drenthe).
Les populations de loups en Pologne ont augmenté pour atteindre environ 2000 individus depuis leur classement comme espèce de gibier en 1976, maintenant depuis plus de deux décennies sous la protection juridique des annexes V et II de la directive FFH. Le nombre de meutes de loups dans l'ouest de la Pologne a continué à augmenter. Cela est confirmé par les résultats de la surveillance des loups financée par le Fonds international pour la protection des animaux (IFAW) et la fondation pour la protection de la nature EuroNatur, qui est réalisée par l'organisation polonaise de protection de la nature Association pour la protection des loups (AfN Wolf). Les scientifiques polonais ont estimé qu'à la fin de l'année de surveillance 2018/19, il y aurait au moins 95 meutes de loups résidentes à l'ouest de la Vistule, plus qu'à aucun moment depuis le début de la collecte des données en 2003. Pour la première fois, les scientifiques ont également été en mesure de détecter au moins trois meutes de reproduction dans les montagnes des Sudètes, dans la zone frontalière entre la Pologne et la République tchèque.

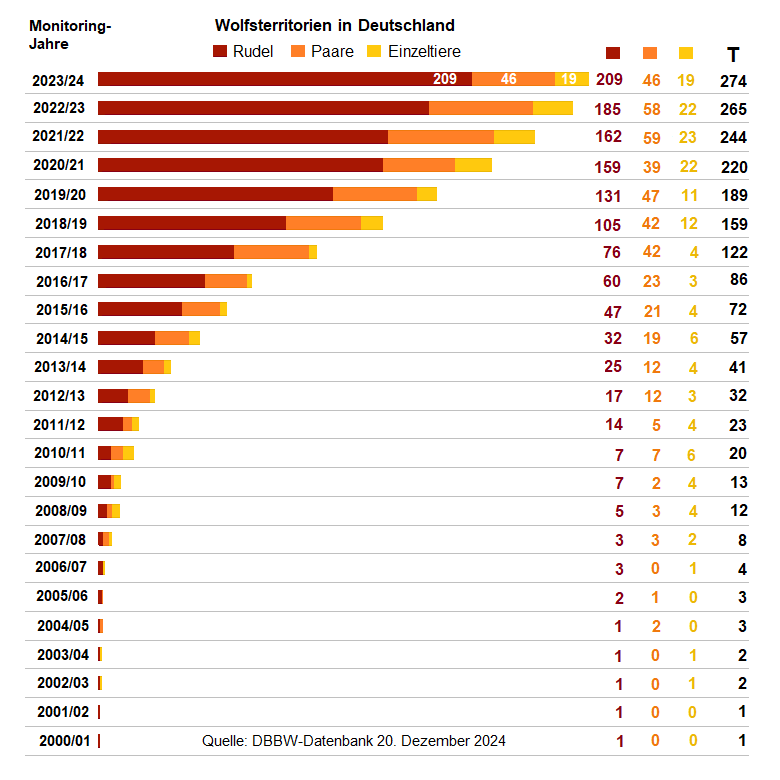
Développement de la population de loups en Allemagne.

La Pologne joue un rôle essentiel en fournissant des voies d'expansion vers les pays voisins d'Europe centrale. À l'est, son aire de répartition chevauche celle des populations de Lituanie, de Biélorussie, d'Ukraine et de Slovaquie. Une population de l'ouest de la Pologne s'est étendue à l'est de l'Allemagne et en 2000, les premiers petits sont nés sur le territoire allemand. En 2006 un spécimen a été contacté sur le centre d'essais de près de 50 km2 de Rheinmetall Waffe Munition GmbH à Unterlüß. Une première photo de cet animal a été prise en 2007 et depuis une meute a colonisé le pas de tir d'Unterlüß, comme le laissaient supposer d'autres contacts au cours de l'année 2013. En 2012, on estime que 14 meutes de loups vivaient en Allemagne (principalement à l'est) et une meute avec des petits a été observée à moins de 24 kilomètres de Berlin. Depuis, la population n'a cessé d'augmenter et l'aire de répartition s'est étendue à de grandes parties de la République fédérale. Au cours de l'année de surveillance 2018/19, on a recensé un total de 105 meutes, 25 couples et 13 animaux territoriaux individuels dans onze États fédéraux. Depuis l'été 2019, environ 1300 loups, adultes et jeunes animaux vivent en Allemagne,,,. Actuellement il y a de nombreux conflits avec les loups parce qu'ils s'attaquent souvent aux animaux de pâturage.
Le loup gris est protégé en Slovaquie, mais une exception est faite pour les loups qui tuent le bétail. Quelques loups slovaques se dispersent en République tchèque, où ils bénéficient d'une protection totale. Les loups de Slovaquie, d'Ukraine et de Croatie peuvent se disperser en Hongrie, où le manque de couverture empêche la constitution d'une population autonome. Bien que les loups bénéficient d'un statut spécial en Hongrie, ils peuvent être chassés avec un permis valable toute l'année s'ils posent des problèmes. La Roumanie a une importante population de loups, qui compte 2500 animaux. Le loup est un animal protégé en Roumanie depuis 1996, bien que la loi ne soit pas appliquée. Le nombre de loups en Albanie et en Macédoine du Nord est largement inconnu, malgré l'importance que ces deux pays ont dans le lien entre les populations de loups de la Grèce et celles de la Bosnie-Herzégovine et de la Croatie. Bien qu'ils soient protégés, de nombreux loups sont tués illégalement en Grèce chaque année, et leur avenir est incertain. Le nombre de loups a diminué en Bosnie-Herzégovine depuis 1986, alors que l'espèce est entièrement protégée dans les pays voisins, la Croatie et la Slovénie.
Les populations de loups dans toute l'Asie du Nord et centrale sont largement inconnues, mais sont estimées à des centaines de milliers sur la base des récoltes annuelles. Depuis la chute de l'Union soviétique, l'extermination des loups à l'échelle du continent a cessé, et les populations de loups ont augmenté pour atteindre environ 25 000 à 30 000 animaux dans toute l'ancienne Union soviétique, soit une augmentation d'environ 150 %.

### Asie

#### Répartition et déclin historiques
Au cours du XIXe siècle, les loups gris étaient encore présents dans de nombreuses parties du sud du Levant à l'est et à l'ouest du Jourdain. Cependant, leur nombre a considérablement diminué entre 1964 et 1980, en grande partie à cause des persécutions exercées par les agriculteurs. L'espèce n'était pas considérée comme commune dans le nord et le centre de l'Arabie saoudite au XIXe siècle, avec la plupart des premières publications parlant des individus du sud-ouest de l'Asir, du nord des zones rocheuses bordant Jordanie, ou des zones entourant Riyad.
L'aire de répartition du loup gris en Union soviétique s'étendait sur la quasi-totalité du territoire du pays, n'étant absente que sur les îles Solovki, la Terre François-Josef, la Terre du Nord et les îles Karaginski, du Commandeur et Chantar. L'espèce a été exterminée deux fois en Crimée ; une fois après la guerre civile russe, et de nouveau après la Seconde Guerre mondiale. Après les deux guerres mondiales, les populations de loups soviétiques ont atteint deux sommets. 30 000 loups ont été abattus chaque année sur une population de 200 000 au cours des années 1940, dont 40 000 à 50 000 en période de pointe. Les populations de loups soviétiques ont atteint un creux vers 1970, disparaissant sur une grande partie de la Russie européenne. La population a de nouveau augmenté en 1980 pour atteindre environ 75 000 individus, dont 32 000 ont été tuées en 1979. Les populations de loups dans le nord de la Mongolie intérieure ont décliné au cours des années 1940, principalement en raison du braconnage des gazelles à queue blanche, la principale proie du loup dans la région. Dans l'Inde britannique, les loups étaient fortement persécutés en raison de leurs attaques contre les moutons, les chèvres et les enfants. En 1876, 2 825 loups ont été abattus dans les Provinces du Nord-Ouest (PNO) et du Bihar. Dans les années 1920, l'extermination des loups restait une priorité dans les PNO et à Awadh. Entre 1871 et 1916, plus de 100 000 loups ont été tués pour des primes en Inde britannique.
Les loups au Japon ont disparu pendant la restauration de Meiji, une extermination connue sous le nom de ōkami no kujo(狼の駆除). Le loup était considéré comme une menace pour l'élevage, ce que le gouvernement Meiji promouvait à l'époque, et ciblait grâce à un système de primes et d'une campagne directe d'extermination chimique inspirée de la campagne américaine contemporaine similaire. Le dernier loup japonais fut un mâle tué le 23 janvier 1905 près de Washikaguchi (aujourd'hui Higashi Yoshiro). Les loups japonais, aujourd'hui disparus, descendaient de grands loups sibériens qui colonisaient la péninsule coréenne et le Japon, avant de se séparer de l'Asie continentale il y a 20 000 ans, au Pléistocène. À l'Holocène, le détroit de Tsugaru s'est élargi et a isolé Honshū de Hokkaidō, provoquant ainsi des changements climatiques qui ont entraîné l'extinction de la plupart des grands ongulés qui habitaient l'archipel. Les loups japonais ont probablement subi un processus de nanisme insulaire il y a 7 000 à 13 000 ans en réponse à ces pressions climatiques et écologiques. C. l. hattai (anciennement indigène d'Hokkaidō) était beaucoup plus grand que son cousin méridional C. l. hodophilax car il habitait à des altitudes plus élevées et avait accès à de plus grandes proies, ainsi qu'une interaction génétique continue avec des loups se dispersant de Sibérie.

#### Répartition actuelle

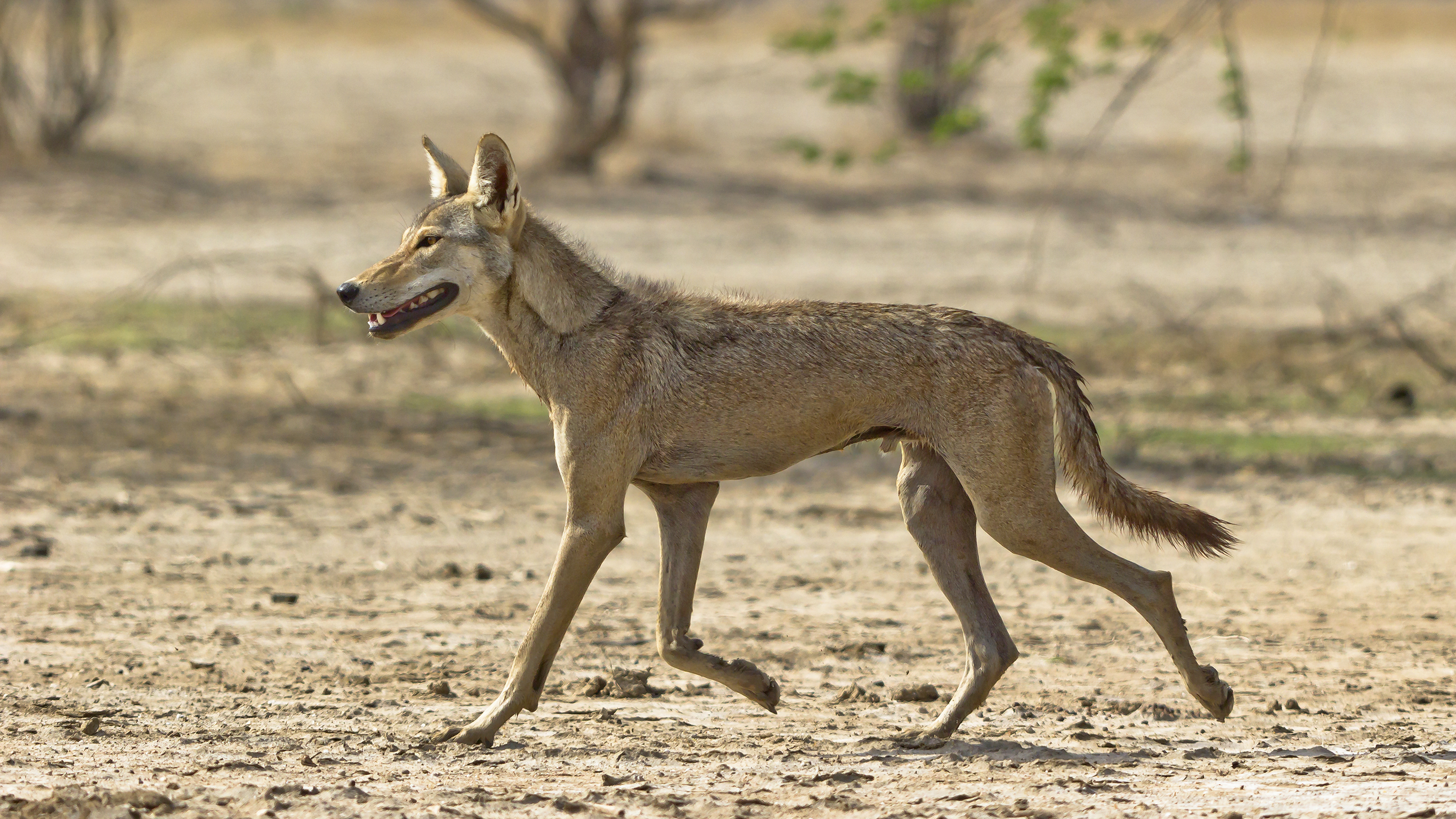
Loup indien au parc national de Velavadar, dans le Gujarat.

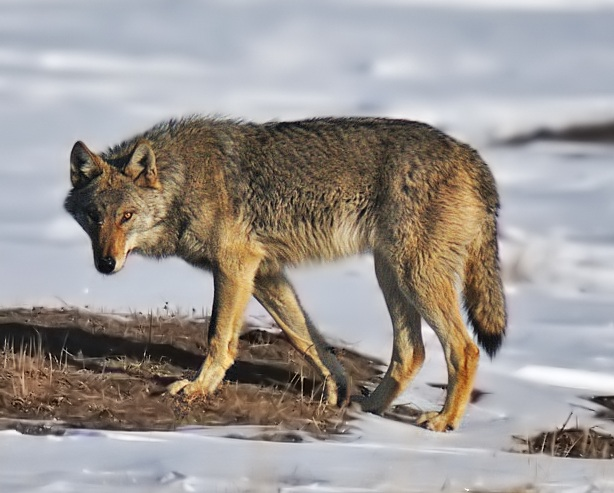
Loup gris près d'Ardahan, en Turquie. Bien que les loups turcs n'aient pas de protection juridique, ils pourraient compter environ 7000 individus.

En 2008, une référence faisant autorité indiquait que le loup gris pouvait être trouvé dans toute la Chine continentale. En 2017, une étude approfondie a confirmé que le loup gris était présent dans toute la Chine continentale, à la fois par le passé et de nos jours. Il existe dans le sud de la Chine, ce qui réfute les affirmations de certains chercheurs occidentaux selon lesquelles le loup n'y aurait jamais existé,.
Il existe peu de données fiables sur le statut des loups au Moyen-Orient, sauf en Israël et en Arabie saoudite, bien que leur nombre semble stable et devrait le rester. Les politiques de conservation d'Israël et l'application efficace de la loi maintiennent une population de loups de taille modérée, qui rayonne dans les pays voisins, tandis que l'Arabie saoudite a de vastes étendues désertiques, où environ 300 à 600 loups vivent sans être dérangés. Le loup survit dans la plus grande partie de son aire de répartition historique en Arabie saoudite, probablement à cause d'un manque de pastoralisme et de déchets humains abondants. La Turquie peut jouer un rôle important dans le maintien des loups dans la région en raison de sa contiguïté avec l'Asie centrale. Les montagnes du pays ont servi de refuge aux quelques loups restants en Syrie. Une petite population de loups vit sur les hauteurs du Golan et est bien protégée par les activités militaires. Les loups vivant dans le désert du sud du Néguev sont contigus avec les populations vivant dans le Sinaï égyptien et en Jordanie. Dans tout le Moyen-Orient, l'espèce n'est protégée qu'en Israël. Ailleurs, il peut être chassé toute l'année par les Bédouins.
Les populations actuelles du loup en Iran sont mal connues. Elles étaient autrefois présentes dans tout le pays dans les zones à faible densité de population au milieu des années 1970. Les régions septentrionales de l'Afghanistan et du Pakistan sont des bastions importants pour le loup. On estime qu'il y a environ 300 loups dans environ 60 000 km2 de Jammu-et-Cachemire dans le nord de l'Inde et 50 autres dans l'Himachal Pradesh. Au total, l'Inde compte environ 800 à 3 000 loups dispersés dans plusieurs populations restantes. Bien qu'ils soient protégés depuis 1972, les loups indiens sont considérés comme étant en voie de disparition, de nombreuses populations demeurant en faible nombre ou vivant dans des zones de plus en plus fréquentées par l'homme. Bien que présents au Népal et au Bhoutan, il n'y a pas d'informations sur les loups qui s'y trouvent.
Les populations de loups dans toute l'Asie du Nord et centrale sont très méconnues, mais sont estimées à plusieurs centaines de milliers d'après les abattages annuels. Depuis la chute de l'Union soviétique, l'extermination des loups à l'échelle du continent a cessé, et les populations de loups sont passées à environ 25 000 à 30 000 individus en ex-Union soviétique. En Chine et en Mongolie, les loups ne sont protégés que dans les réserves. Les populations mongoles ont été estimées entre 10 000 et 30 000, tandis que le statut des loups en Chine est plus fragmentaire. Le nord a une population de loups en déclin, estimée à 400 individus, tandis que le Xinjiang et le Tibet abritent respectivement environ 10 000 et 2 000 loups.

### Amérique du Nord

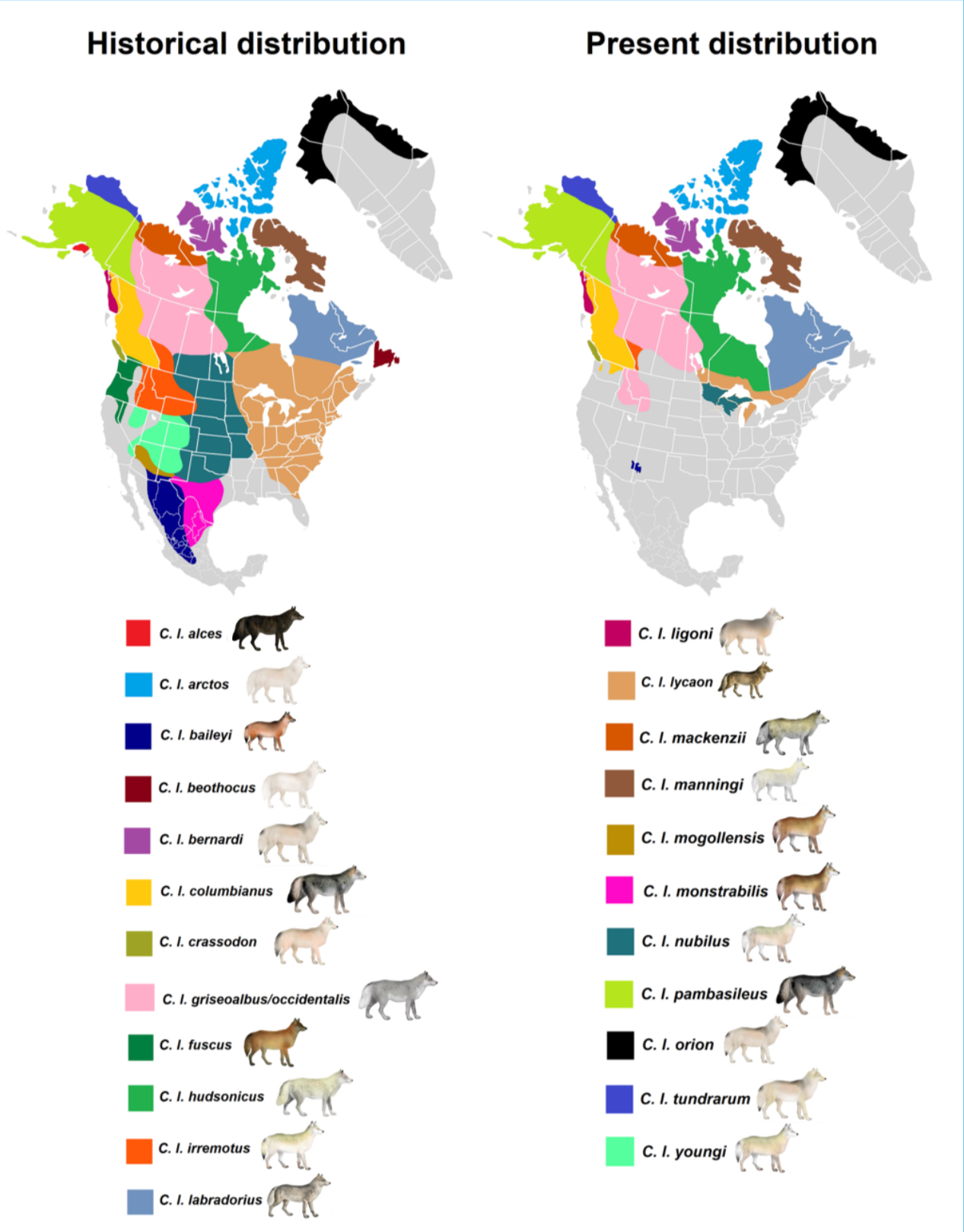
Répartitions historique (1944) et présente (2005) des sous-espèces de Loup gris en Amérique du Nord.

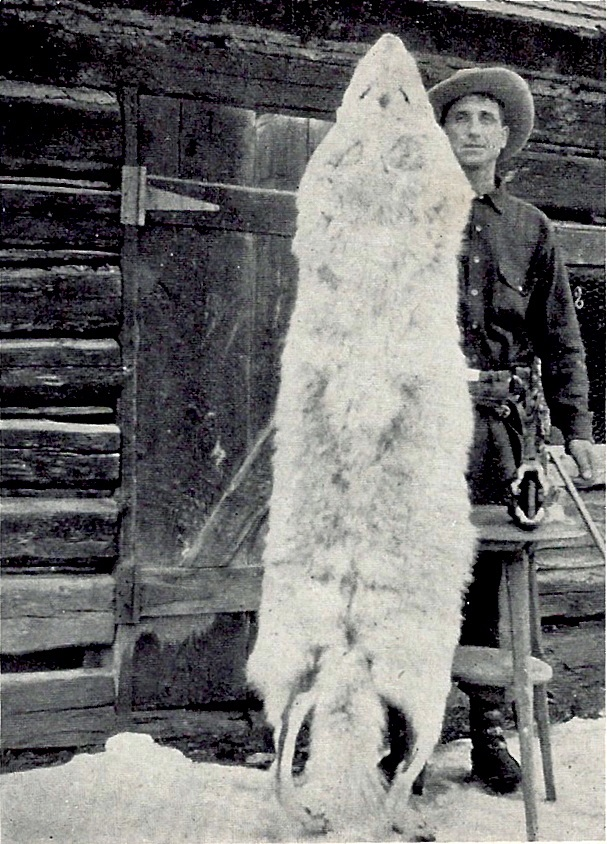
Loup gris de 100 livres tué au Montana, 1928.
Avant d'être exterminés dans les années 1930, les loups du Montana pouvaient être très gros. Les loups ont recolonisé l'État par le Canada au début des années 1970.

#### Répartition et déclin historiques
Aux États-Unis, la destruction a fait chuter la population de loups de 400 000 individus au XVIIIe siècle à 1 000 en 1970, les loups étant confinés dans trois États (Michigan, Minnesota, Alaska).
À l'origine, le Loup gris occupait toute l'Amérique du Nord au nord des 20° Nord. Cela s'est produit sur tout le continent, sauf au Sud-Est des États-Unis, à l'ouest de la Sierra Nevada californienne, et dans les régions tropicales et subtropicales du Mexique. Parmi les grandes îles continentales occupées par les loups se trouvaient Terre-Neuve, l'île de Vancouver, le sud-est des îles de l'Alaska, l'archipel Arctique et le Groenland. Bien que les naturalistes Lohr et Ballard aient postulé que le Loup gris n'avait jamais été présent sur l'Île-du-Prince-Édouard,:392, l'analyse des références à la faune indigène de l'île dans des documents historiques inédits ou publiés a révélé que l'espèce y résidait au moment de la première colonisation française en 1720. Dans sa lettre du 6 novembre 1721 au Ministre français de la Marine, Louis Denys de La Ronde rapporte que l'île abrite des loups « d'une taille prodigieuse », et envoie une peau de loup en France pour prouver son affirmation. Comme l'île a été défrichée pour la colonisation, la population de loups gris a peut-être disparu ou s'est déplacée vers le continent sur la glace d'hivers : les quelques rapports ultérieurs sur les loups datent du milieu du XIXe siècle et décrivent les créatures comme des visiteurs de passage de l'autre côté du détroit de Northumberland:386.
Le déclin des populations de loups d'Amérique du Nord a coïncidé avec l'augmentation des populations humaines et l'expansion de l'agriculture. Au début du XXe siècle, l'espèce avait presque disparu de l'Est des États-Unis à l'exception de certaines régions des Appalaches et du nord-ouest de la région des Grands Lacs. Au Canada, le Loup gris a disparu du Nouveau-Brunswick et de la Nouvelle-Écosse entre 1870 et 1921, et à Terre-Neuve vers 1911. Il a disparu des régions du sud du Québec et de l'Ontario entre 1850 et 1900. Le déclin du Loup gris dans les prairies a commencé avec l'extermination du bison américain et d'autres ongulés dans les années 1860 et 1870. Des années 1900 à 1930, le Loup gris a été pratiquement éliminé de l'Ouest des États-Unis et des régions voisines du Canada à cause des programmes intensifs de lutte contre les prédateurs visant à éradiquer l'espèce. Le Loup gris a été exterminé par les gouvernements fédéral et des États de tous les États-Unis en 1960, sauf en Alaska et dans le nord du Minnesota. Le déclin des populations de loups d'Amérique du Nord s'est inversé entre les années 1930 et le début des années 1950, en particulier dans le sud-ouest du Canada à cause de l'expansion des populations d'ongulés à la suite d'une meilleure réglementation de la chasse au gros gibier. Cette augmentation a déclenché une reprise de la lutte contre le loup dans l'Ouest et le Nord du Canada. Des milliers de loups ont été tués entre le début des années 1950 et le début des années 1960, principalement par empoisonnement. Cette campagne a été interrompue et les populations de loups ont de nouveau augmenté vers le milieu des années 1970.

#### Répartition actuelle

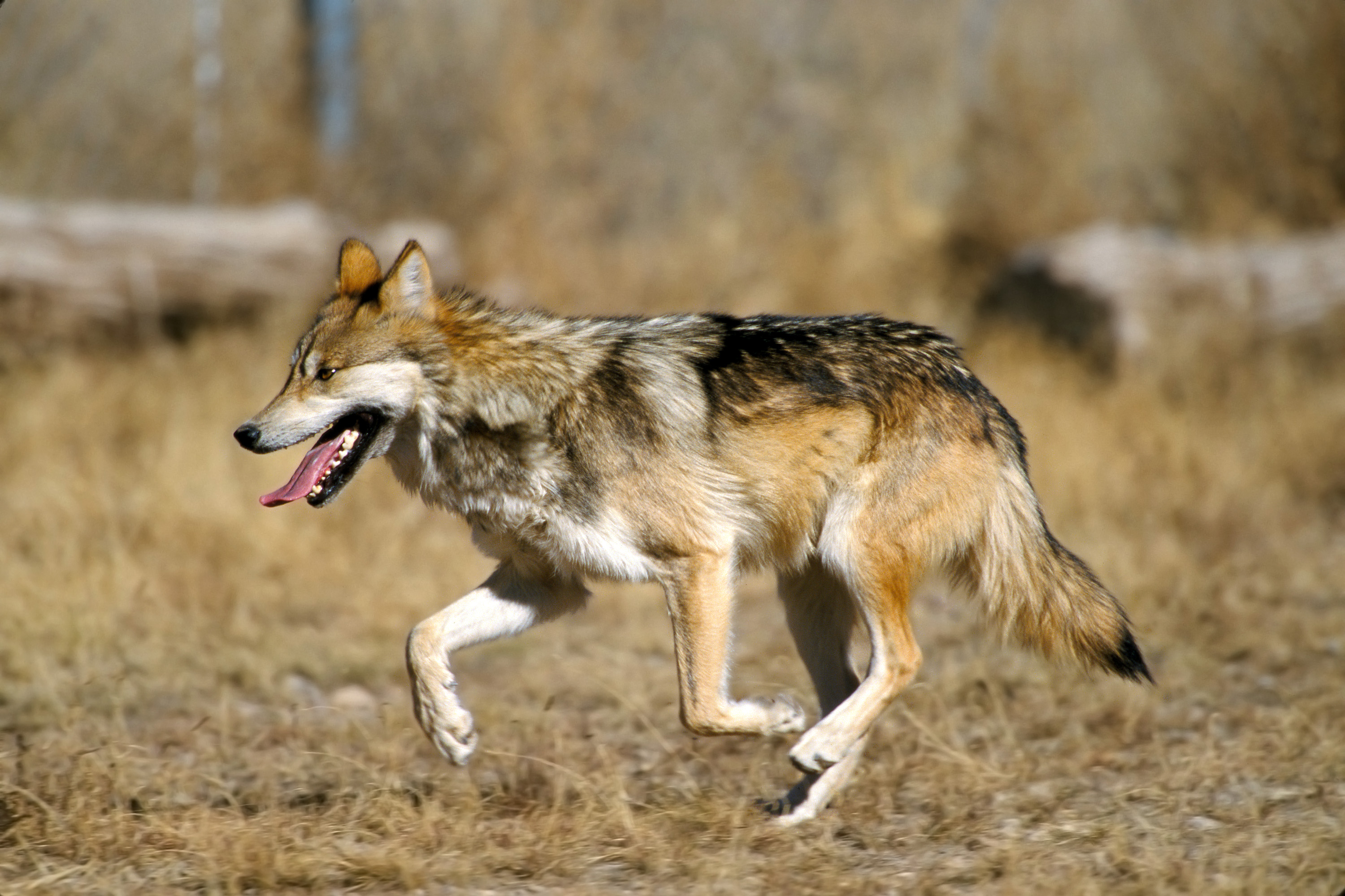
Loup gris du Mexique en captivité.

L'aire de répartition actuelle de l'espèce en Amérique du Nord est principalement confinée à l'Alaska et au Canada, avec des populations également présentes dans le nord du Minnesota, le nord du Wisconsin et la péninsule supérieure du Michigan, ainsi que dans de petites parties du Washington, de l'Idaho, du nord de l'Oregon, du Wyoming et du Montana. Selon les estimations des responsables de la faune de la Californie., une population fonctionnelle de loups devrait exister dans l'État d'ici 2024. À l'été 2021, il y a trois meutes de loups dans le nord de la Californie, toutes sauf une avec des chiots. Les loups canadiens ont commencé à recoloniser naturellement le nord du Montana autour du parc national de Glacier en 1979, et la première tanière de loups dans l'Ouest des États-Unis depuis plus d'un demi-siècle a été documentée en 1986. La population de loups dans le nord-ouest du Montana a d'abord augmentée en raison de la reproduction naturelle et de la dispersion de jusqu'à environ 48 loups à la fin de 1994. De 1995 à 1996, des loups de l'Alberta et de la Colombie-Britannique ont été déplacés au parc national de Yellowstone et en Idaho. En plus, le loup mexicain (Canis lupus baileyi) a été réintroduit en Arizona et au Nouveau-Mexique en 1998. Le loup gris se trouve dans environ 80 % de son aire de répartition historique au Canada, ce qui en fait un bastion important pour l'espèce.
Le Canada abrite environ 52 000 à 60 000 loups, dont le statut juridique varie selon les provinces et les territoires. Les résidents des Premières nations peuvent chasser le loup sans restriction, et certaines provinces exigent des permis pour que les résidents puissent chasser le loup alors que d'autres ne le font pas. En Alberta, les loups sur des terres privées peuvent être appâtés et chassés par le propriétaire sans permis et, dans certaines régions, il existe des programmes de chasse à prime au loup,. Le contrôle à grande échelle des populations de loups par empoisonnement, piégeage et chasse aérienne est aussi actuellement menée par des programmes mandatés par le gouvernement afin de soutenir les populations d'espèces proies en voie de disparition comme le Caribou des bois.
En Alaska, la population de loups gris est estimée entre 7 000 et 11 000 individus et peut être tuée légalement pendant les saisons de chasse et de piégeage, avec des limites de prises (bag limits) et d'autres restrictions. En 2002, il y avait 250 loups dans 28 meutes à Yellowstone et 260 loups dans 25 meutes en Idaho. Le loup gris a reçu la protection de l'Endangered Species Act (ESA) au Minnesota, au Wisconsin et au Michigan en 1974, et a été reclassé d'espèce en voie de disparition à espèce menacée en 2003. Les loups du Mexique réintroduits en Arizona et au Nouveau-Mexique sont protégés en vertu d'ESA et, à la fin de 2002, il y a 28 individus dans huit meutes. Une louve abattue en 2013 dans le comté de Hart par un chasseur a été le premier loup gris vu dans le Kentucky dans les temps modernes. L'analyse de l'ADN par les laboratoires de la Pêche et de la Faune a révélé des caractéristiques génétiques similaires à celles des loups dans la région des Grands Lacs.

## Taxonomie et évolution

### Histoire évolutive

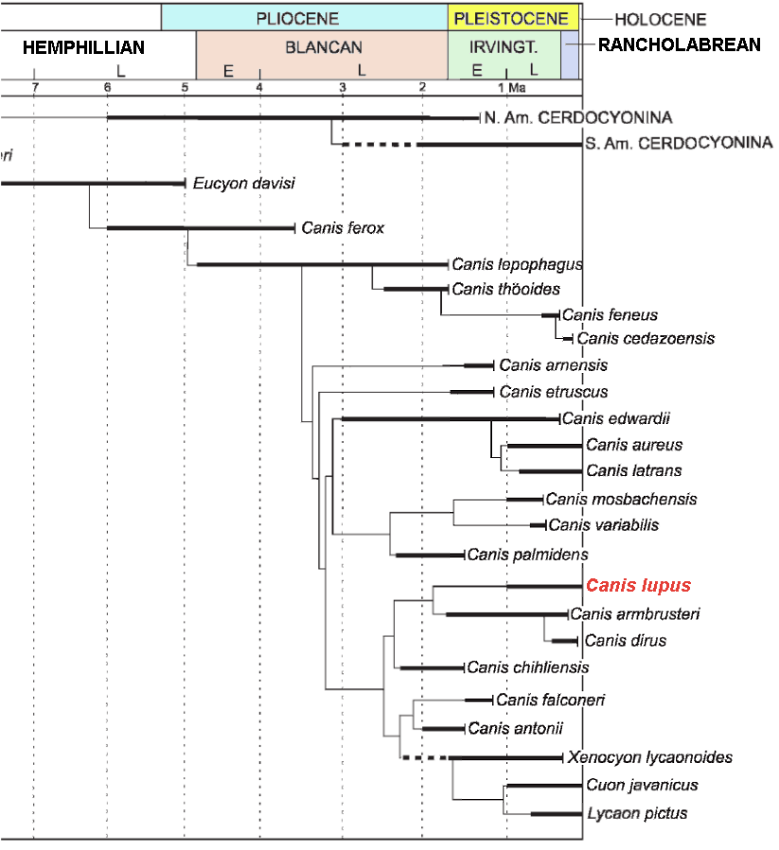
Arbre phylogénétique de Canis lupus.

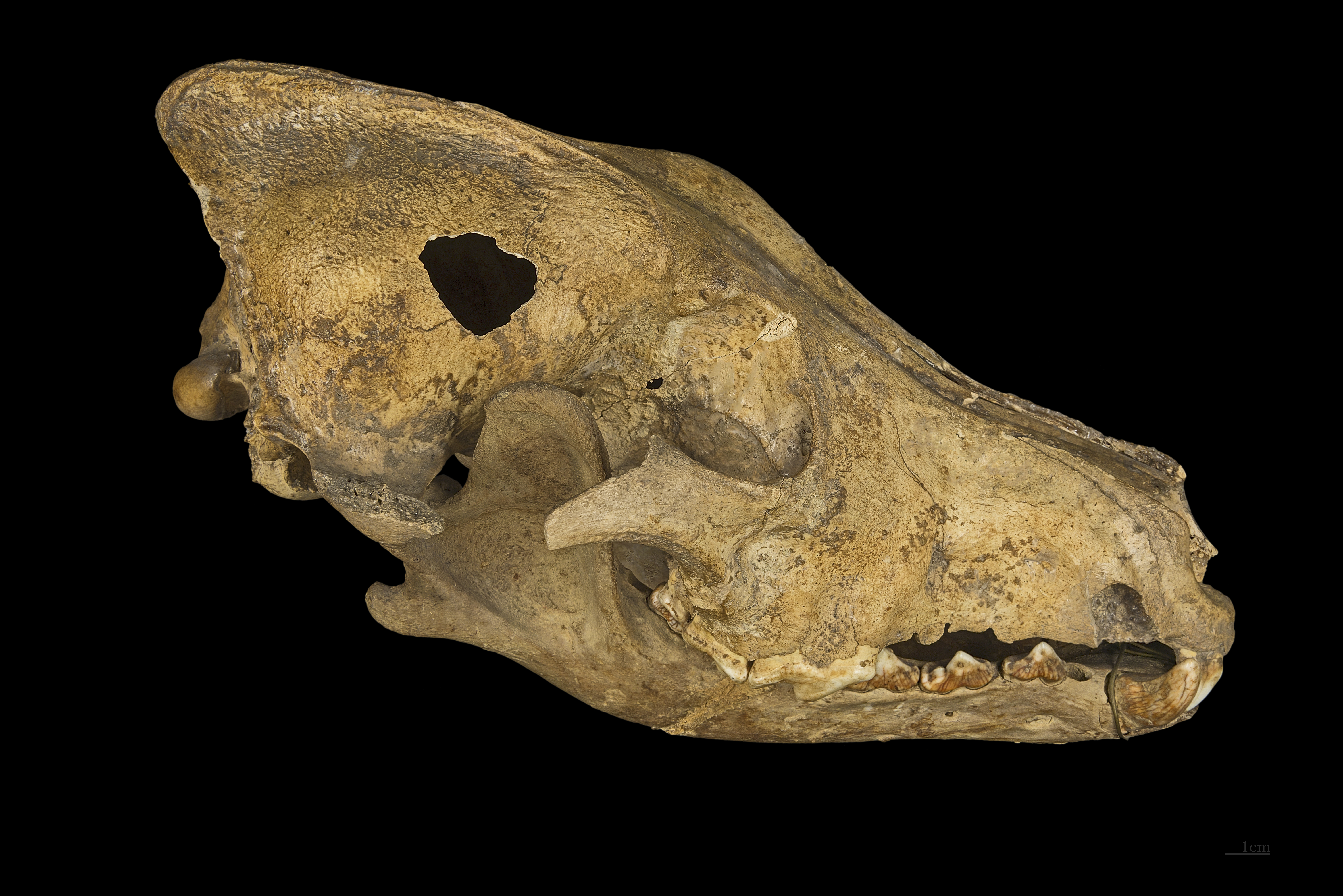
Crâne de Loup des grottes de Gargas, Pléistocène MHNT.

Il y a environ 50 millions d'années est apparu un mammifère avec des dents en partie conçues pour découper la viande, les carnassières. Au cours des 10 millions d'années qui suivirent, ces créatures se sont développées en grand nombre et sous des formes différentes. Une de ces espèces, appelée Miacis parvivorus, ressemblait aux chiens d'aujourd'hui. Le genre Miacis fait partie du clade des Carnivoraformes, duquel sont issues toutes les familles actuelles de mammifères carnivores.
L'ancêtre le plus probable du loup et peut-être du coyote est Canis lepophagus, un canidé au crâne étroit vivant en Amérique du Nord au Miocène. Les premiers loups actuels sont apparus à la limite entre le Blancien et l'Irvingtonien (1,8 million d'années avant aujourd'hui). Parmi eux, Canis priscolatrans ressemblait au loup rouge et a colonisé l'Eurasie en passant par le détroit de Béring : la population eurasienne C. priscolatrans a évolué en Canis etruscus puis Canis mosbachensis. Cette dernière forme a évolué vers Canis lupus puis re-colonisé l'Amérique à la fin du Rancholabréen, où il a cohabité avec un canidé de grande taille Canis dirus, disparu il y a 8 000 ans après la disparition de ses proies.
La recolonisation nord-américaine s'est probablement produite en plusieurs vagues. Les sous-espèces américaines C. l. baileyi (loup du Mexique), C. l. lycaon (loup de l'Est) et C. l. rufus (loup rouge) présentent des traits primitifs et des similitudes systématiques. À la fin du Pléistocène, plusieurs indices indiquent des flux migratoires vers le Sud de l'Amérique du Nord.

### Sous-espèces
L'apparence du Loup gris présente une grande variabilité selon leur région d'origine. De nombreuses sous-espèces ont été décrites sur la base de quelques individus, sans prendre en compte la variabilité phénotypique naturelle de l'espèce. Ainsi, Edward Alphonso Goldman décrit 24 sous-espèces américaines différentes en 1944. Une quarantaine de sous-espèces de Canis lupus ont pu être décrites : Mammal Species of the World (version 3, 2005)  (16 août 2023) en recense 37 et l'ITIS (16 août 2023) 38.
Les recherches actuelles sont fondées sur des critères multifactoriels tels que la morphologie, la paléontologie, le comportement et les analyses génétiques. Cette réorientation de la description des sous-espèces a conduit à réduire considérablement le nombre de sous-espèces en considérant qu'il s'agit dans la majorité des cas d'adaptations locales de l'espèce Canis lupus.

#### Les sous-espèces d'Amérique du Nord

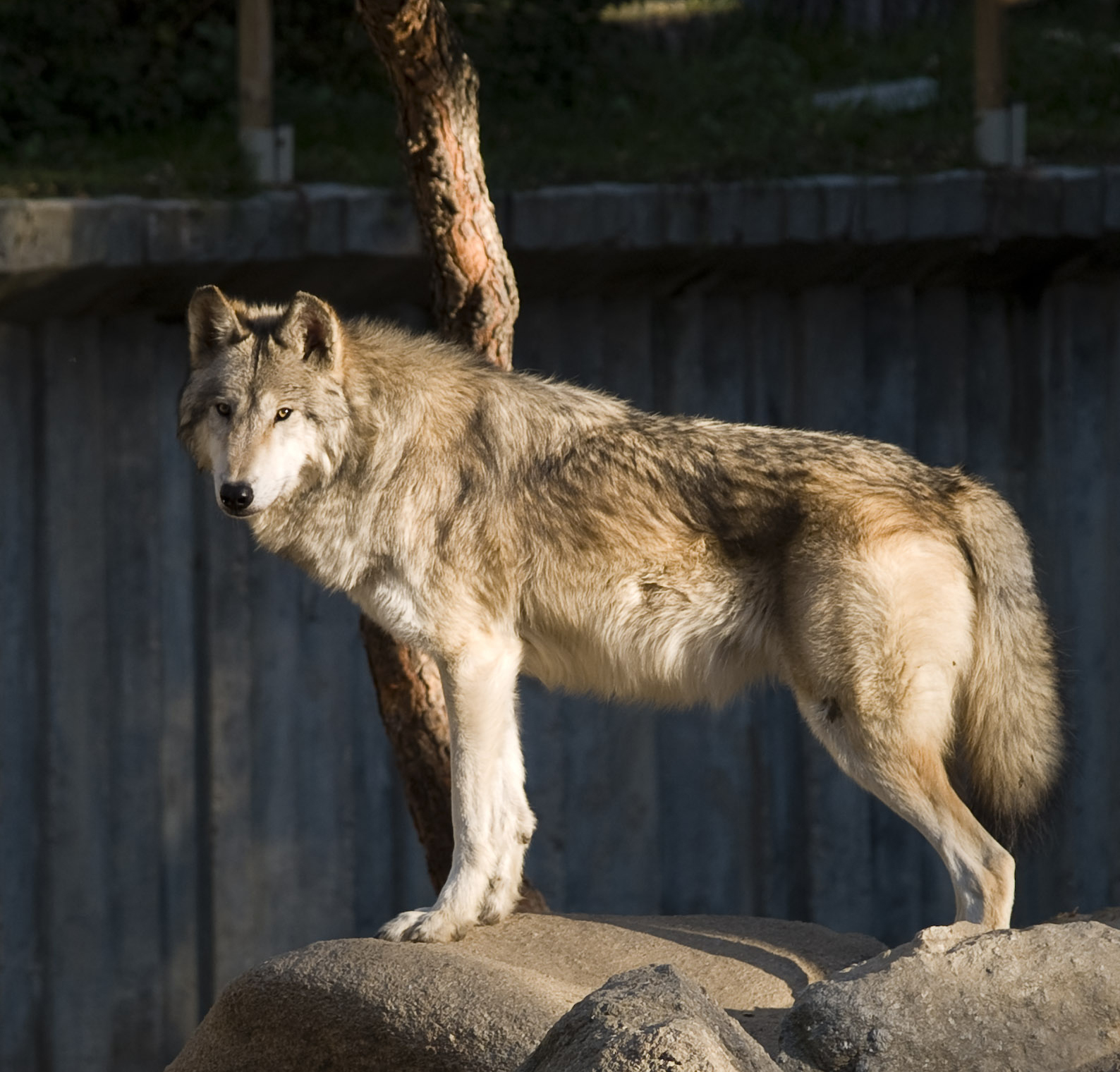
Loup du Canada (Canis lupus occidentalis).

En 1983, Sabina Nowak propose de réduire les loups d'Amérique à cinq sous-espèces : Canis lupus occidentalis, arctos, baileyi, nubilus et lycaon. Son argumentation se développe autour de la séparation géographique en Amérique du Nord de cinq populations de loups au cours de la glaciation du Pléistocène, isolation durable qui aurait permis la formation des différentes formes. Les cinq formes de loups sont par la suite confirmées par des études génétiques. Par la suite, en 2004, l'analyse génétique menée sur 102 loups de 24 meutes différentes sur 12 ans, semble montrer que Canis lupus lycaon, le Loup de l'Est constitue probablement l'espèce Canis lycaon, proche du loup rouge (Canis rufus) et du coyote (Canis latrans),. Les sous-espèces américaines du loup gris sont les suivantes :
- Canis lupus occidentalis - Loup du Canada
- Canis lupus nubilus - Loup des Grandes Plaines
- Canis lupus arctos - Loup arctique
- Canis lupus baileyi - Loup du Mexique, loup gris mexicain

#### Les sous-espèces d'Eurasie

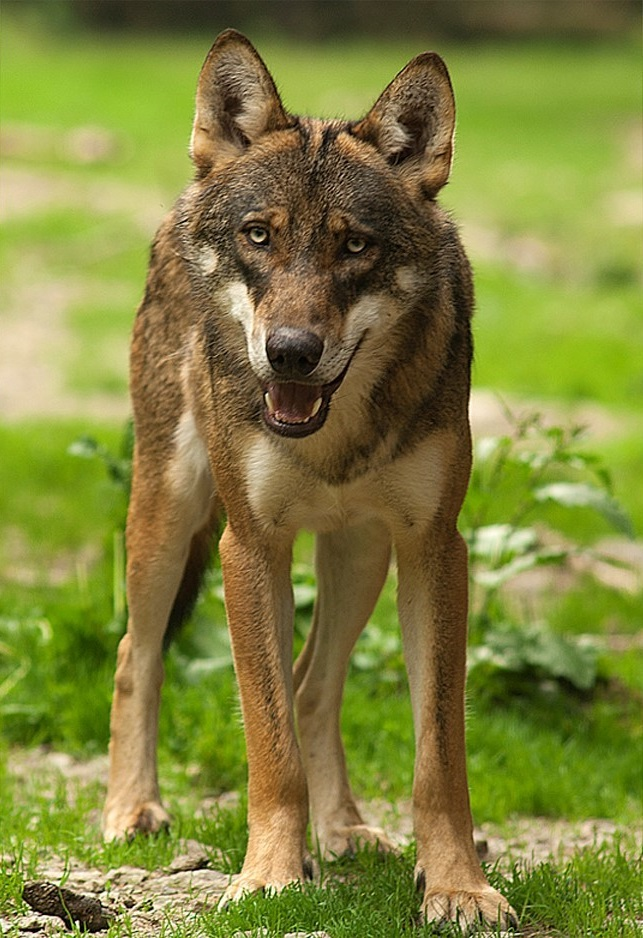
Le loup des Apennins pourrait constituer une sous-espèce de Canis lupus.

De même, la classification des loups en Eurasie, qui a connu jusqu'à une quinzaine de sous-espèces différentes a subi quelques modifications. Nowak propose en 1995 un modèle à neuf sous-espèces : Canis lupus lupus, Canis lupus albus, Canis lupus arabs, Canis lupus campestris, Canis lupus communis, Canis lupus hodophilax, Canis lupus hattai, Canis lupus lupaster, Canis lupus pallipes. Par la suite, en 2004 puis 2005, les études semblent montrer que C. l. arabs et C. l. pallipes sont synonymes. En 2007, des études menées sur l'ADN mitochondrial pointent la possibilité que Canis lupus chanco et Canis lupus pallipes soient des espèces à part entière, dénommées Canis himalayensis et Canis indica.
Les populations du loup gris présentes dans les Apennins en Italie ont été isolées pendant plusieurs milliers d'années au Sud des Alpes, selon une étude publiée en 2004. La calotte glaciaire sur les Alpes et le Pô auraient formé une barrière naturelle lors de la glaciation de Würm (18 000 ans avant le présent). Les études morphologiques valident une différenciation entre les loups présents en Italie et ceux du reste de l'Europe, ainsi que l'absence d'hybridation avec le chien domestique. Ces découvertes vont dans le sens d'une sous-espèce Canis lupus italicus, bien que le sujet soit encore débattu. En Espagne, les populations de loups pourraient également être une sous-espèce désignée sous le nom de Canis lupus signatus.

#### Les sous-espèces domestiques ou semi-sauvages
L'origine du chien domestique est encore aujourd'hui relativement débattue. Le Loup gris et le chien domestique actuels descendent très vraisemblablement d'un ancêtre commun, ayant, selon une étude chinoise, vécu il y a 30 000 ans, en Asie du Sud-Est. En effet, la diversité génétique des populations canines étudiées était maximale en Asie du Sud-Est. Le Chacal doré est peut-être le résultat d'une hybridation de différentes espèces présentes et passées de canidés,.
La principale différence entre le loup et le chien repose en la capacité digestive de l'amidon par ce dernier, probablement corrélée avec la proximité des groupes humains.
Toutefois, le chien est généralement considéré comme une sous-espèce de Canis lupus : Canis lupus familiaris. Deux autres sous-espèces de Canis lupus sont issues de chiens domestiques retournés à l'état sauvage : le Dingo (Canis lupus dingo) et le Chien chanteur (Canis lupus halstromi).

### Hybridation
L'hybridation naturelle est fréquente entre les membres des Canidae qui sont féconds entre eux. De nombreuses populations ont un statut débattu sur leur qualité d'espèce, de sous-espèces du loup gris ou le résultat d'une hybridation. Ces débats revêtent une importance particulière pour la création ou le maintien des programmes de préservation d'une espèce ou d'une sous-espèce, un hybride n'ayant pas de statut de protection.
Le Loup de l'Est (Canis lycaon) se reproduit régulièrement avec le Loup gris ou le Coyote. Sa caractérisation taxonomique n'en est que plus compliquée. Cela est généralement considéré comme négatif pour l'espèce, qui peut perdre son intégrité génétique. Cependant, il se pourrait que l'hybridation permette spécifiquement au Loup de l'Est de s'adapter plus rapidement aux changements dans son environnement. Cette hybridation n'est pas sans conséquence pour le Loup gris : ainsi, les meutes des Grands lacs ont été dé-listées de l’Endangered Species Act, toutefois, des analyses génétiques ont montré que les nouvelles populations s'hybridaient depuis plus d'un siècle avec le Loup de l'Est.
Le Loup rouge (Canis rufus) a été classé en tant qu'espèce à part entière depuis le début des années 1970. Une minorité d'auteurs le considère comme un hybride entre un loup gris et le coyote (Canis latrans) à la suite de plusieurs études génétiques controversées menées depuis 1992,, son nom scientifique est alors Canis lupus × Canis latrans. Au Texas, Coyote, Loup du Mexique (Canis lupus baileyi) et Loup rouge sont des espèces sympatriques. Les analyses réalisées autant sur des marqueurs génétiques issus tant de la lignée maternelle (ADN mitochondrial) que la lignée paternelle (chromosome Y) montrent que les croisements entre les trois espèces ont eu lieu sporadiquement, hormis pour le Loup rouge où celle-ci a pris une grande importance. Les populations captives de Loup du Mexique semblent exemptes de traces d'hybridation. Les auteurs concluent sur le caractère complexe et non résolu de l'hybridation introgressive pour ces trois espèces, les caractères morphologiques (sexe, taille) ou la densité de population ne pouvant expliquer clairement le phénomène. Les polymorphismes de la séquence Agouti chez les loups suggèrent une hybridation.
En 2017, l'ONCFS publiait une étude réalisée par un laboratoire d'analyses génétiques qui établissait que l'hybridation du loup était un phénomène très limité en France.

## Relations avec l'homme

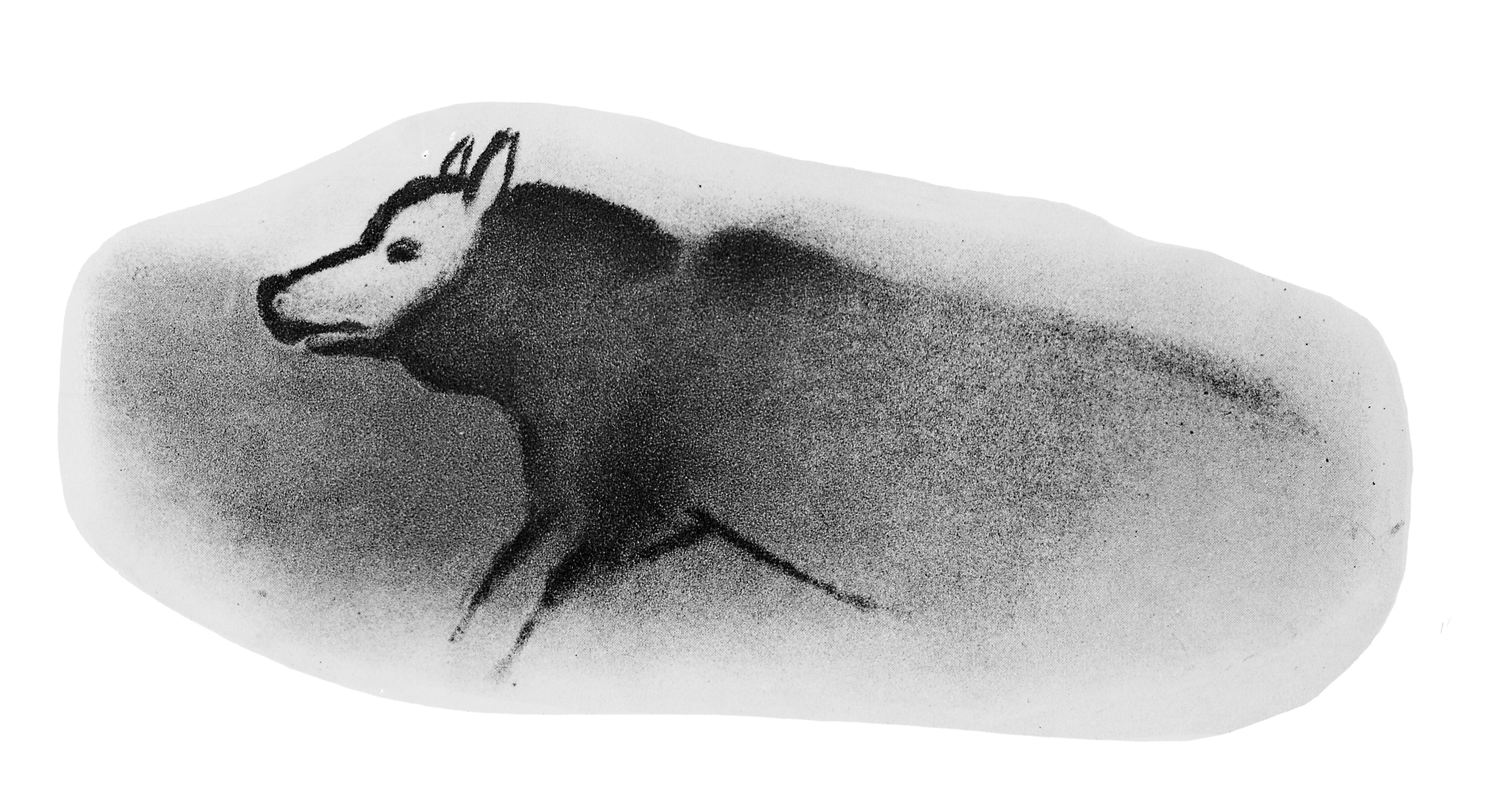
Peinture pariétale polychrome d'un loup gris de la grotte de Font-de-Gaume, en France.

Depuis la Préhistoire, le statut du loup gris semble avoir suivi la même évolution sur une grande partie de son aire de répartition historique. Ainsi, il a d'abord été respecté ou vénéré, puis a été vu comme un concurrent ou un être maléfique à exterminer, avant de bénéficier d'une protection variable en fonction des pays,. La domestication du loup gris s'est effectuée à la Préhistoire et a donné le chien, une sous-espèce.
Le loup est aussi un symbole culturel ou religieux pour de nombreuses civilisations, aussi bien positif que négatif. Il a fait l'objet de beaucoup de fausses croyances renvoyant aux peurs de l'humain et servant de miroir. L'espèce a donc inspiré beaucoup de mythes et de légendes, ainsi que des histoires comme le loup-garou, les enfants-loups ou encore la bête du Gévaudan. L'espèce avait parfois un culte dédié dans certaines villes ou servait d'ancêtre de certains clans ou communautés. Il est également très présent dans la culture populaire via des fables ou d'autres médias.

### Loups dans la culture

#### Noms propres
Les civilisations ayant côtoyé le loup gris présentent des noms propres qui contiennent le nom de l'espèce. Il peut s'agir de noms de personnes ou de lieux[réf. souhaitée]. Ainsi, la littérature vieil-anglaise contient plusieurs exemples de rois et de guerriers anglo-saxons (en) prenant wulf comme préfixe ou suffixe dans leurs noms tel que Beowulf ou Wolfgang Amadeus Mozart.

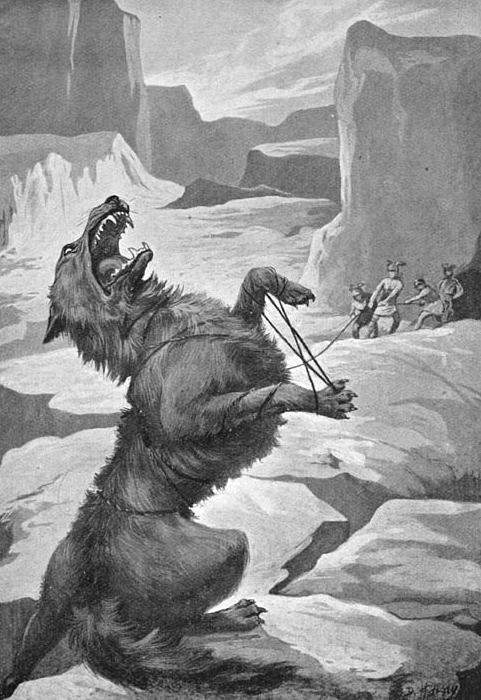
L'enchaînement de Fenrir par les dieux nordiques.

#### Folklore, religion et mythologie
Le loup est un motif commun dans les mythologies et cosmologies fondatrices des peuples d'Eurasie et d'Amérique du Nord, c'est-à-dire l'étendue historique de l'habitat de Canis lupus. L'attribut visible du Loup gris est sa nature de prédateur et, par conséquent, il est fortement associé au danger et à la destruction, ce qui en fait le symbole du guerrier d'une part, et celui du diable d'autre part. La mythologie nordique, par exemple, fourmille d'exemples de ce type, comme Fenrir, le loup destiné à provoquer le Ragnarok, ou ses enfants, Hati et Skoll. La mythologie germano-scandinave ne porte toutefois pas de jugement moral, simpliste et réducteur sur l'animal, qui est également le fidèle compagnon de Wotan - ou Odin -, chef de la cohorte des dieux, au travers des deux loups Geri et Freki qui sont fréquemment représentés avec lui. Dans la mythologie gréco-romaine, la louve qui allaita Rémus et Romulus donne une image plus positive de cet animal, qui là est plutôt associé à la fertilité. Mais, dans la majorité des légendes européennes et Nord-Américaines, le loup reste un prédateur fourbe et sans pitié, et même parfois un mangeur d'hommes. Le trope moderne du Grand Méchant Loup en est une évolution. Le loup a une grande importance dans les cultures et les religions des peuples nomades, tant dans la steppe eurasienne que dans les plaines nord-américaines. Dans de nombreuses cultures, l'identification du guerrier au loup (totémisme) a donné naissance à la notion de lycanthropie, c'est-à-dire l'identification mythique ou rituelle d'un humain et d'un loup.

#### Culture populaire
Le loup est présent dans de nombreux contes et fables.[réf. souhaitée]

#### Art
Une pièce de 2 euros commémorative d'octobre 2021 est dédiée à l'animal national estonien - le Loup.
Le motif de l'artiste Maria Meos représente un loup hurlant debout sur un affleurement rocheux. En arrière-plan, la traditionnelle forêt de pins estonienne ainsi qu'un ciel nocturne étoilé sont représentés. En haut, la légende, en latin, CANIS LUPUS. En bas, sur le rocher, la mention du pays émetteur EESTI suivie du millésime 2021. L'anneau externe de la pièce comporte les douze étoiles du drapeau européen. Elle est émise à 988 000 exemplaires.[réf. nécessaire]

### Conflits

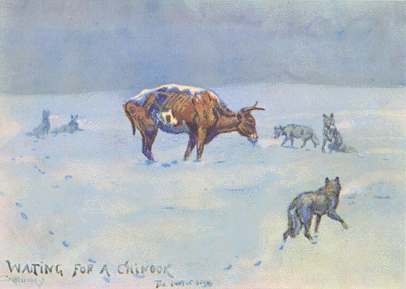
Waiting for a Chinook (v. 1900), Charles Marion Russell.

#### Prédation du loup sur le bétail
La prédation du bétail a été l'une des principales causes de la chasse au loup qui a même pu conduire à son extermination dans certaines zones : en plus de causer des pertes économiques, la menace que constitue cette prédation exerce une grande pression sur les éleveurs.
Certains pays aident à compenser les pertes économiques subies à cause des loups par le biais de programmes d'indemnisation ou d'assurances publiques. La France met ainsi en œuvre depuis 2004 les systèmes d'aide les plus complets avec une aide au financement du gardiennage par des bergers ou par l’éleveur, de l’achat/entretien de chiens de protection des troupeaux et de parcs de regroupement mobiles ou fixes. Elle détient cependant de loin le record du nombre de victimes (en valeur absolue ou rapportés au nombre de loups) mais paradoxalement aussi celui du coût public de la protection et du montant des indemnisations de dommages. La taille du troupeau (jusqu'à 5 000 bêtes par berger en France comparé à un maximum de 1 000 moutons dans les pays voisins) semble être une des causes de l'efficacité réduite des mesures françaises.
Les loups attaquent surtout le bétail lorsque les proies sauvages sont épuisées (ou que les troupeaux sont peu protégés) : en Eurasie, une grande partie de l'alimentation de certaines populations de loups est constituée de bétail alors que cela est rare en Amérique du Nord où les populations saines de proies sauvages ont été largement rétablies. La majorité des pertes se produisent pendant la période de pâturage d'été, le bétail non soigné dans les pâturages éloignés étant le plus vulnérable à la prédation par les loups. Les espèces animales les plus fréquemment ciblées sont le mouton (Europe), le renne domestique (Nord de la Scandinavie), la chèvre (Inde), le cheval (Mongolie), les bovins et la dinde (Amérique du Nord). Le nombre d'animaux tués en une seule attaque varie selon les espèces : la plupart des attaques contre les bovins et les chevaux entraînent la mort d'un animal, tandis que les dindes, les moutons et les rennes domestiques peuvent être tués en surplus. Les loups attaquent principalement le bétail quand les animaux broutent, bien qu'ils s'introduisent parfois dans des enclos clôturés. Dans certains cas, les loups n'ont pas besoin d'attaquer physiquement le bétail pour l'affecter négativement : le stress que subit le bétail en étant vigilant vis-à-vis des loups peut entraîner des fausses couches, une perte de poids et une diminution de la qualité de la viande. (voir aussi conflits avec les loups)

#### Prédation humaine sur les loups

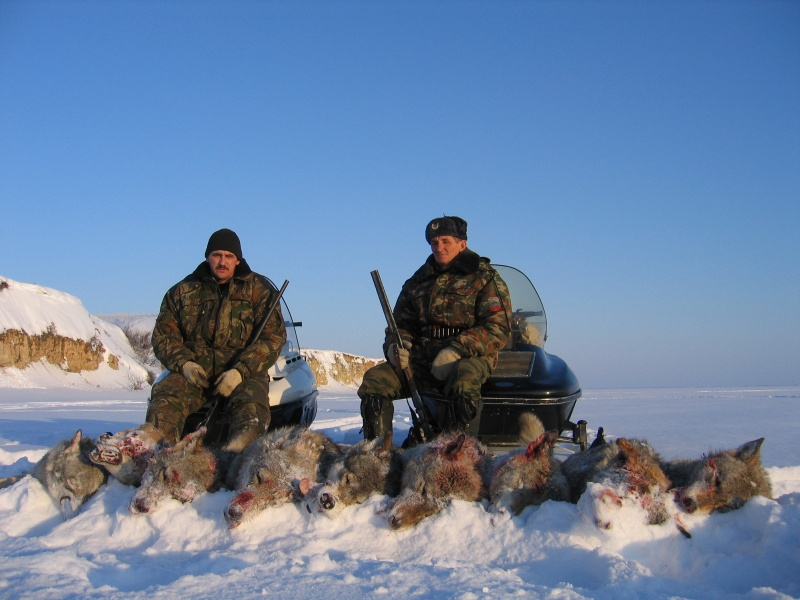
Carcasses de loups chassés en Russie.

Les loups sont difficiles à chasser en raison de leur insaisissabilité, de leurs sens aiguisés, de leur grande endurance et de leur capacité à neutraliser et tuer rapidement les chiens de chasse. Les méthodes historiques comprennent l'abattage des portées nées au printemps dans leur tanière, la poursuite avec les chiens (en général des combinaisons de lévriers, de chiens de Saint-Hubert et de fox-terriers), l'empoisonnement à la strychnine et le piégeage,,. Une méthode populaire de chasse au loup en Russie consiste à piéger une meute dans une petite zone en l'encerclant avec des poteaux à fladry (en) portant un parfum humain. Cette méthode repose en grande partie sur la peur des odeurs humaines par le loup, mais elle peut perdre de son efficacité lorsque les individus s'y habituent. Certains chasseurs sont capables d'attirer les loups en imitant leurs cris. Au Kazakhstan et en Mongolie, les loups sont traditionnellement chassés avec des aigles et des faucons, mais cette pratique est en déclin, les fauconniers expérimentés étant de moins en moins nombreux. Tirer sur les loups à partir d'un avion est très efficace en raison de la visibilité accrue et des lignes de tir directes, mais controversé. Plusieurs types de chiens, comme le Barzoï, l'Irish wolfhound et le Kyrgyz Tajgan ont été spécialement élevés pour la chasse au loup.
Depuis les années 1990, le loup est une espèce protégée aux niveaux international, européen et français mais cette protection peut faire l'objet de dérogations pour prévenir de dommages importants à l'élevage, s'ils perdurent malgré la mise en place de moyens de protection et sous réserve que ces dérogations ne nuisent pas au maintien des populations dans un état de conservation favorable.
Les limites d'abattage sont fixées en France par arrêté ministériel sur la base d'une expertise de l'OFB. Par exemple, cette limite était de 10% de la population de loups pour l'année 2018 et est augmentée à 19% pour l'année 2019 (sans tenir compte du braconnage ou des morts accidentelles). Les conditions d'abattage, lorsque les opérations d'effarouchement restent inefficaces, sont:
- Les tirs de défense simple, pour protéger le troupeau (si les mesures de protection ne suffisent pas ou que le troupeau est reconnu comme ne pouvant être protégé);
- Les tirs de défense renforcée, pour enrayer les dommages infligés au troupeau par des attaques répétées (au moins 3 sur les 12 derniers mois sur le troupeau ou sur des troupeaux voisins);
- Les tirs de prélèvements pour mettre un terme aux dommages importants constatés dans des élevages (malgré les mesures de protection et les tirs de défense).

L'abattage est ici un moyen choisi par le gouvernement pour pacifier les tensions entre éleveurs, dont certains réclament encore l’éradication du loup, et les associations de protection de la nature qui réclament au contraire une protection a minima jusqu'à atteindre un état de conservation favorable (estimé entre 2 500 et 5 000 adultes), tandis que les constats sur le terrain montrent que cette régulation du nombre de loups ne réduit pas les dommages aux troupeaux mais désorganise au contraire les meutes et peut conduire à l'effet inverse,.

#### Prédation sur l'homme

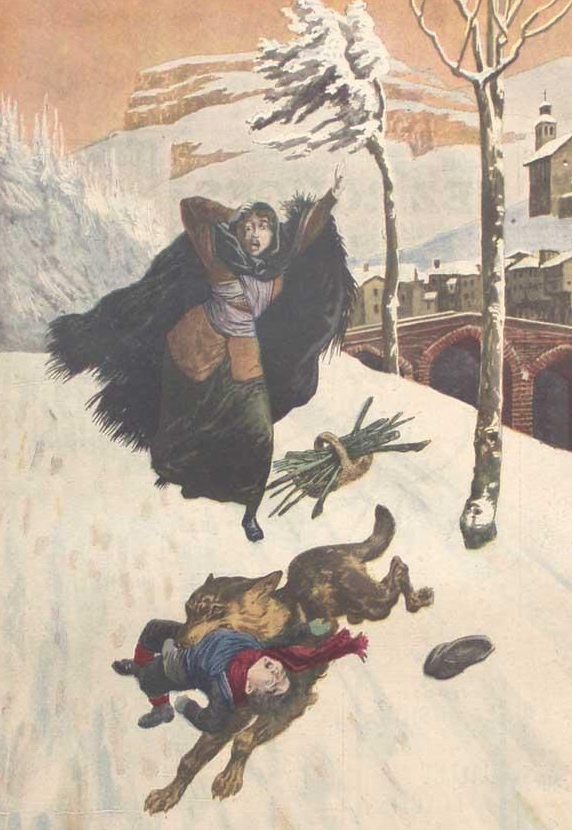
Illustration d'un loup enlevant un enfant en Espagne, publiée le 25 janvier 1914 dans Le Petit Journal.

La peur du loup a été omniprésente dans de nombreuses sociétés, même si l'homme ne fait pas partie de ses proies naturelles. La réaction des loups face à l'homme dépend en grande partie de leur expérience passée : les loups qui n'ont jamais eu d'expérience négative avec l'homme, ou qui sont conditionnés par la nourriture, peuvent se montrer peu craintifs. Bien que les loups puissent être agressifs s'ils sont provoqués, de telles attaques se limitent le plus souvent à des morsures rapides aux extrémités, et ces attaques ne sont pas insistantes.
Les attaques prédatrices peuvent être précédées d'une longue période d'habituation, au cours de laquelle les loups perdent progressivement leur peur d'homo sapiens. Les victimes sont mordues à plusieurs reprises à la tête et au visage, puis sont traînées et consommées, à moins que les loups ne soient repoussés. Les attaques de prédateurs peuvent se produire à tout moment de l'année, avec un pic de juin à août, lorsque les occasions de voir des personnes pénétrer dans les zones forestières augmentent (pour le pâturage du bétail ou la cueillette de baies et de champignons) augmentent. Quelques cas d'attaques de loups non-enragés en hiver ont aussi été enregistrés au Bélarus, dans les oblasts de Kirov et Irkoutsk, en Carélie et en Ukraine. En plus, les loups qui ont des petits subissent un stress alimentaire plus important durant cette période.
La majorité des victimes des attaques de loups prédateurs sont des enfants de moins de 18 ans et, dans les rares cas où des adultes sont tués, les victimes sont presque toujours des femmes. Les loups indiens ont l'habitude de s'attaquer aux enfants, un phénomène appelé « vol d'enfants ». Les prises ont lieu principalement au printemps et en été, pendant les heures du soir, et souvent à l'intérieur des établissements humains.
Les cas de loups sauvages enragés sont faibles par rapport aux autres espèces car les loups ne sont pas les principaux réservoirs de la maladie, mais ils peuvent être infectés par des animaux comme les chiens, les chacals ou les renards (en France, la rage vulpine ne sévit plus depuis 1998).
Les cas de rage chez les loups sont très rares en Amérique du Nord, mais nombreux dans les pays de Méditerranée orientale, au Moyen-Orient et en Asie centrale. Les loups développent apparemment la phase « furieuse » de la rage à un degré très élevé qui, associée à leur taille et à leur force, pourrait faire des loups les animaux enragés les plus dangereux, les morsures des loups enragés étant 15 fois plus dangereuses que celles des chiens. Les loups enragés agissent habituellement seuls, parcourant de grandes distances et mordant souvent un grand nombre de personnes et d'animaux domestiques. La plupart des attaques de loups enragés se produisent au printemps et à l'automne. Contrairement aux attaques prédatrices, les victimes de loups enragés ne sont pas mangées, et les attaques ne se produisent généralement qu'un seul jour. Les victimes sont choisies au hasard, même si la majorité des cas concernent des hommes adultes. Pendant 50 ans jusqu'en 2002, il y a eu huit attaques mortelles en Europe et en Russie, et plus de 200 en Asie du Sud, et en France depuis sa réintroduction dans les années 80 aucune attaque n'a été documentée. En 2005 et 2010, deux personnes ont été tuées et partiellement dévorées par des loups en Amérique du Nord, Kenton Carnegie et Candice Berner,.

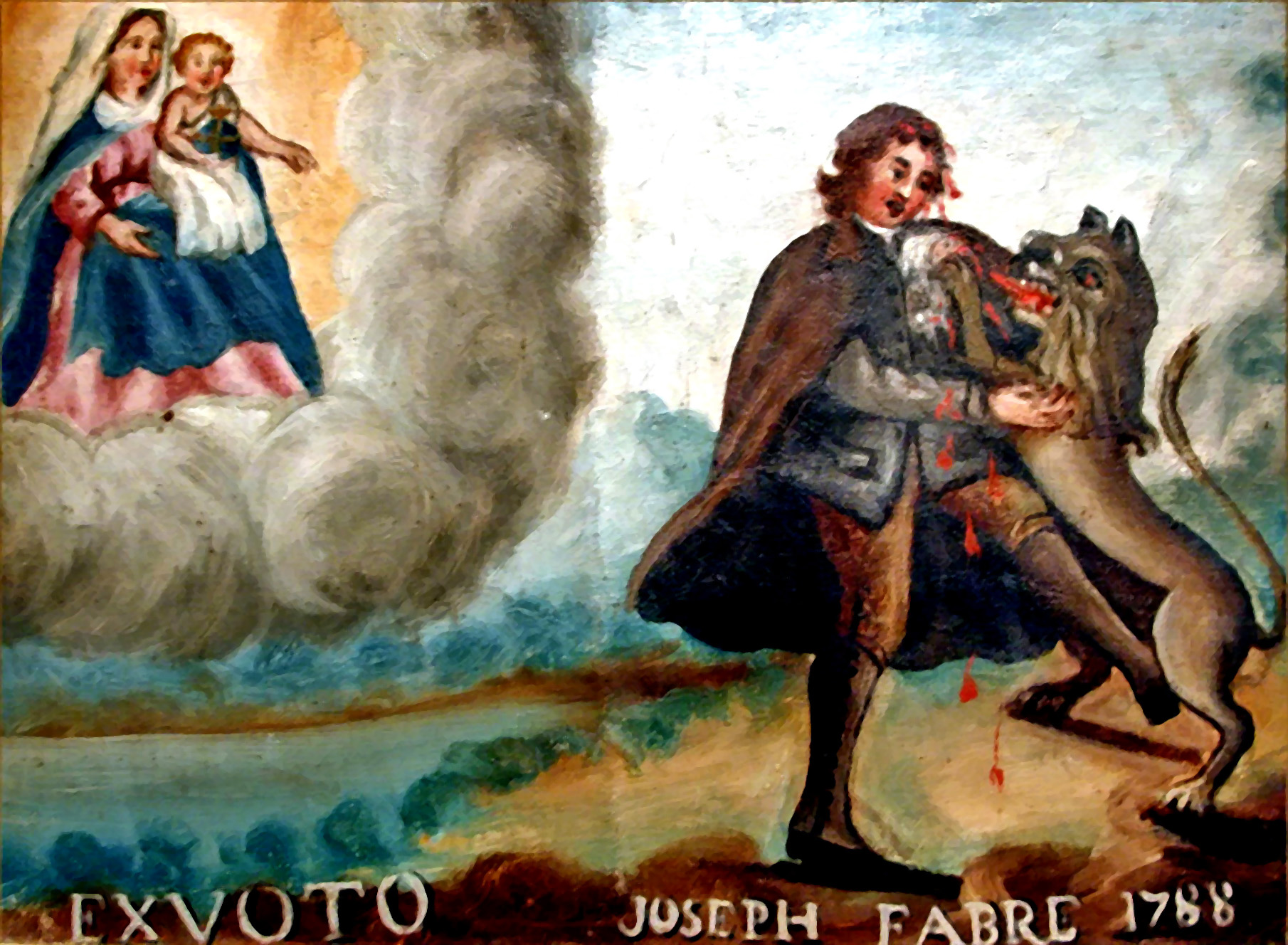
Ex-voto dans l'église Notre-Dame-de-la Pitié à Roquebrune-sur-Argens.

Les attaques du loup contre l'homme ne relèvent pas de l'imaginaire ou du fantasme, même si les témoignages sont presque inexistants avant le Haut Moyen Âge. Dans l'Antiquité gréco-romaine, Aristote évoque le loup anthropophage, et deux stèles funéraires en Asie mineure nomment des victimes humaines. On connaît surtout le cas du sportif grec de haut niveau, Milon de Crotone, dévoré en forêt au VIe siècle av. J.-C., alors qu'il était hors d'état de se défendre, ayant sa main coincée dans un arbre. Cependant d'après d'autres sources il s'agissait d'un lion affamé, espèce alors très commune dans le sud de l'Europe pendant l'antiquité grecque.
Pour d'autres historiens les attaques datent des invasions barbares du Haut Moyen Âge (Ve siècle apr. J.-C.). Elles sont réelles mais rares, le loup prédateur restant méfiant à l'égard de ce gibier aux réactions imprévisibles. Il lui préfère de loin le mouton que l'homme élève pour son lait, sa laine et sa viande ; d'où une concurrence particulièrement exacerbée. C'est ce qu'ont pensé établir Gerhardo Ortalli et Robert Delort . Le loup constituait surtout une nuisance concurrentielle aux éleveurs et aux chasseurs. La rage, facteur essentiel du comportement agressif du loup envers l'homme, n'est plus présente en France, hors cas exceptionnels:35.

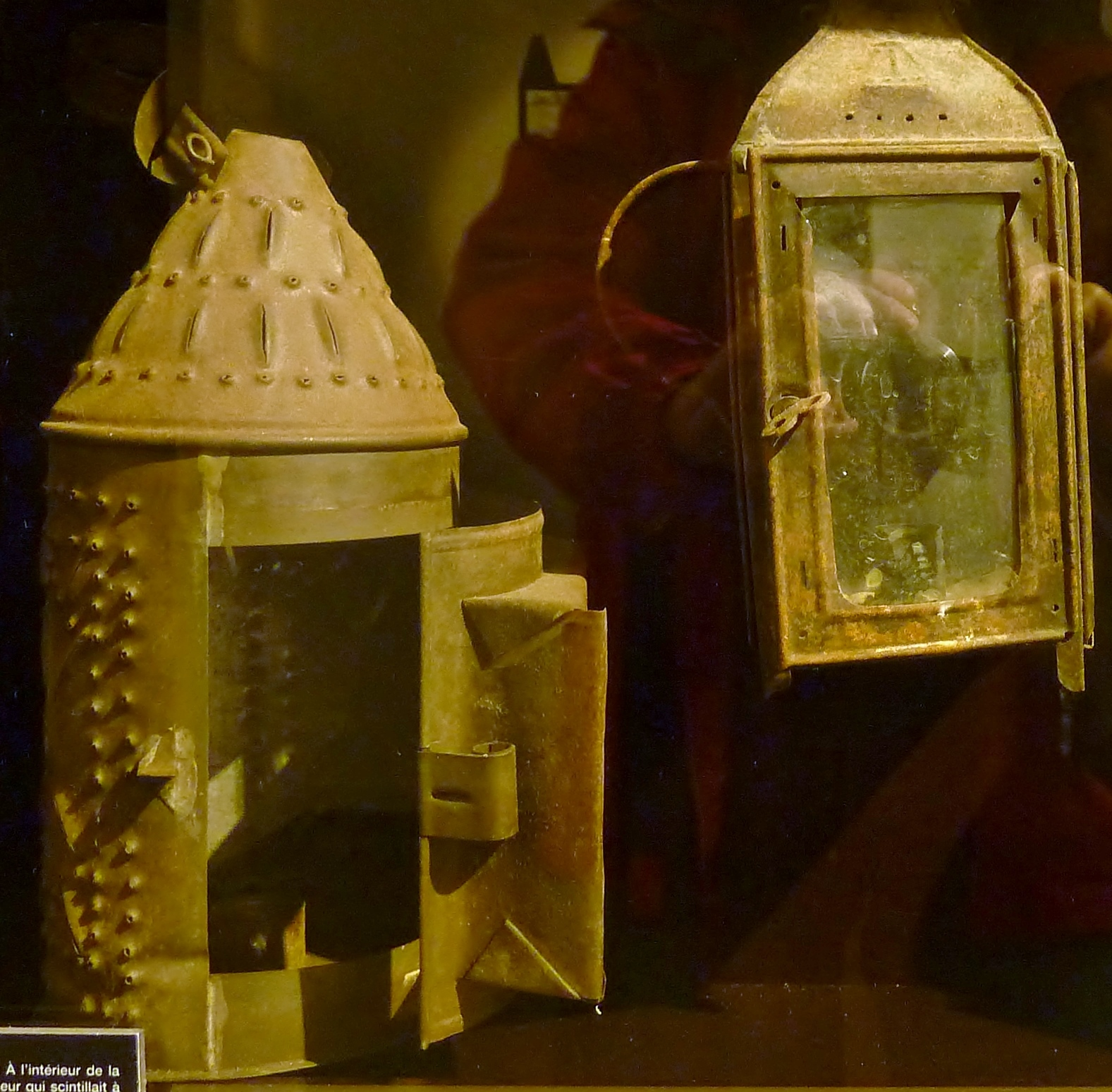
Lanternes à loup (en métal, datant du XIXe siècle, Musée du loup, Le Cloître-Saint-Thégonnec)

Un dépouillement non exhaustif d'archives des registres paroissiaux menée par Jean-Marc Moriceau parvient à retrouver, à partir des débuts de l'Ancien Régime jusqu'en 1918, plus de 1 100 cas de prédation de l'homme par le loup, qu'il distingue des décès à la suite de morsures de loups enragés (plus de 400 à partir des mêmes sources), en France (territoire métropolitain actuel), entre les années 1580 et 1842. Les victimes sont en très grande majorité des enfants ou adolescents isolés, voire des femmes se soulageant. Cette prédation de l'homme pourrait aussi avoir été favorisée, selon lui, par les guerres et troubles politiques qui, en parsemant les campagnes de cadavres sans sépulture, développeraient chez une minorité de loups un goût pour la chair humaine. Bien que négligeables par rapport au reste de la mortalité sous l'Ancien Régime, ces cas ont eu une influence sur l'imaginaire collectif, nourrissant la peur du loup.
Dans son édition de 2016 de L'Histoire du méchant loup, Jean-Marc Moriceau relate non plus 1 100 mais 18 000 cas du XVe siècle au XXe siècle : « …le corpus statistique des victimes et des agresseurs s'est considérablement élargi. Si l'on met de côté le cas exceptionnel des 6 000 victimes attribuées à la Bretagne occidentale pour la fin du XVIe siècle, c'est plus de 12 000 attaques que l'on peut recenser (dont 8 672 dues à des loups prédateurs et 3 731 à des loups enragés… »).
Toujours selon l'auteur, l'affaire de la bête du Gévaudan est bien un cas d'anthropophagie lupine qu'il explique scientifiquement. À partir de 1764 un couple de grands loups a pris goût à la chair humaine après la guerre de Sept Ans (1756-1763) ; épaulés par une dizaine de loups communs prédateurs qui agissaient efficacement dans une contrée qui en comptaient des centaines (et qui disparaissaient, blessés par l'homme, dans des ravins), ils attaquaient le plus souvent des filles, comme à l'habitude au printemps ou pendant des hivers à température clémente (permettant la sortie du bétail).
Des journalistes en mal de scoops depuis la fin de la guerre en firent un thème d'écriture à sensation autour de la bête pendant trois ans, le temps de la destruction de tous les loups communs de la région.
Toujours d'après Jean-Marc Moriceau, les adultes de sexe masculin ne sont attaqués que par les loups enragés et encore seulement dans la mesure où ils s'éloignent de leurs domiciles. Les loups anthropophages s'intéressent plutôt aux enfants et aux jeunes bouvières moins agiles.

### Apprivoisement

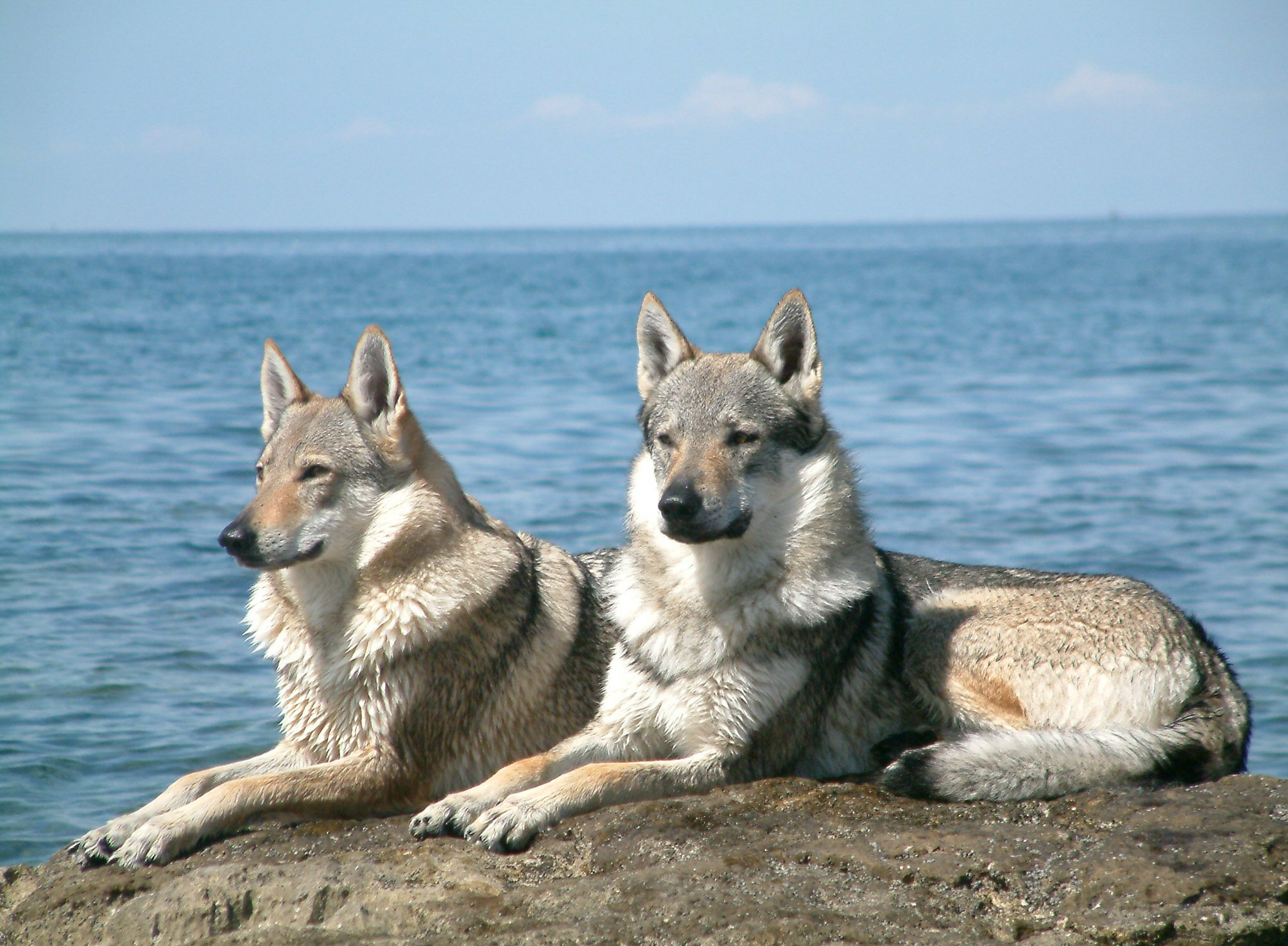
Chiens-loups tchécoslovaques.

Le loup est un animal sauvage doté d'instincts précis lui permettant d'exceller dans la vie sauvage. Domestiquer le loup nécessiterait une sélection permettant de limiter les instincts les plus incompatibles avec une vie domestique, ce qui nécessiterait de nombreuses générations comme cela fut le cas pour la domestication du chien.
Le cas le plus fréquent pour l'apprivoisement se fait via une imprégnation, où l'homme se substitue aux parents en élevant le louveteau, ou, comme pour les chiens, en mettant fréquemment le louveteau au contact de l'homme durant ses premières semaines. Le comportement de l'animal demeure foncièrement différent de celui du chien, ce qui est source éventuelle de danger et d'autres problèmes.
D'autres personnes tentent de « minimiser » ce comportement typique du loup en hybridant chien et loup. Il demeure que, dans les deux cas, loup apprivoisé ou hybride, ces animaux ont une faible crainte de l'homme et du fait d'un comportement très spécifique, auquel en général les gens ne sont pas habitués, des incidents ou des accidents graves peuvent survenir. Ainsi, aux États-Unis, entre 1986 et 1994, ont été répertoriés plusieurs cas d'enfants mutilés dont 9 cas ayant entraîné la mort de l'enfant. Ces pratiques sont déconseillées entre autres par l'IUCN Wolf Specialist Group.
Certaines populations de Canis lupus ont évolué parallèlement aux loups, puis choisi de s'allier avec l'homme pour obtenir des proies plus facilement, jusqu'à devenir peu à peu le chien domestique et toutes les races que nous lui connaissons. Les chiens parias, semi sauvages, de l'Inde donnent une idée de ce qu'a pu être cette évolution progressive vers la domestication.
L'homme cherche aussi à faire des croisements entre le chien et le loup dans le but d'augmenter la résistance des chiens et leurs performances physiques, perdues au fil des sélections. Les chiens-loups sont des hybrides plus ou moins stables. En France par exemple ne sont reconnues que les races appelées chien-loup tchécoslovaque et chien-loup de Saarloos, mais d'autres tentatives sont faites aussi en Amérique du Nord.